# Ligne D du RER d'Île-de-France
La ligne D du RER, plus souvent simplement nommée RER D, est une ligne du réseau express régional qui dessert des gares RATP en région Île-de-France selon un axe nord-sud, ainsi que des gares SNCF des Hauts-de-France et du Centre-Val de Loire. Elle relie Orry-la-Ville et Creil au nord à Melun, Corbeil-Essonnes et Malesherbes au sud, en passant par le centre de Paris. 
Ouverte par étapes de 1987 à 1996, elle est à la fois la première ligne de RER par sa longueur avec 197,073 km et la ligne SNCF la plus fréquentée de France avec 615 000 voyageurs et 466 trains par jour ouvrable en 2016.
La quasi-totalité de la ligne se situe en Île-de-France, donc dans le ressort d'Île-de-France Mobilités (ex-STIF) mais la section entre la gare de La Borne Blanche et la gare de Creil, au nord, et la gare de Malesherbes, au sud, se situent en dehors de la région, dans l'Oise, région Hauts-de-France, pour les gares situées au-delà de la gare de Survilliers - Fosses, et dans le Loiret, région Centre-Val de Loire, pour Malesherbes. Les gares concernées sont donc aussi hors de la tarification Île-de-France. La ligne comprend trois arrêts dans Paris intra-muros : Gare du Nord, Châtelet - Les Halles et Gare de Lyon.

Plan de la ligne.

## Histoire

### Chronologie
- 11 mars 1976 : prise en considération du schéma de principe de la ligne complète (Orry – Gare du Nord – Châtelet – Gare de Lyon – Melun/Malesherbes) par le Syndicat des transports parisiens (STP)
- 27 septembre 1987 : création de la ligne D du RER par le prolongement des trains terminus Villiers-le-Bel de Gare du Nord à Châtelet - Les Halles, et mise en service des rames bicourant Z 8800
- 1988 : prolongement au nord, à Goussainville, et remplacement des rames Z 8800 par les rames Z 20500 également bicourant
- 20 décembre 1989 : approbation du principe de l'interconnexion nord-sud par le conseil d'administration de la SNCF
- 12 janvier 1990 : approbation du principe de l'interconnexion nord-sud par le conseil d'administration de la RATP
- 28 janvier 1990 : prolongement au nord, de Goussainville via Orry-la-Ville[2] à Creil
- 5 avril 1990 : prise en considération du schéma de principe de l'interconnexion par le STP
- 28 juin 1991 : déclaration d'utilité publique du projet de l'interconnexion nord-sud du RER D
- 24 septembre 1995 : extension de la ligne au sud, de Châtelet - Les Halles à Melun et La Ferté-Alais, à la suite de la mise en service de l'interconnexion nord-sud avec douze trains interconnectés par heure ; exploitation assurée avec des rames Z 20500 à cinq caisses et des rames monocourant Z 5300 et Z 5600
- 1996 : prolongement des trains de La Ferté-Alais à Malesherbes
- 25 janvier 1998 : ouverture de la gare du Stade de France - Saint-Denis
- décembre 2003 : validation par le Syndicat des transports d'Île-de-France (STIF) d'un plan d'action pour lutter contre la dégradation de la régularité et les difficultés d'exploitation de la ligne
- 22 novembre 2006 : approbation du schéma directeur de la ligne par le STIF
- 29 janvier 2007 : mise en service de la première rame Z 20500 rénovée
- 1er trimestre 2007 : concertation publique sur les différents scénarios du schéma directeur de la ligne
- 19 mars 2008 : lancement du plan « D Maintenant » par Guillaume Pepy, président de la SNCF
- 14 décembre 2008 : dégradation de l'interconnexion nord-sud avec huit trains interconnectés par heure
- 15 avril 2009 : inauguration de la Radio Ligne D
- 8 juillet 2009 : approbation du schéma de principe de la ligne par le STIF
- Fin 2009 : fin du plan « D Maintenant »
- 15 décembre 2013 : ouverture de la gare de Créteil-Pompadour, fermeture de la gare de Villeneuve-Prairie et retour à 12 trains interconnectés par heure et par sens aux heures de pointe en semaine au nord de la ligne avec mise en application de nouvelles dessertes
- 12 novembre 2016 : mise en service de la dernière rame Z 20500 rénovée
- 8 décembre 2018 : retrait des dernières Z 5300
- 9 décembre 2018 : premier jour du service annuel 2019 mettant en place un découplage des trois branches du sud de la ligne[3]
- 2 septembre 2019 : début de la mise en service des rames Z 57000 sur les branches découplées au sud de la ligne
- Fin juillet 2019 : mise en circulation d'une première rame Z 20500 rénovée en livrée Île-de-France Mobilités (IDFM)[4]
- 16 décembre 2024 : mise en circulation d'une première rame Z 58500 dite "RER NG" sur l'axe Creil – Corbeil-Essonnes à raison de deux allers retours par jour uniquement en semaine[5].

### Genèse de la ligne

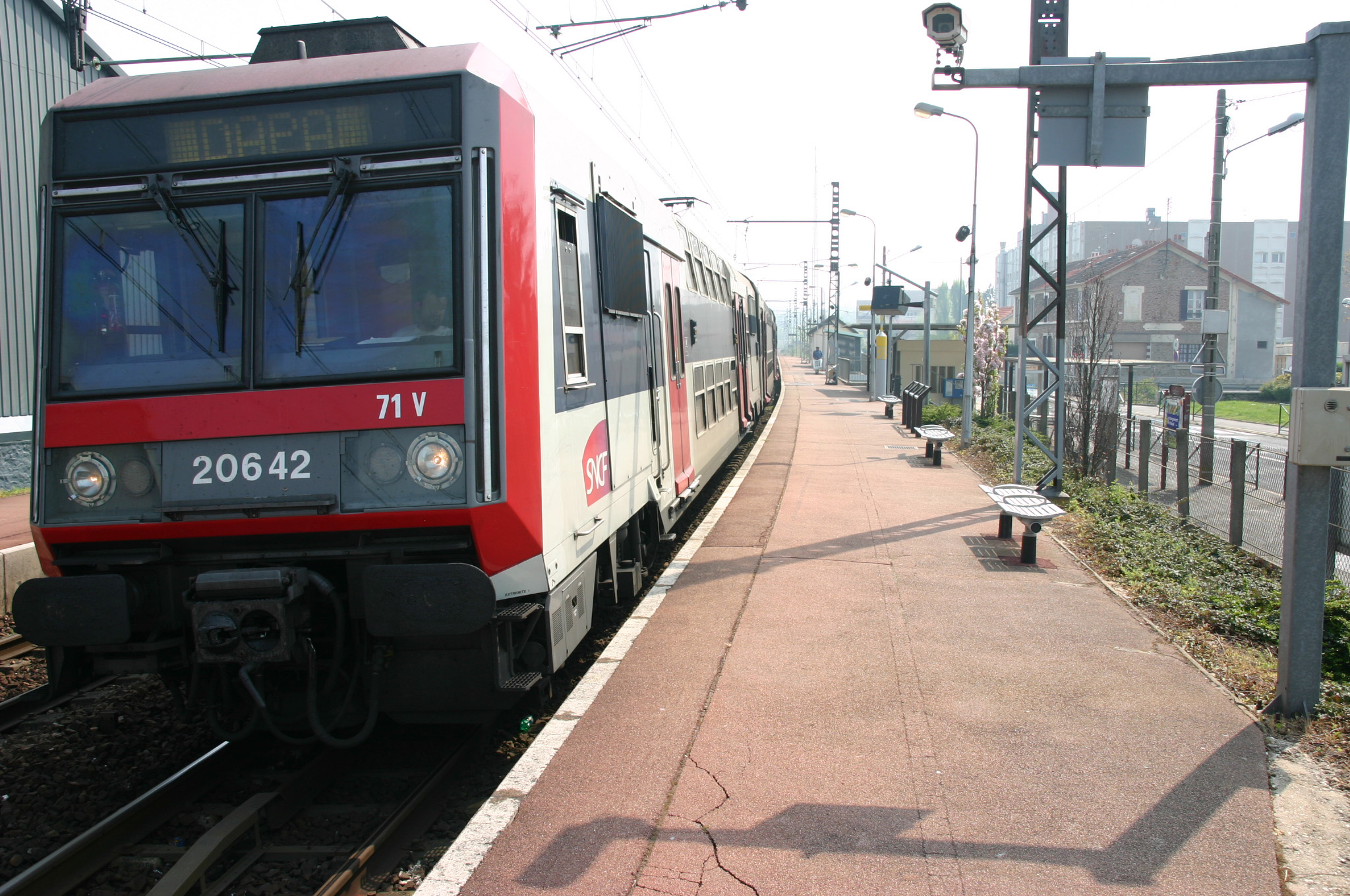
Une rame Z 20500 en gare de Villabé, en février 2007.

Le 29 février 1972, le schéma d'exploitation du futur réseau de transport en commun est approuvé par le Syndicat des transports parisiens.
Le métro régional est dorénavant conçu comme devant être constitué de trois lignes, la transversale est-ouest (future ligne RER A), une nouvelle transversale sur la rive gauche créée à partir de tronçons existants (future ligne RER C), le prolongement de la ligne de Sceaux et son interconnexion avec une ligne du réseau nord à déterminer (future ligne RER B), ainsi que la réalisation d'une nouvelle ligne supplémentaire interconnectée (future ligne RER D). L'opération de rénovation des Halles donne l'occasion inespérée de construire la nouvelle gare centrale du Châtelet à ciel ouvert, ce qui permet de réduire légèrement les coûts. En effet, lorsque débutent dans Paris les travaux de la transversale nord-sud, actuelle ligne B du RER, l'idée d'envoyer des trains de banlieue de la SNCF en superposition des trains des lignes nord-sud et est-ouest du nouveau métro régional paraît judicieuse,.
D'ailleurs, à Gare de Lyon, les projets de réalisation de la nouvelle gare de la future ligne est-ouest (RATP) et de celle d'une nouvelle gare souterraine (SNCF) étant concomitants, les deux entreprises décident de réaliser un ouvrage commun. Devant l'ampleur des investissements, il est projeté de compléter le projet pour permettre aux trains SNCF d'emprunter les tunnels RER parisiens, l'étude des courants de trafic démontrant alors que l'envoi de trains de la banlieue sud-est en banlieue nord était le choix le plus pertinent. Les tunnels pouvaient, selon l'idée de l'époque, accueillir un train toutes les minutes,.

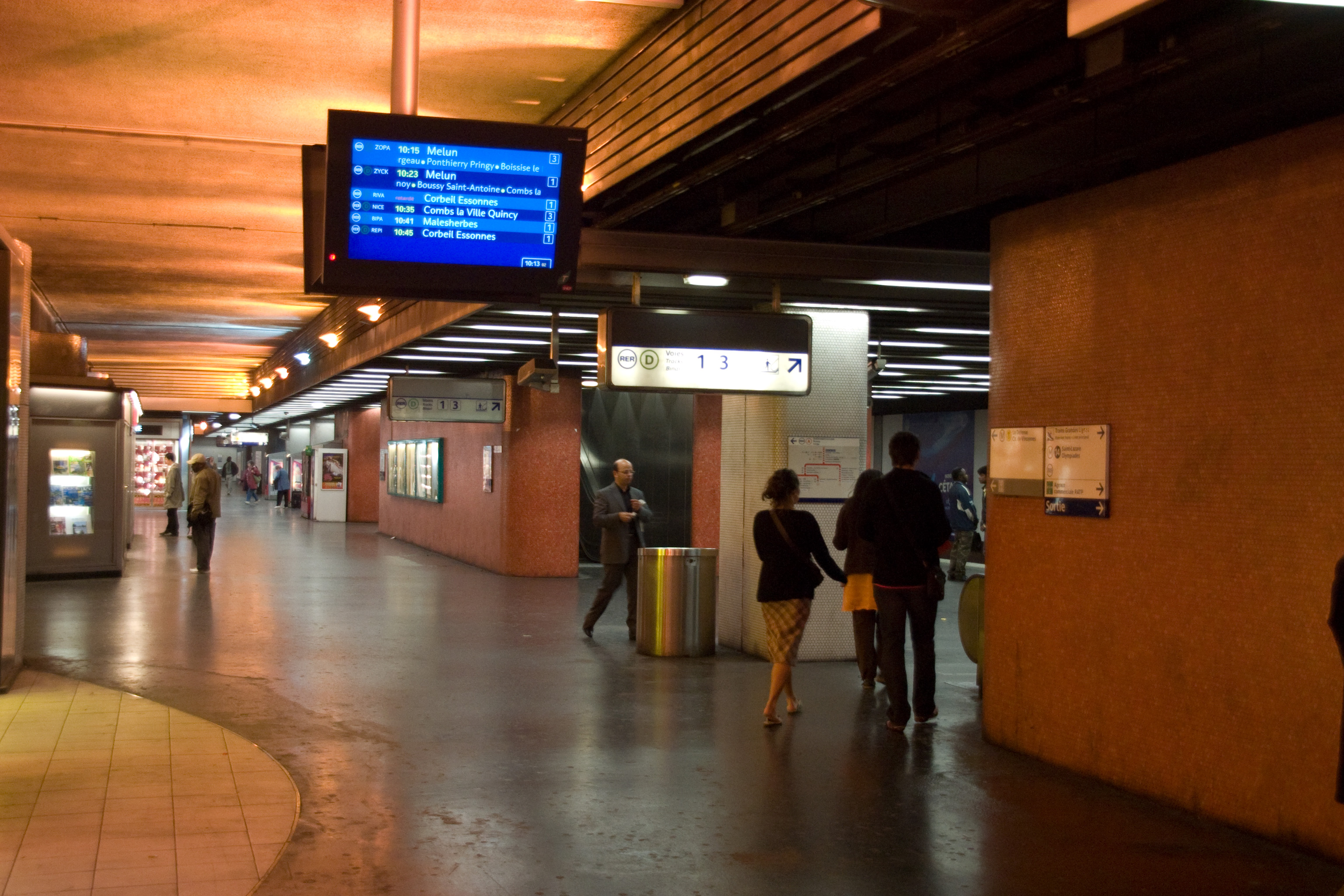
La gare de Lyon, au niveau des quais du RER A et de l'accès vers les quais du RER D, en juin 2008.

Ainsi, le projet d'interconnexion des réseaux consiste alors en la circulation de six trains de la banlieue Sud-Est dans le tunnel du futur RER A entre Gare de Lyon et Châtelet - Les Halles, préfigurant ainsi le futur RER D. La RATP, entreprise exploitante du RER A, n'adhère pas tout de suite au projet, estimant que la croissance prévisible du trafic de la ligne A ne permettrait pas de faire circuler les six trains supplémentaires prévus. Il est alors décidé de doter chaque ligne de ses propres quais, la fréquence étant limitée par les temps de stationnement en gare. De plus, l'aménagement des gares est conçu en conséquence : ainsi, à Gare de Lyon, le futur RER A a ses voies basées au niveau inférieur de l'ouvrage autour d'un large quai central au-dessus duquel est basée la future gare souterraine SNCF. Dotée de quatre voies, cette future gare est située au niveau directement supérieur de l'ouvrage, juste au-dessus du futur RER, permettant ainsi la mise en place d'échanges « quai à quai » de type vertical, une innovation japonaise. À Châtelet - Les Halles, la disposition des voies sur un niveau est maintenue mais le nombre de voies est porté à sept, trois voies centrales seront réalisées, afin de tenir compte de la future interconnexion,.
Le conseil d'administration de la RATP met enfin en évidence la nécessité de mettre au point, « un matériel spécifique à traction bicourant » afin de permettre l'interpénétration entre des réseaux ayant des caractéristiques techniques différentes. En effet, le réseau Sud-Est est électrifiée en 1 500 volts continu tandis que le réseau Nord, qu'il est prévu de rejoindre, l'est en 25 000 volts monophasé.

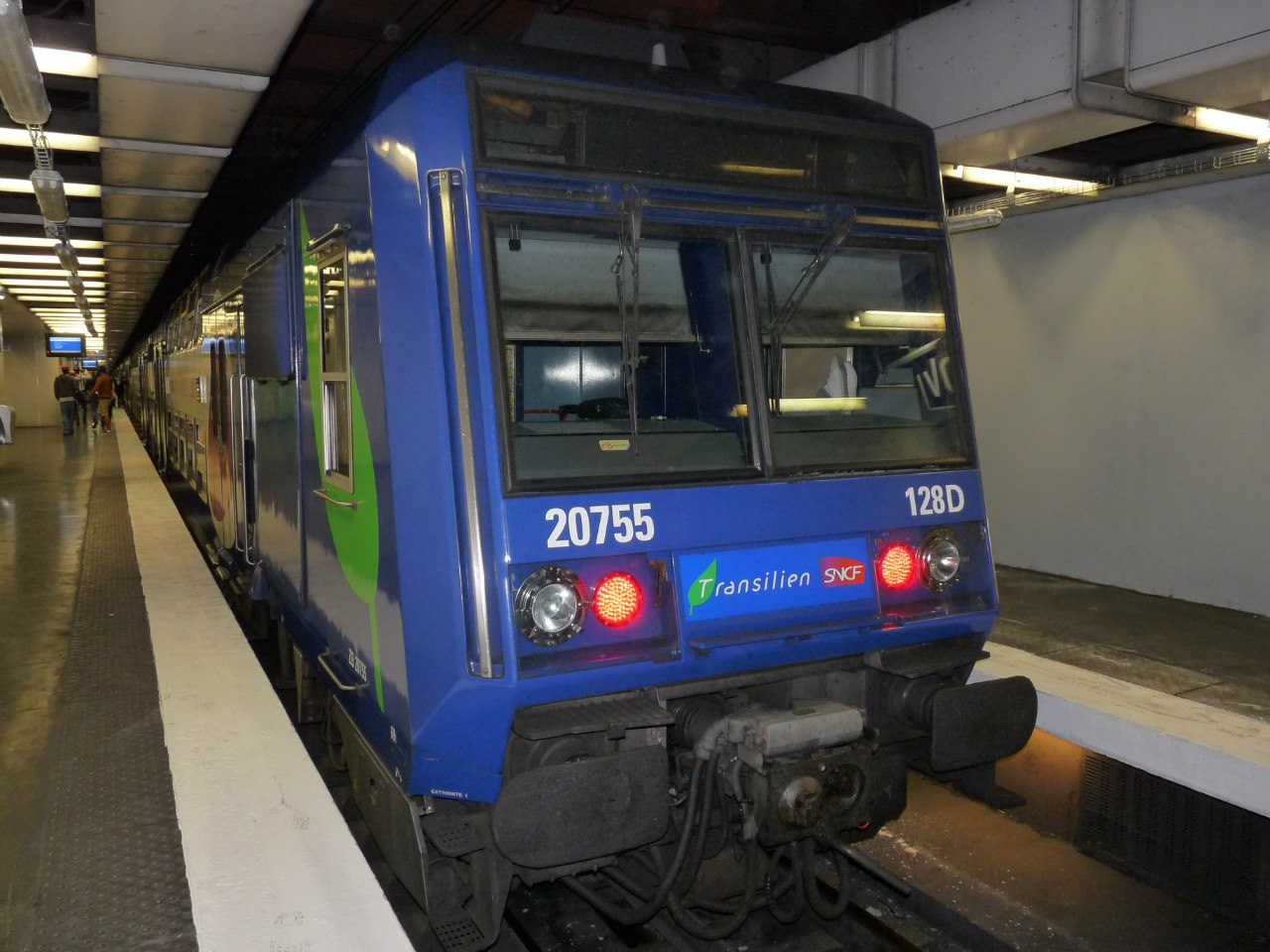
Une rame Z 20500 en gare de Châtelet - Les Halles, en 07 2014.

Le 11 mars 1976, le Syndicat des transports parisiens (STP) prend en considération le schéma de principe de la ligne D du RER qui relie Orry-la-Ville à la banlieue Sud-Est via Châtelet - Les Halles et Gare de Lyon. Cependant, la réalisation de la ligne ne peut plus être menée sur la base d'un emprunt des voies du RER A entre Gare de Lyon et Châtelet - Les Halles, étant devenu techniquement impossible en raison des cadences des trains trop élevées qu'elle suppose. Il est donc devenu indispensable de réaliser un tunnel distinct pour la ligne, mais le montant de sa réalisation repousse sa réalisation ; la ligne D ne pourra donc pas être mise en service dans son intégralité en une fois.
En conséquence, la première étape consiste uniquement à prolonger le parcours des trains de la branche Orry-la-Ville de la banlieue Nord jusqu'à Châtelet - Les Halles, en empruntant le tunnel de la ligne B entre Gare du Nord et son nouveau terminus parisien. Le projet d'interconnexion du RER D consiste désormais à relier la banlieue Nord à la banlieue Sud-Est grâce à la réalisation de deux tunnels à voie unique entre la gare souterraine de Gare de Lyon et la gare de Châtelet - Les Halles et à l'adaptation des installations existantes afin de permettre la réalisation de l'interconnexion.
En novembre 1982, la demi-gare ouest de la gare souterraine de Paris Gare du Nord est ouverte. La voie 43 accueille alors des trains desservant la ligne de Creil, amorce du futur RER D.

### Naissance du RER D

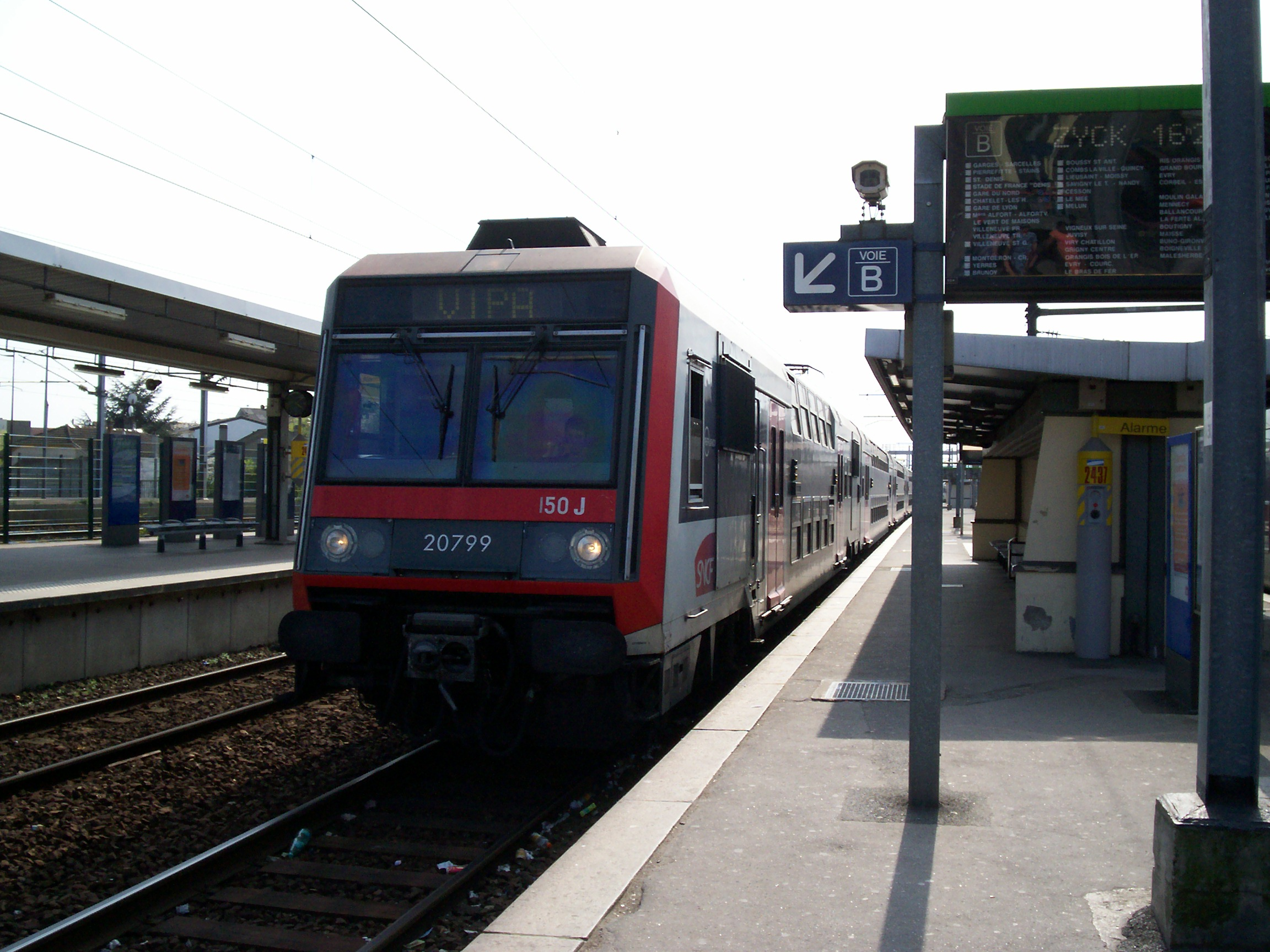
Une rame Z 20500 arrivant en gare terminus de sa mission VIPA (Villiers-le-Bel - Gonesse - Arnouville), en avril 2007.

Le 27 septembre 1987 naît officiellement la ligne D du réseau express régional, à la suite du prolongement des trains, venant de Villiers-le-Bel, depuis les voies souterraines de Gare du Nord jusqu'à la gare de correspondance de Châtelet - Les Halles, qui reçoit déjà les trains des lignes A et B. Alors longue de 19 kilomètres, la nouvelle ligne RER est, en attente de réception de rames Z 20500 à cinq caisses, équipée de rames bicourant Z 8800 à quatre caisses. Les trains de la ligne sont reçus sur les trois voies centrales de Châtelet - Les Halles prévues dès l'origine.
Dès lors, un système de codes-missions est mis en place, s'inspirant de celui appliqué sur les lignes A et B du RER. En effet, celui-ci utilisait des numéros en plus des quatre lettres ; les codes étaient changés lorsque le compteur suivant le nom de la mission (de 01 à 99 dans un sens, de 02 à 98 dans l'autre) arrivait au maximum et de ce fait, le nombre de codes-missions était élevé. Des trains étaient par exemple dénommés consécutivement dans une journée : VOLT, VOLU, VOLO, et VOLE,.
En 1988, les trains ayant pour terminus Goussainville intègrent la nouvelle ligne, prolongeant le RER D d'une gare en banlieue Nord. Cette même année, les premières rames bicourant Z 20500 sont livrées, permettant de transférer les Z 8800, provisoirement utilisés vers la ligne C du RER. Les Z 20500 sont alors composés de quatre caisses ; ils le demeureront jusqu'à la mise en service de l'interconnexion nord-sud de la ligne en 1995.

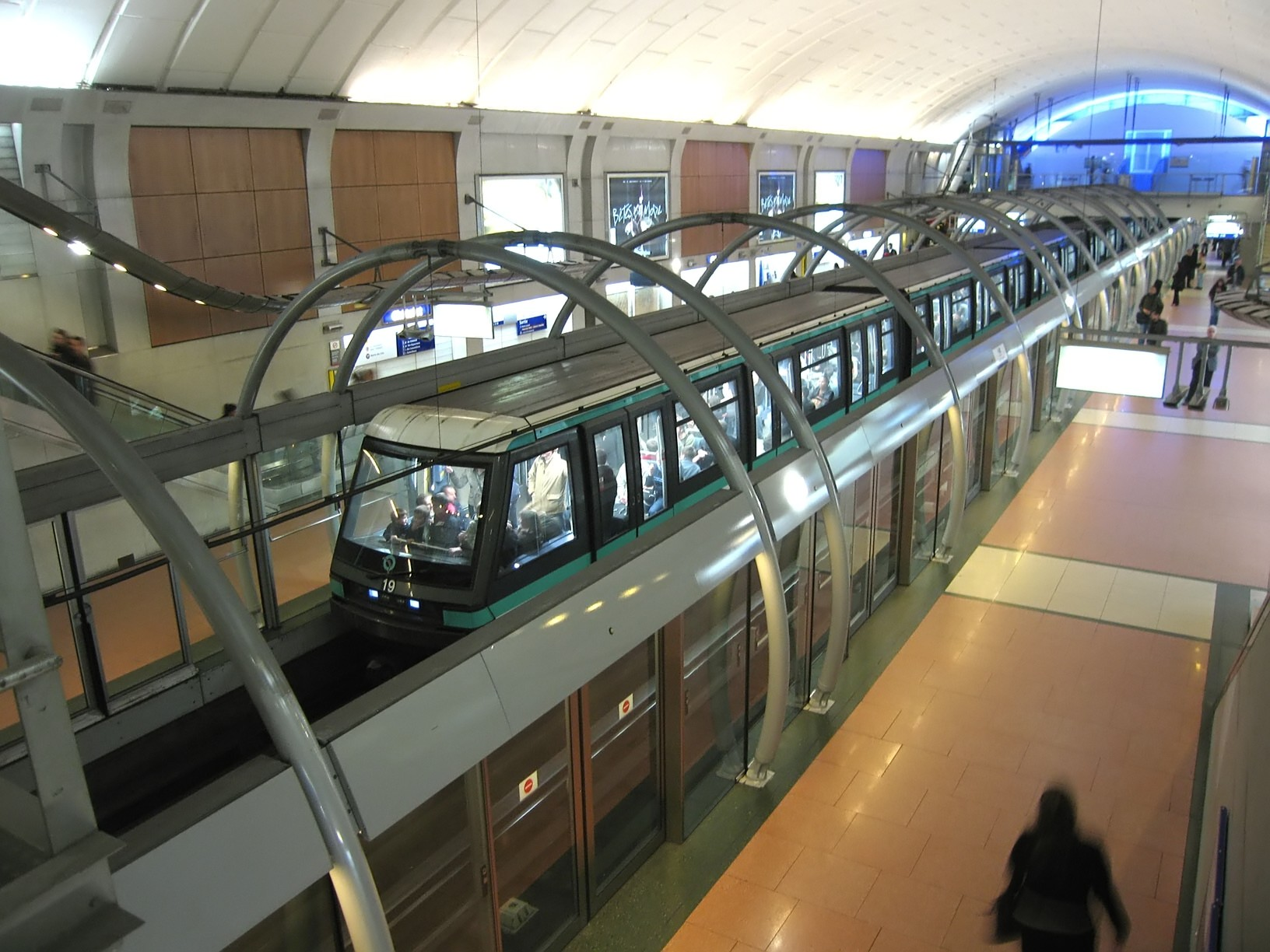
Une rame du métro 14 (ex-Meteor), à la station Châtelet, en octobre 2006.

Le 7 février 1989, Michel Rocard, Premier ministre et Michel Delebarre, ministre de l'Équipement, engage la réalisation de la première phase du schéma de développement des transports collectifs, dans le cadre du contrat de plan État-région et du plan d'urgence pour les transports en Île-de-France, afin de désengorger le RER A. En effet, la jonction entre Auber et Nation avait provoqué une augmentation importante du trafic. Ce schéma comprend la réalisation de l'interconnexion entre Gare de Lyon et Châtelet - Les Halles (projet SNCF), pour un coût de 1,5 milliard de francs ainsi que :
- soit la construction de la ligne Meteor (RATP), ligne de métro automatique permettant de soulager la ligne A sur son tronçon central, le plus chargé, entre Auber/Saint-Lazare, Châtelet - Les Halles et Gare de Lyon[9] ;
- soit la réalisation d'Eole (futur RER E) (SNCF), une liaison ferroviaire à grand gabarit devant relier la banlieue Est à la banlieue Ouest via la capitale, d'où son nom de projet, acronyme pour Est-Ouest Liaison Express[9]. Eole reliera finalement la gare de Paris-Saint-Lazare) à la banlieue Est, la réalisation de la partie ouest ayant été ajournée[18].

En plus de l'aspect « désengorgement du RER A », le projet de l'interconnexion du RER D a été également motivé par l'impossibilité d'augmenter le nombre de circulations dans la gare de Lyon souterraine, alors en impasse et desservant une banlieue sud-est en plein développement, et à l'accident ferroviaire de la gare de Lyon survenu le 27 juin 1988, qui mit en lumière le danger que représente l'exploitation d'une gare souterraine en impasse.

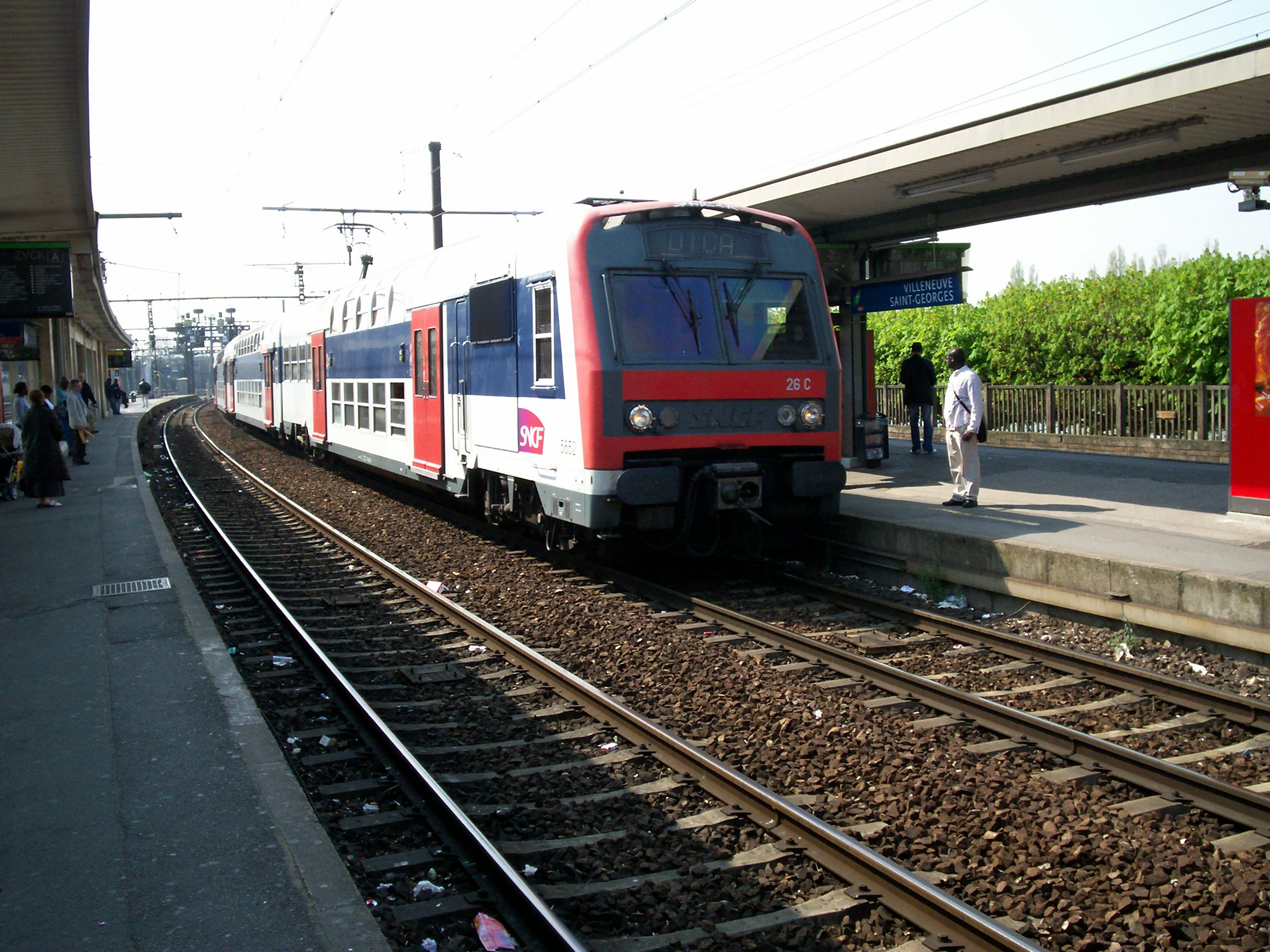
DICA, une mission non interconnectée, aboutissant à Gare de Lyon. Ici, elle est assurée par une rame Z 5600, matériel non bicourant donc non inter-connectable, en avril 2007.

Le 13 octobre 1989, Michel Rocard décide, face à l'urgence de la situation, de réaliser simultanément les deux projets Eole et Meteor en plus du projet d'interconnexion de la ligne D. La mise en service de ces liaisons est alors programmée en 1995 pour le projet Meteor et Interconnexion RER D, et fin 1996 pour la première étape d'Eole. Le 20 décembre 1989, le conseil d'administration de la SNCF approuve le schéma de principe de l'interconnexion nord-sud. Les procédures administratives nécessaires à la réalisation des travaux sont lancées, afin de permettre, comme le schéma de principe le prévoyait, une mise en service au 2e semestre 1995. Le schéma de principe proposait alors une mise en service de l'interconnexion en deux étapes :
- L'étape D12 devait constituer une courte étape provisoire de la mise en service de l'interconnexion. Le schéma de desserte était simple : en heure de pointe matinale, 12 des 16 trains venant du sud-est parisien étaient interconnectés et les 12 trains venant du nord parisien étaient prolongés jusqu'à la gare de Lyon pour assurer la contre-pointe de la banlieue Sud-Est. Le schéma de desserte était inversé en heure de pointe du soir ;
- L'étape D16 visait essentiellement au renforcement de la desserte Sud-Est avec en période d'affluence, 20 trains par heure venant du sud-est parisien dont 16 interconnectés. En heure de pointe du soir, ce schéma de desserte devait être inversé. En heure creuse, le nombre de trains devait varier entre 7 et 10 trains par sens et par heure en fonction de la période de la journée[21].

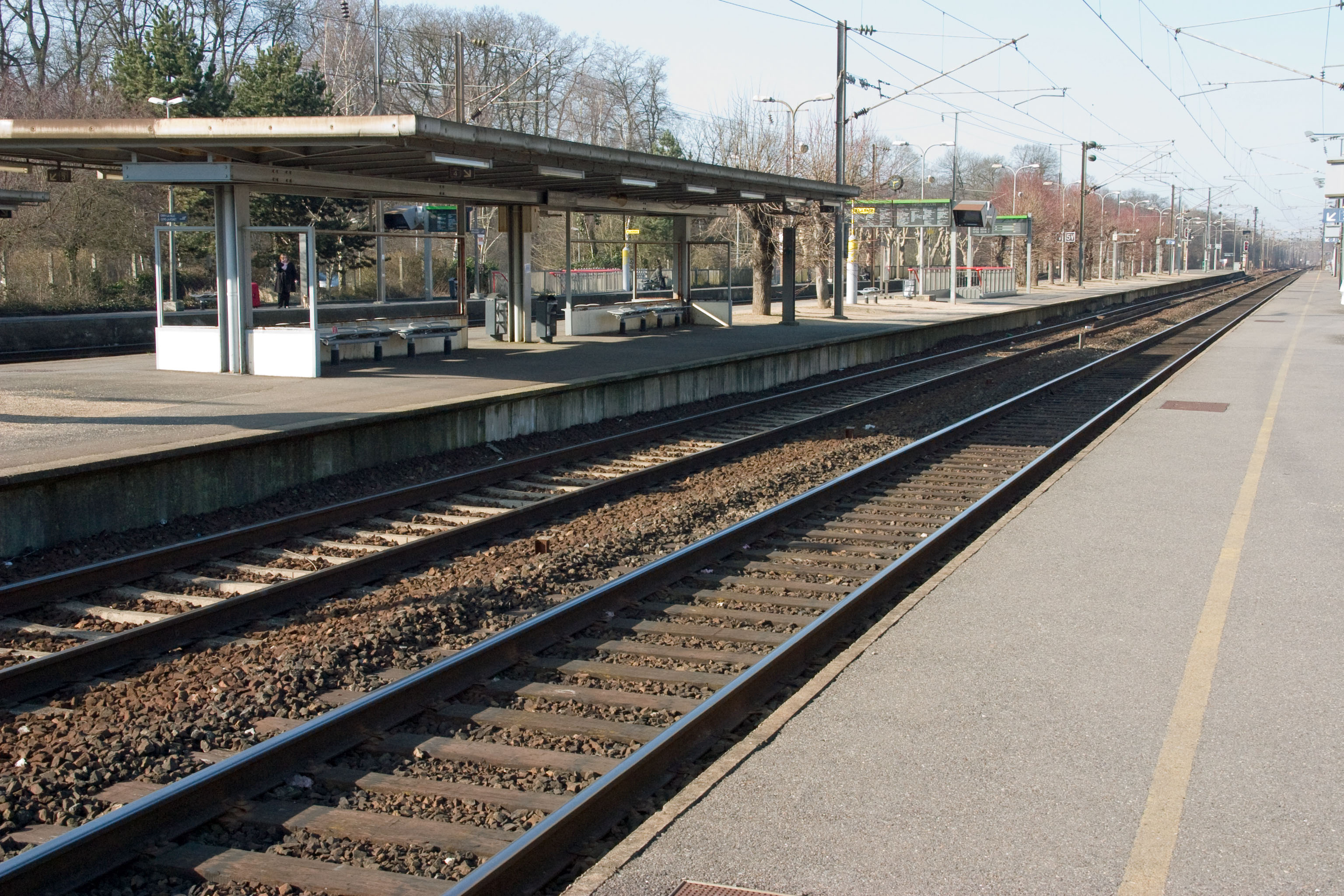
La gare d'Orry-la-Ville - Coye, en février 2008.

Le 12 janvier 1990, le conseil d'administration de la RATP approuve à son tour le principe de l'interconnexion. Le 28 janvier 1990, les trains ayant pour terminus Orry-la-Ville intègrent à leur tour la ligne, les gares desservies étant équipées en parallèle d'équipements de conduite à agent seul (EAS). Le 5 avril 1990, le conseil d'administration du Syndicat des transports parisiens (STP) prend en considération le schéma de principe de l'interconnexion du RER D en même temps que celui du Meteor.
Ainsi, douze trains par heure en pointe transitent de Gare du Nord à Châtelet - Les Halles en empruntant les voies de la ligne B, ce qui porte à trente-deux trains par heure et par sens le nombre de circulations entre ces deux gares. Cette solution permet aux usagers des gares desservies de gagner en temps de parcours et en correspondances et permet d'alléger la fréquentation des rames de la ligne B du RER ainsi que la ligne 4 du métro. Mais elle pose également les prémices de futures difficultés d'exploitation. Sur ce tronçon exploité avec cantons courts et limité à une vitesse de 90 km/h, le plus fréquenté d'Europe de ce type, le moindre incident prend immédiatement des proportions importantes avec désheurement en chaîne sur les deux lignes de RER.
Le 28 juin 1991, le nouveau tronçon Gare de Lyon – Châtelet - Les Halles est déclaré d'utilité publique par décret. Le 11 juillet 1991, le projet d'interconnexion reçoit l'approbation ministérielle. En 1992, la construction des deux tunnels destinés à la ligne D est lancée en parallèle des travaux de Meteor, future ligne 14 du métro, sous maîtrise d'ouvrage de la RATP. Les travaux consistent à percer deux tunnels à voie unique sur une longueur de 2 500 mètres de l'arrière-gare de Châtelet - Les Halles à la gare souterraine banlieue de la Gare de Lyon, édifiée en 1980.

### Ligne interconnectée

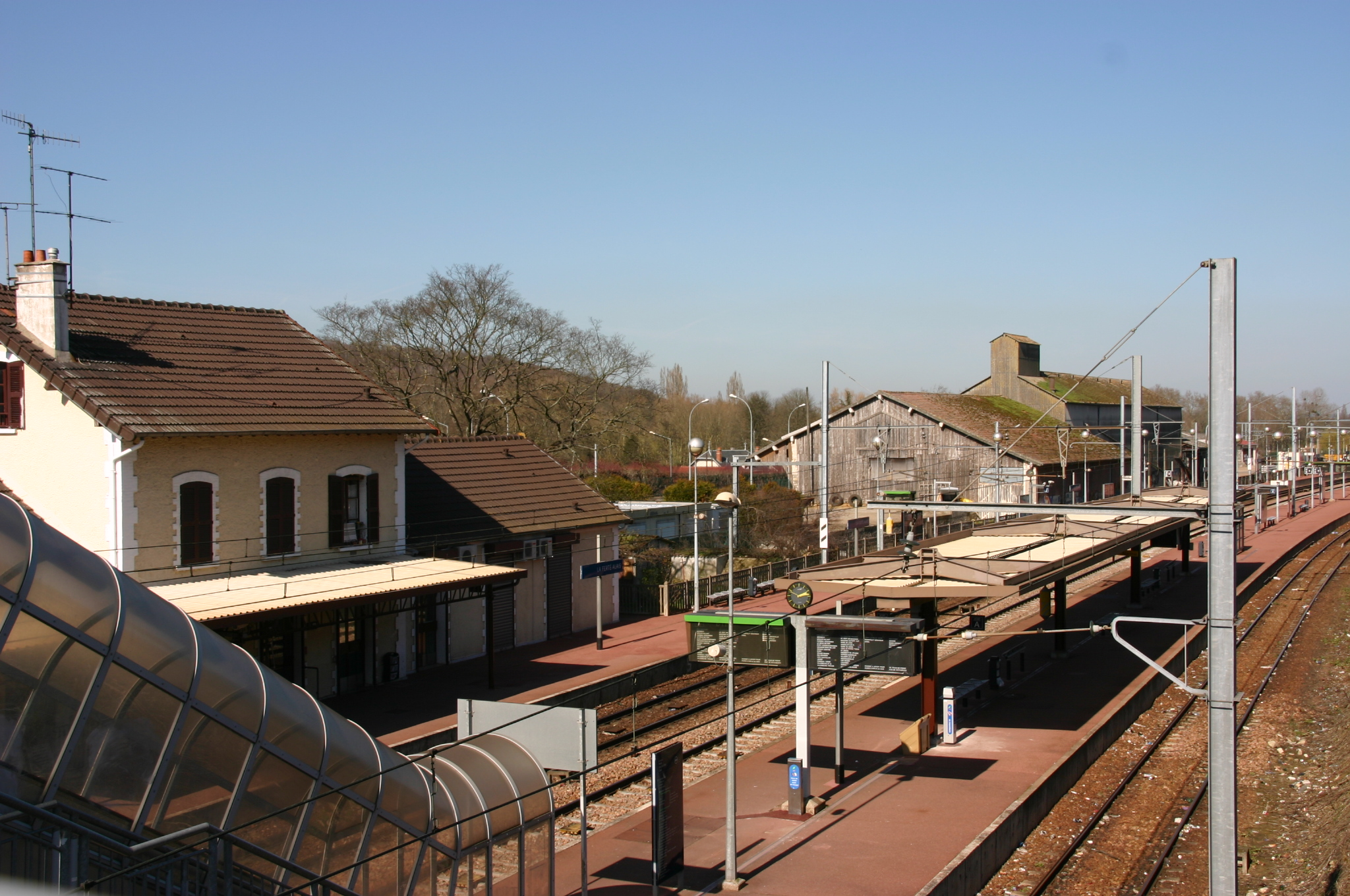
La gare de La Ferté-Alais, en mars 2007.

Inaugurée le 11 septembre 1995 par le Premier ministre Alain Juppé, l'interconnexion Nord/Sud-Est est mise en service le 24 septembre 1995, dans les délais prévus par le schéma de principe du projet, à savoir au courant du 2e semestre 1995. Elle permet au RER D de relier Orry-la-Ville à Melun et La Ferté-Alais, en passant par les gares parisiennes de Gare du Nord, Châtelet - Les Halles et Gare de Lyon.
La jonction est équipée du block automatique lumineux (BAL) ainsi que d'installations permanentes de contre-sens (IPCS) et est apte à la vitesse maximale de 80 km/h. La réalisation de l'interconnexion aura coûté 1,55 milliard de francs, soit 300 millions d'euros aux conditions économiques de 2003, répartis entre la région (44 %), l'État (36 %) et la SNCF sur prêt (20 %).
À cette occasion, la composition des Z 20500 de la ligne passe de quatre à cinq caisses, par anticipation de six ans, grâce à l'achat de 36 voitures ; de nouvelles rames sont livrées directement avec cinq caisses longues. De plus, le nombre total de rames nécessaires a diminué malgré l'augmentation du parcours due à l'emprunt de la liaison Gare de Lyon – Châtelet - Les Halles. En effet, avec l'interconnexion, le nombre de rames nécessaires est inférieur, à fréquence égale, à la somme des parcs qui assuraient jusqu'alors les dessertes des banlieues Nord et Sud-Est, l'interconnexion supprimant les retournements généralisés à Châtelet - Les Halles (pour l'ex-RER D) et à Gare de Lyon (pour les trains de la banlieue Sud-Est). Le temps cumulé de l'arrêt en gare et du parcours Gare de Lyon – Châtelet - Les Halles est inférieur au temps de retournement de l'époque. De ce fait, une économie de cinq rames Z 20500 a été permise. Les rames monocourant Z 5300 et certaines Z 5600, déjà existantes et effectuant jusque-là les missions Sud-Est, demeurent affectées à la ligne sans pour autant pouvoir assurer l'interconnexion, faute d'être bicourant. L'investissement en matériel roulant aura été d'un équivalent de 21 millions d'euros aux conditions économiques de 2003.

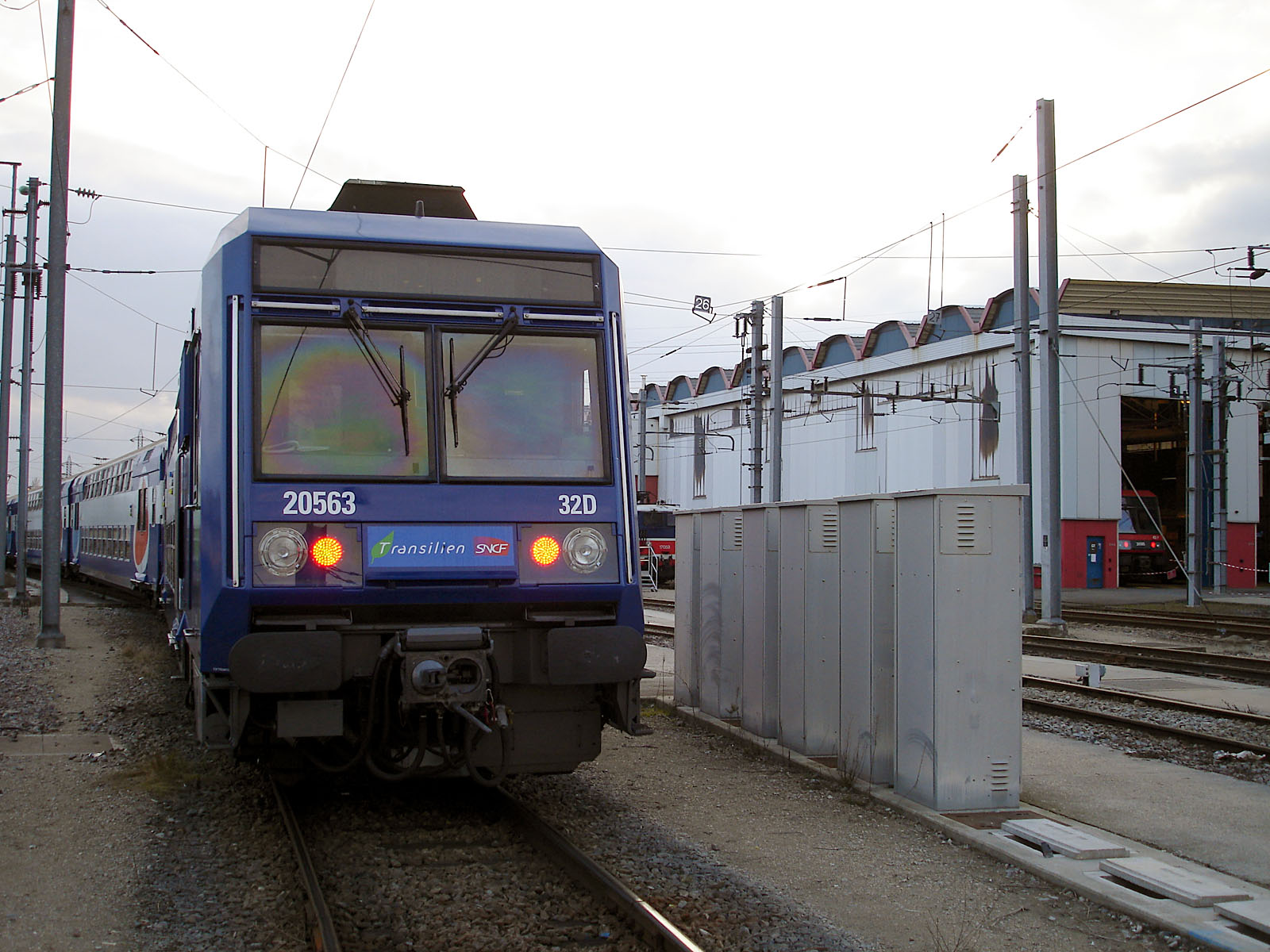
La rame Z 20500 n°32D aux Joncherolles, en mars 2010.

L'interconnexion aura également nécessité, d'une part, l'allongement de la longueur des quais de surface côté Nord afin de pouvoir accueillir des trains longs de 260 mètres, ceux du Sud-Est accueillant, d'ores et déjà, 12 caisses en Z 5100 et Z 5300, d'autre part, l'adaptation des installations pour le remisage et l'entretien du matériel roulant et l'existence des nouvelles dessertes. Dans le cadre du projet, est né, à l'emplacement de l'ancien dépôt, l'important site de remisage et d'entretien des Joncherolles.
La mise en service de l'interconnexion permet l'entrée en vigueur du schéma de desserte D12, c'est-à-dire avec 12 trains interconnectés par heure et par sens. L'étape D12 est finalement pérennisée, l'étape D16 ayant été abandonnée compte tenu du trafic plus faible que prévu ainsi que des difficultés d'exploitation rencontrées, notamment dans le tronc commun avec le RER B. La mise en service de l'interconnexion a également permis de remettre à plat le système des codes-missions afin d'opter pour une version qui restera en vigueur jusqu'en décembre 2008.
L'ouverture connaît d'importants ratés, dus à un mouvement social des agents de conduite tant du nord que du sud-est de la ligne, ce qui compromet le succès de la nouvelle offre en raison du mécontentement provoqué parmi les usagers,.

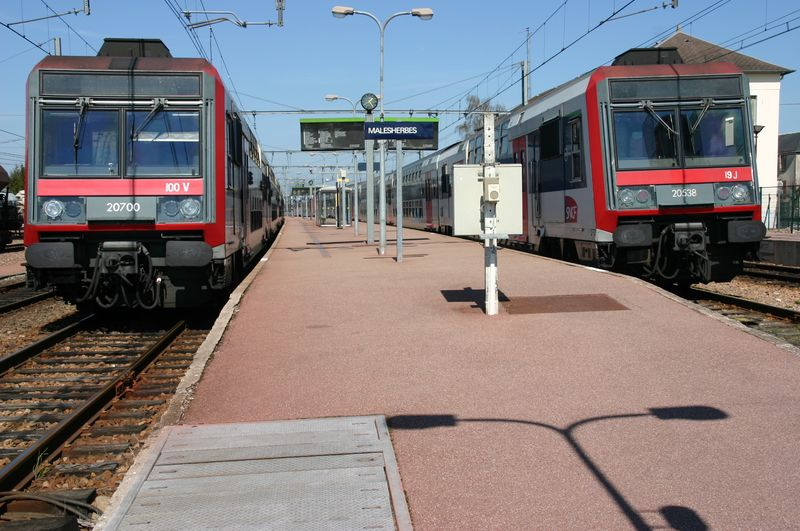
Deux rames Z 20500 en gare de Malesherbes, en avril 2007.

En 1996, la ligne est prolongée de La Ferté-Alais à Malesherbes. Le 25 janvier 1998, à l'occasion de la Coupe du monde de football 1998, la gare du Stade de France - Saint-Denis est mise en service, afin de desservir le Stade de France ainsi que le nouveau quartier édifié à proximité. L'organisation de cette gare, avec de larges passerelles inclinées et une large ligne de contrôle, s'explique par la nécessité de pouvoir écouler rapidement des foules importantes.
Une fréquence élevée des incidents sur la ligne, tant d'un point de vue de son exploitation ferroviaire que d'un point de vue social ont amené le terme, souvent employé par ses usagers voire son personnel, de « RER poubelle ». Les agressions y sont en effet nombreuses et l'irrégularité y est la plus élevée du réseau Transilien, passant de 9,9 à 14,1 % entre 1994 et 1995 avec la mise en service de l'interconnexion nord-sud.

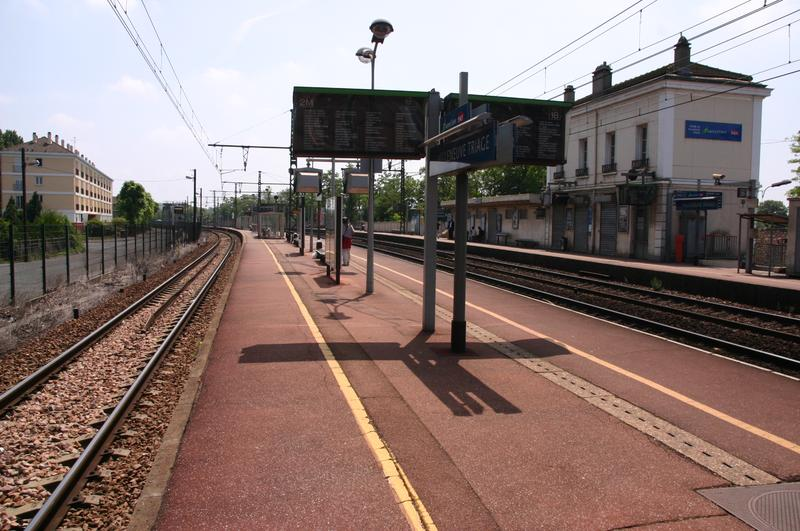
La gare de Villeneuve-Triage, en juin 2007. À gauche et à droite, les voies 2M et 1B direction Villeneuve-Saint-Georges puis tout à droite, la voie 2B direction Paris.

Le samedi 20 septembre 2003, un incident peu commun se déroule près de la gare de Villeneuve-Triage. Un train en direction du sud-est est arrêté vers 18 h 50 sur la voie centrale à peu de distance de la gare à la suite d'une avarie. Les voyageurs sont invités à évacuer la rame par la gauche, la voie 2M qui la longe de ce côté ayant été neutralisée par la régulation de la ligne à la suite d'une procédure de sécurité. Mais en raison d'une action intempestive de signaux d'alarmes par des voyageurs excédés, certaines portes donnant à droite se sont débloquées. Ne respectant pas les consignes du conducteur, de nombreuses personnes sont descendues du côté droit et se sont retrouvées quelques instants plus tard face à une rame en sens inverse en provenance de Melun, circulant à près de 110 km/h.
Le conducteur de ce train a eu le temps d'actionner son freinage d'urgence et a abaissé la vitesse de son train à environ 70 km/h, ce qui a permis aux personnes de se plaquer contre le train arrêté ou de sauter dans le fossé pour ne pas être happées. L'incident ne fait miraculeusement aucun blessé. La scène, filmée par un voyageur avec un téléphone portable, est largement diffusée dès le soir même à la télévision et provoque une importante polémique. À cette époque, aucun dispositif n'est présent en cabine de conduite pour prévenir le conducteur de quel côté s'ouvrent les portes. S'il s'était rendu compte de la présence de voyageurs du côté droit, il aurait pu faire arrêter d'urgence le trafic,.

### Premières mutations
À la suite du constat de la dégradation de la régularité et des difficultés d'exploitation du RER D, le STIF a validé en décembre 2003, un plan d'action, engageant la réalisation d'opérations d'aménagements d'infrastructure sur la période 2007 - 2009 et fixant l'élaboration d'un schéma directeur. Il a été élaboré par la SNCF et RFF sous le pilotage du Syndicat des transports d'Île-de-France (STIF).
Le schéma directeur présente les orientations futures en termes de desserte et de qualité de service. Il propose des investissements très importants dans l'infrastructure pour rétablir une régularité pérenne en améliorant la ligne. Le coût global de ces aménagements avoisinerait 150 millions d'euros.

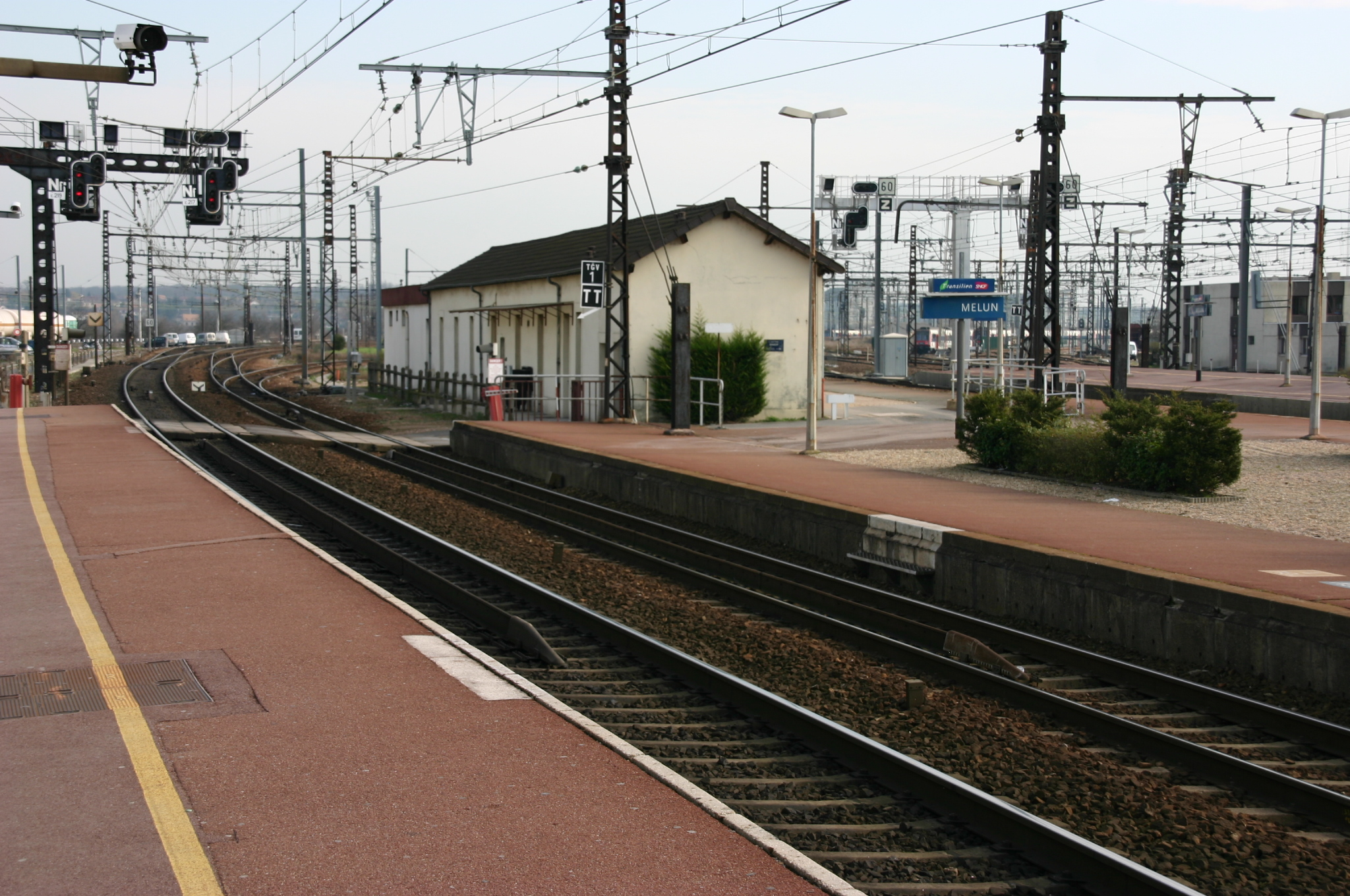
Vers le sud de la gare de Melun, en février 2007.

Le 28 mars 2005, au terme de deux années de travaux intensifs, le nouveau poste d'aiguillage informatisé (PAI) de Melun est mis en service, en profitant du service allégé du week-end pascal pour permettre de mener à bien cette ultime étape du chantier en toute sécurité. Aboutissement de nombreuses années d'études et de travaux, le PAI de Melun était attendu avec impatience par les opérateurs locaux et régionaux mais également par les clients. En effet, le PAI doit permettre de soulager le nœud ferroviaire que constitue la gare de Melun, où se croisent tous les types de trafics qui empruntent le réseau Sud-Est (Transilien R, Grandes Lignes, TER, Fret), réduisant ainsi les motifs de retards et de désagréments inhérents à la zone de Melun.
Le poste d'aiguillage informatisé de Melun remplace les postes 1 (pour l'accès Nord de la gare) et 2 (pour l'accès et les garages Sud), datant tous deux de 1926, à technologie totalement mécanique comprenant des poignées à tirer, pousser ou tourner pour tracer les itinéraires d'un point à l'autre de l'entrelacs des voies. Le personnel, alors habitué à ces postes d'un autre temps, a dû subir une mise à niveau afin de se familiariser avec la technologie informatique, qu'il ne connaissait pas encore, à raison de cours théoriques et pratiques dispensés depuis plus d'un an. La centralisation de la gestion du nœud ferroviaire en un seul lieu doit permettre une gestion plus pratique de la circulation qu'à l'époque des deux postes, où annonces ou échanges de dépêches pour les circulations traversantes et les travaux étaient nécessaires entre elles. Abritant deux aiguilleurs qui se partagent les flux de trafic, toujours selon un découpage Nord/Sud, ils sont néanmoins supervisés par un coordinateur local, et épaulés par un agent gérant le téléaffichage et les annonces sonores de la gare de Melun et de l'ensemble des établissements situés entre Melun et Corbeil.

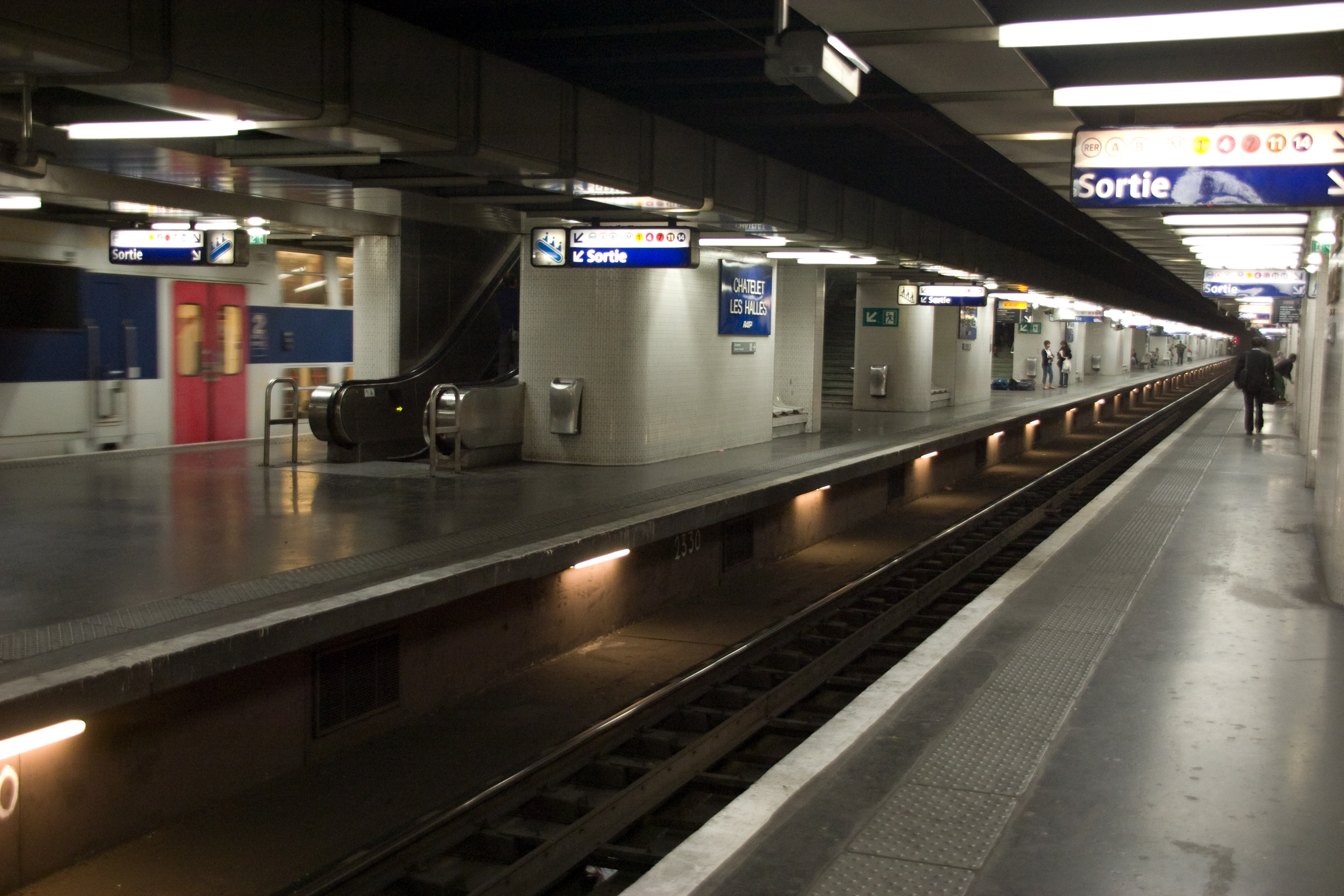
La voie Z, en gare de Châtelet - Les Halles, en juin 2008.

Durant la semaine du 20 au 24 novembre 2006, il était prévu de mener une expérimentation visant à tester « grandeur nature » quelques adaptations du plan de transport. Ainsi, certaines missions Sud-Nord devaient être limitées voie Z en gare de Châtelet - Les Halles en zone RATP, afin de permettre une réduction sensible du nombre de circulations dans le tunnel reliant Gare du Nord à Châtelet - Les Halles, véritable point noir parmi les points noirs répertoriés sur la ligne D. Cet allègement de quatre circulations par heure, prévu entre 16 h 45 et 19 h 15, devait améliorer la régularité de l'ensemble de la ligne.
Cependant, la RATP ayant prévu d'effectuer des travaux en gare obligeant à la condamnation de la voie Z, durant cette même semaine, ce test s'est ainsi soldé par un échec, les missions concernées n'ayant jamais dépassé Gare de Lyon. Dans l'urgence, l'affectation des voies en gare souterraine a été remaniée afin de prendre en charge les missions initialement terminus Châtelet, les missions ZUCK, se trouvant de fait renvoyées en gare de surface, étant « dérogataires ». La programmation de ces travaux était sujette à polémique, le refus de la RATP semblant être plus « tactique », car en cas de succès de cette expérimentation, la RATP risquait de ne plus pouvoir utiliser la voie Z comme elle le désirait, en règle générale pour fluidifier et écouler le trafic de la ligne B. Toutefois, une seconde tentative a été organisée quelques semaines plus tard, durant la semaine du 29 janvier 2007.

### Lancement du schéma directeur
Le 22 novembre 2006, le schéma directeur de la ligne D est adopté par le conseil d'administration du Syndicat des transports d'Île-de-France (STIF), pour rétablir à court (2008/2009), moyen (2014), et long terme (2020), la régularité de cette ligne de manière pérenne,.
Depuis décembre 2006, le cadencement des circulations en heures creuses entre Combs-la-Ville et Melun a été doublé à la demande du Syndicat des transports d'Île-de-France (STIF), pour une somme de 3,1 millions d'euros par an : quatre trains circulent désormais au lieu de deux du lundi au vendredi en heures creuses et durant toute la journée du samedi, à la suite du prolongement des missions terminus Combs-la-Ville - Quincy. Néanmoins, afin de « permettre la réalisation de la maintenance des infrastructures », des plages, déjà existantes, réservées aux travaux ont dû être maintenues. De ce fait, la desserte est restée fixée à un train à la demi-heure entre 10 h et 11 h 30 dans le sens nord-sud et de 13 h 30 à 15 h dans le sens sud-nord.

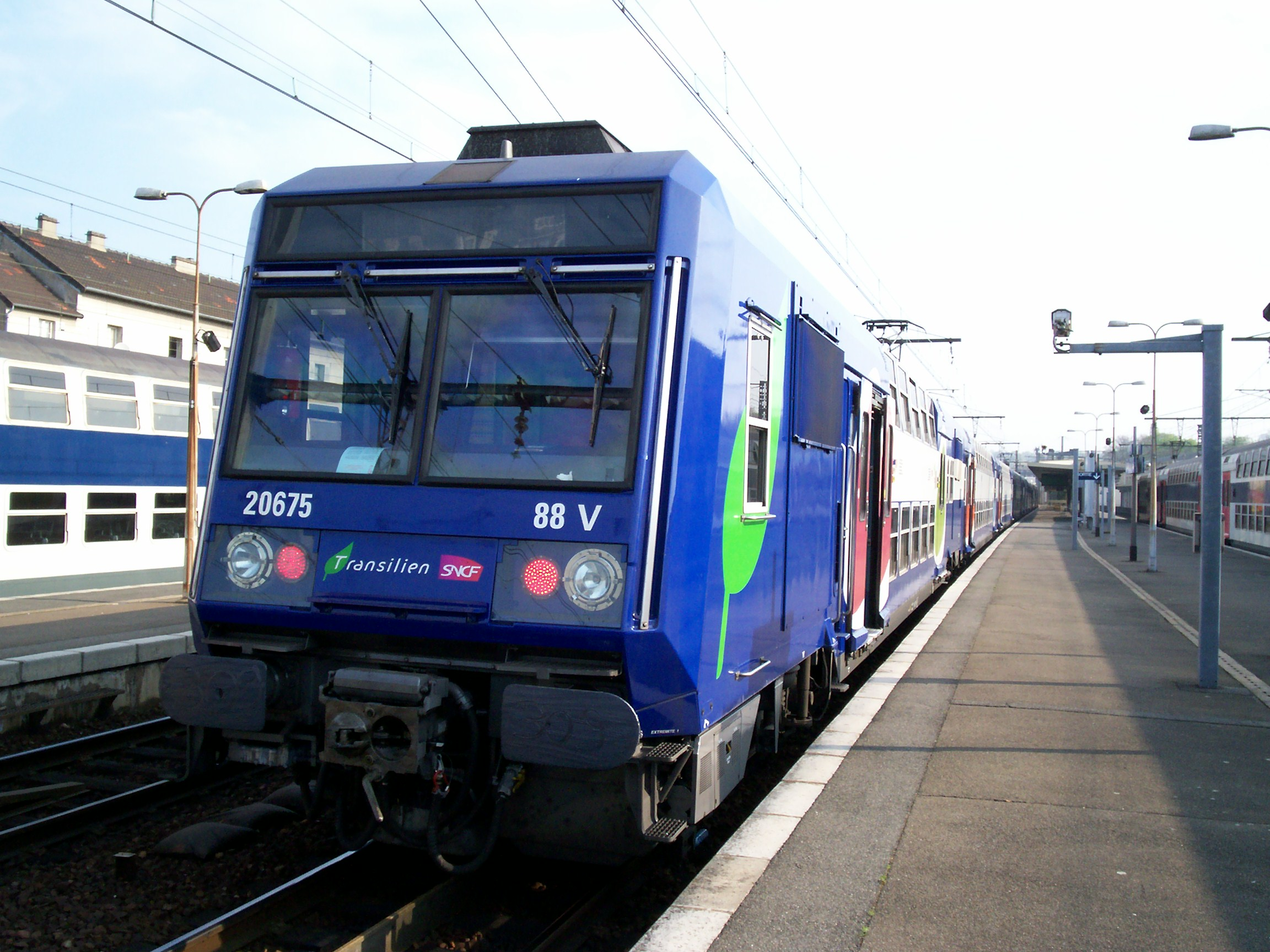
La rame Z 20500 n°88V à Corbeil-Essonnes, en avril 2007.

Le 29 janvier 2007, Thierry Mignauw, alors directeur de Transilien SNCF et Jean-Paul Huchon, président du STIF et du conseil régional d'Île-de-France ont officiellement présenté la rame Z 20500 88V, première des 137 rames rénovées de la ligne, de la famille des Z 2N. Sa présentation donne alors le coup d'envoi de la rénovation du matériel roulant du RER D pour un coût de plus de 100 millions d'euros. Cette rame rénovée dispose, entre autres, d'une nouvelle livrée extérieure type Transilien (bleu, blanc avec apposition des berlingots) déjà observée sur les dernières Z 20900 livrées, de nouveaux sièges types VB2N/RIB/RIO rénovés, un diagramme uniformisé avec une disposition des sièges de type 2+3 à la suite de la suppression de l'ancienne première classe, avec sa disposition 2+2, un éclairage modernisé et un nouveau revêtement au sol. En 2007, ce sont 17 rames de cinq caisses qui devaient être rénovées et 21 rames de cinq caisses l'année suivante,,.
Durant le 1er trimestre 2007, dans le cadre du schéma directeur de la ligne D, une concertation publique sur les différents scénarios a été organisée et un bilan a été présenté au conseil du STIF,.
Le 25 novembre 2007, une jeune étudiante en journalisme de vingt-trois ans est retrouvée poignardée à la gare de Creil ; elle y succombe une heure plus tard. Le même jour, un homme de quarante-quatre ans retrouvé blessé par des coups de couteaux à la gare de Survilliers - Fosses est interpellé et avoue quelques heures plus tard être l'auteur du crime. Il s'agit d'un criminel sexuel récidiviste ayant tenté une agression sexuelle en profitant de l'absence d'autres voyageurs, ce qui remet en lumière le manque de présence humaine dans les trains selon certains syndicats de cheminots,.
Le 26 janvier 2008, plus de deux cents personnes répondent à l'appel de l'association d'usagers SaDur et se rassemblent devant la gare de Brunoy pour exprimer leur exaspération contre le service fourni par la SNCF sur la ligne D.

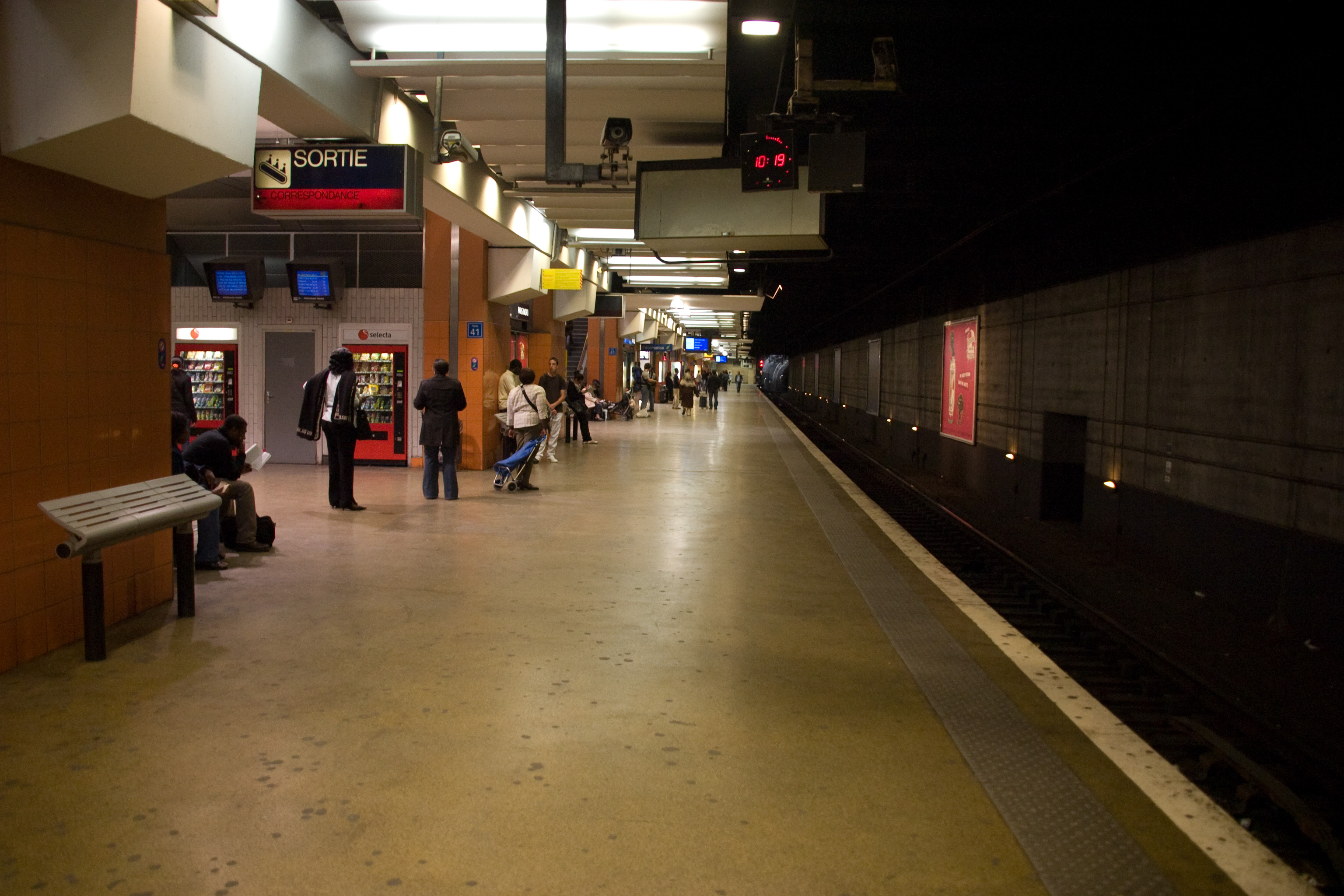
La voie 41 de la gare de Paris-Nord, en juin 2008.

À la suite de l'annonce des résultats en matière d'irrégularité sur la ligne en 2007, le 19 mars 2008, le président de la SNCF, Guillaume Pepy, annonce, lors de la présentation du plan stratégique 2008-2012 du groupe, un « programme choc de remise à niveau de la ligne D du RER » en vingt-quatre mois.
Depuis le 1er décembre 2008, des régulateurs de flux sont en place à Gare du Nord et à Gare de Lyon, tous les soirs de 16 h à 20 h. Vêtus de vert et agissant sur les quais, ils sont chargés de faciliter les départs des trains. Ils sont postés devant les portes pour inciter les clients à laisser descendre les voyageurs avant de monter, aident les personnes en difficulté ou chargées (personnes âgées, personnes avec poussettes ou bagages encombrants) et dissuadent les clients de bloquer les portes pour les retardataires, source de retards en cascades sur la circulation des trains,.

### Dessertes transitoires 2008-2013
En décembre 2008, le STIF acte un phasage des travaux du schéma directeur, tous les travaux envisagés ne pouvant être réalisés à court terme, et présente les nouvelles dessertes prévues en décembre 2013.
Le 14 décembre 2008, dans le cadre du programme baptisé « D maintenant », les dessertes ont été reconfigurées pour réduire les temps d'attente en gare et tenter d'améliorer la régularité, avec la volonté de maintenir le nombre global de trains (heures de pointe, heures creuses et week-end).

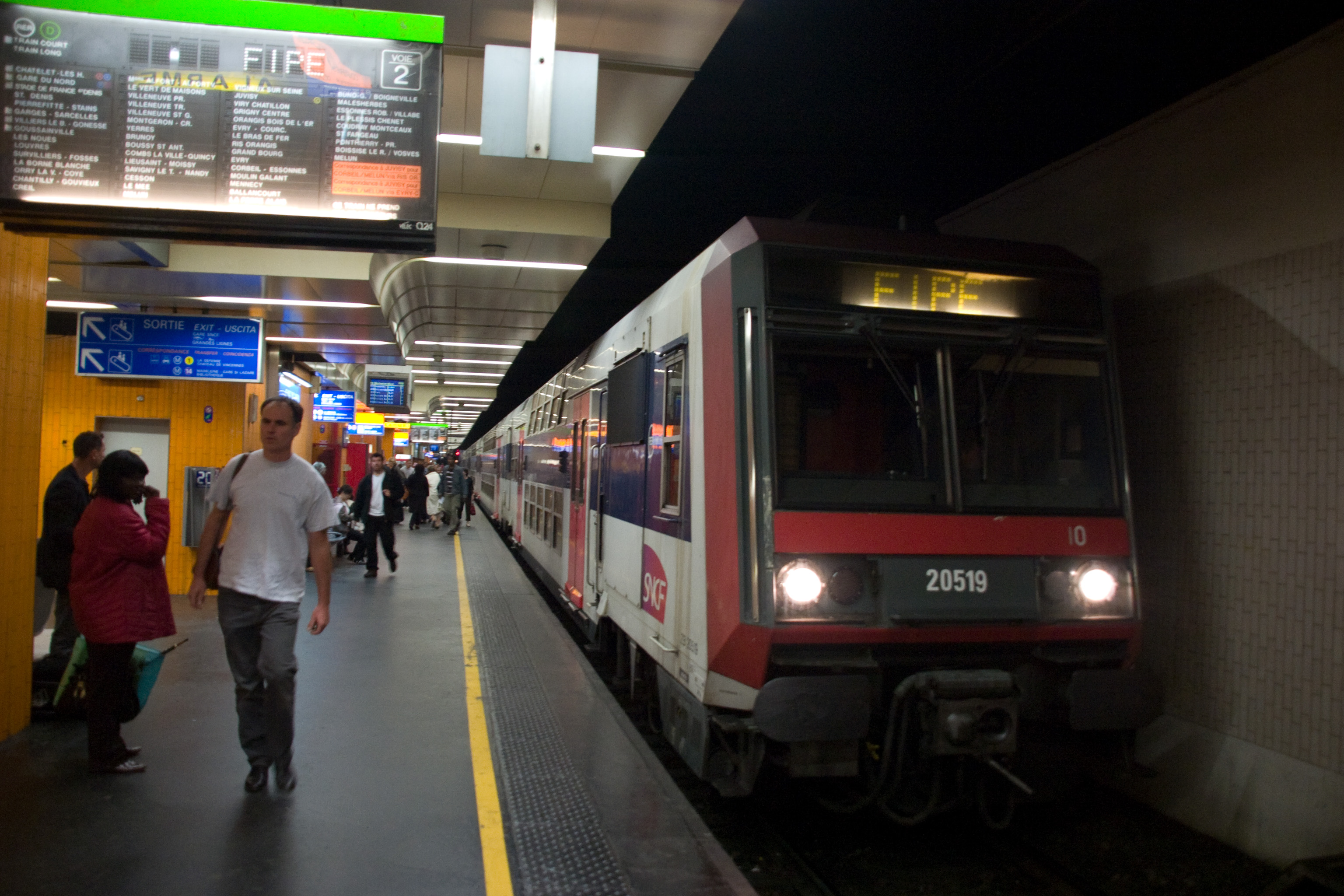
Une rame Z 20500 assurant une ancienne mission semi-directe au nord de Paris, à Gare de Lyon, en juin 2008.

Il s'agissait notamment de réduire le nombre de longs parcours qui engendrent de nombreuses irrégularités, en particulier en instaurant un terminus partiel à la gare de Châtelet - Les Halles. La principale mesure a été la diminution du nombre de trains circulant dans le tunnel entre Gare du Nord et Châtelet - Les Halles, une des causes de l'irrégularité de la ligne du fait des conflits de circulation avec le RER B, passant, en semaine et aux heures de pointe, de 32 (12 trains RER D + 20 trains RER B) à 28 (8 trains RER D + 20 trains RER B) par heure. Pour ce faire, depuis ce jour, toutes les rames provenant de Malesherbes sont limitées à Châtelet - Les Halles au lieu de Villiers-le-Bel - Gonesse - Arnouville.
La suppression de quatre trains par heure au nord de Châtelet - Les Halles a provoqué la restructuration de la desserte de la partie nord de la ligne. Désormais, tous les trains desservent toutes les gares du parcours nord-parisien, : c'est le schéma de desserte D8. Au sud de la ligne, la desserte de la partie sud est restée inchangée. La généralisation des arrêts des trains dans toutes les gares nord-parisiennes est aussi valable le restant du temps et de la semaine, afin de faciliter les déplacements des voyageurs de banlieue à banlieue. Elle entraîne un allongement des temps de parcours de quatre minutes entre Orry-la-Ville et Paris, et permet une augmentation du nombre de trains dans les gares de Pierrefitte - Stains et Saint-Denis (passage de quatre à huit trains par heure). De plus, ce ne sont plus les trains venant de Corbeil-Essonnes qui vont jusqu'à Orry-la-Ville et Creil, durant la journée, mais ceux venant de Melun. Ainsi, depuis cette date, il n'y a plus, en service commercial normal, de desserte semi-directe au nord de la Gare du Nord.

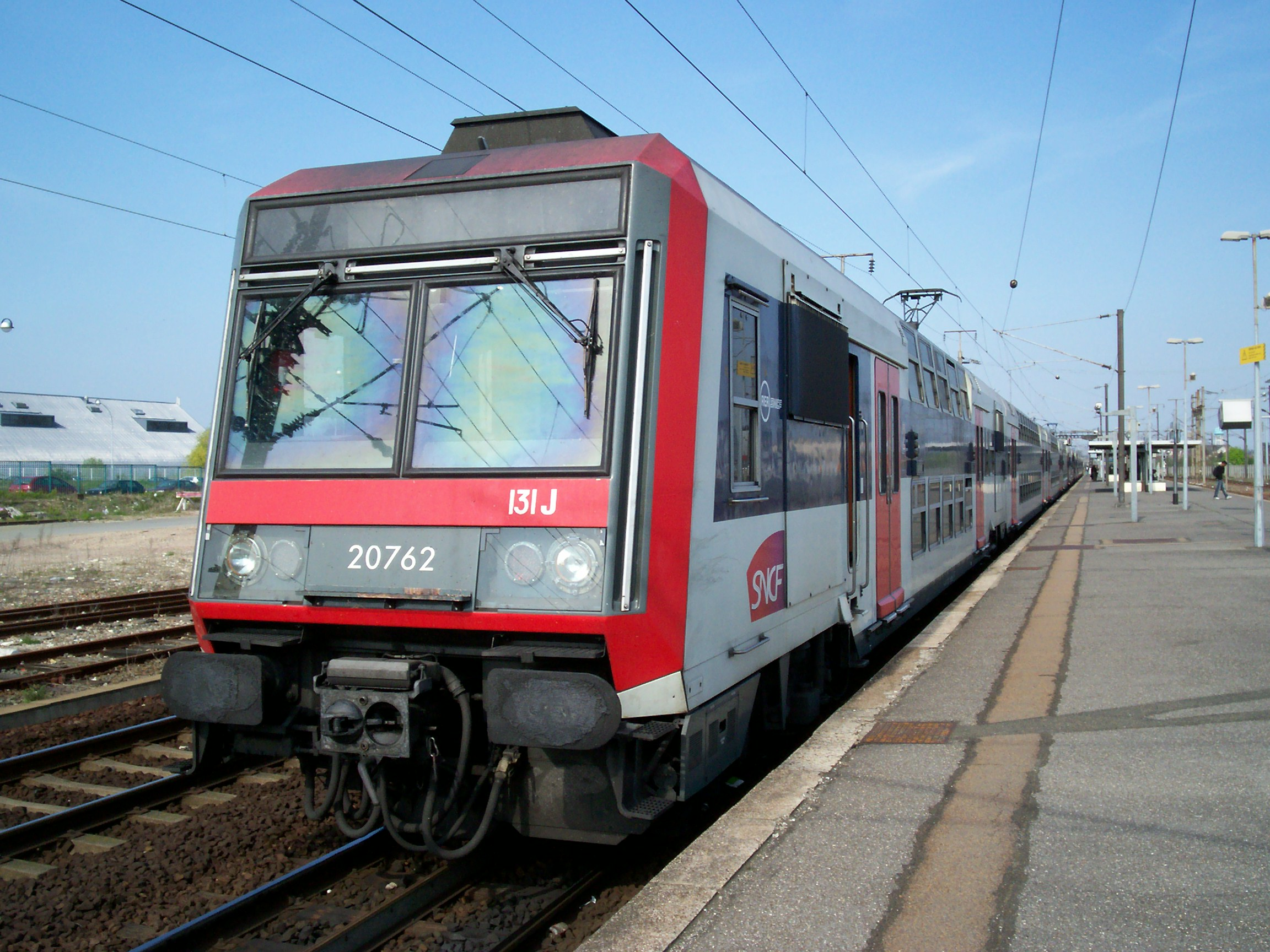
Depuis le 14 décembre 2008, il y a quotidiennement des trains terminus Goussainville. Ici, deux rames Z 20500 accouplées en gare de Goussainville, en avril 2007.

La refonte de l'offre de transport au nord de la ligne a aussi permis une augmentation des fréquences en « flancs de pointe » et en soirée, avec la mise en circulation de 68 trains supplémentaires chaque semaine. En semaine, la nouvelle desserte au nord de la ligne s'est traduite par une répartition plus équilibrée des trains sur l'ensemble de la période de pointe du matin, avec réduction à huit minutes de l'intervalle maximal entre deux trains, sur l'ensemble de la période de pointe du soir, avec maintien de l'intervalle maximal de neuf minutes entre deux trains. Elle s'est également traduite par une amélioration de la desserte aux heures creuses, ainsi que par le doublement de la desserte en fin de soirée dans le sens Sud/Nord et l'augmentation de 50 % de la desserte dans le sens Nord/Sud. Le week-end, l'offre sur la partie nord de la ligne a été également sensiblement accrue grâce à son augmentation de 30 % sur l'ensemble de la journée du samedi, et de 40 % sur l'après-midi et la soirée du dimanche. Ces améliorations sont toutefois limitées sur la section entre Stade de France - Saint-Denis et Villiers-le-Bel - Gonesse - Arnouville. Elles répondent à la demande exprimée, lors de la concertation locale de 2007, de possibilité de déplacements pour les travailleurs en heures décalées, et le week-end, à la surcharge de certains trains et à la faible motorisation des ménages concernés.
De plus, cette réorganisation des circulations a aussi provoqué une évolution des roulements des trains afin de permettre une augmentation du temps de leurs retournements dans les terminus et par conséquent, de faciliter la remise à l'heure en cas d'incident. Enfin, elle a été l'occasion de remettre à plat des codes-missions, afin de donner une signification précise de chacune des quatre lettres, et donc d'améliorer leur compréhension.
Toutefois ces premières modifications n'apportent aucune amélioration les premières semaines, avec au contraire une aggravation des conditions de transport, en raison de la réduction du nombre de trains circulant au nord de la ligne, et rendus intégralement omnibus donc plus lents. Face à ce constat, l'association d'usagers SaDur organise une nouvelle manifestation d'usagers devant la gare de Louvres le 31 janvier 2009, au nord de la ligne, qui rassemble plusieurs centaines de manifestants et des élus du Val-d'Oise, afin d'attirer l'attention des pouvoirs publics sur la condition des usagers de la ligne et l'incapacité de l'exploitant et de l'autorité organisatrice à apporter les réponses nécessaires. Une nouvelle manifestation se déroule le 7 février 2009 devant la gare de Boussy-Saint-Antoine, au sud de la ligne. Par ailleurs, la communauté d'agglomération Val de France vote une motion le 27 janvier 2009 relevant l'absence d'amélioration de la régularité et la dégradation des conditions de transport depuis la mise en place du programme D8,.
En 2009, les opérations de court terme du schéma directeur sont terminés :

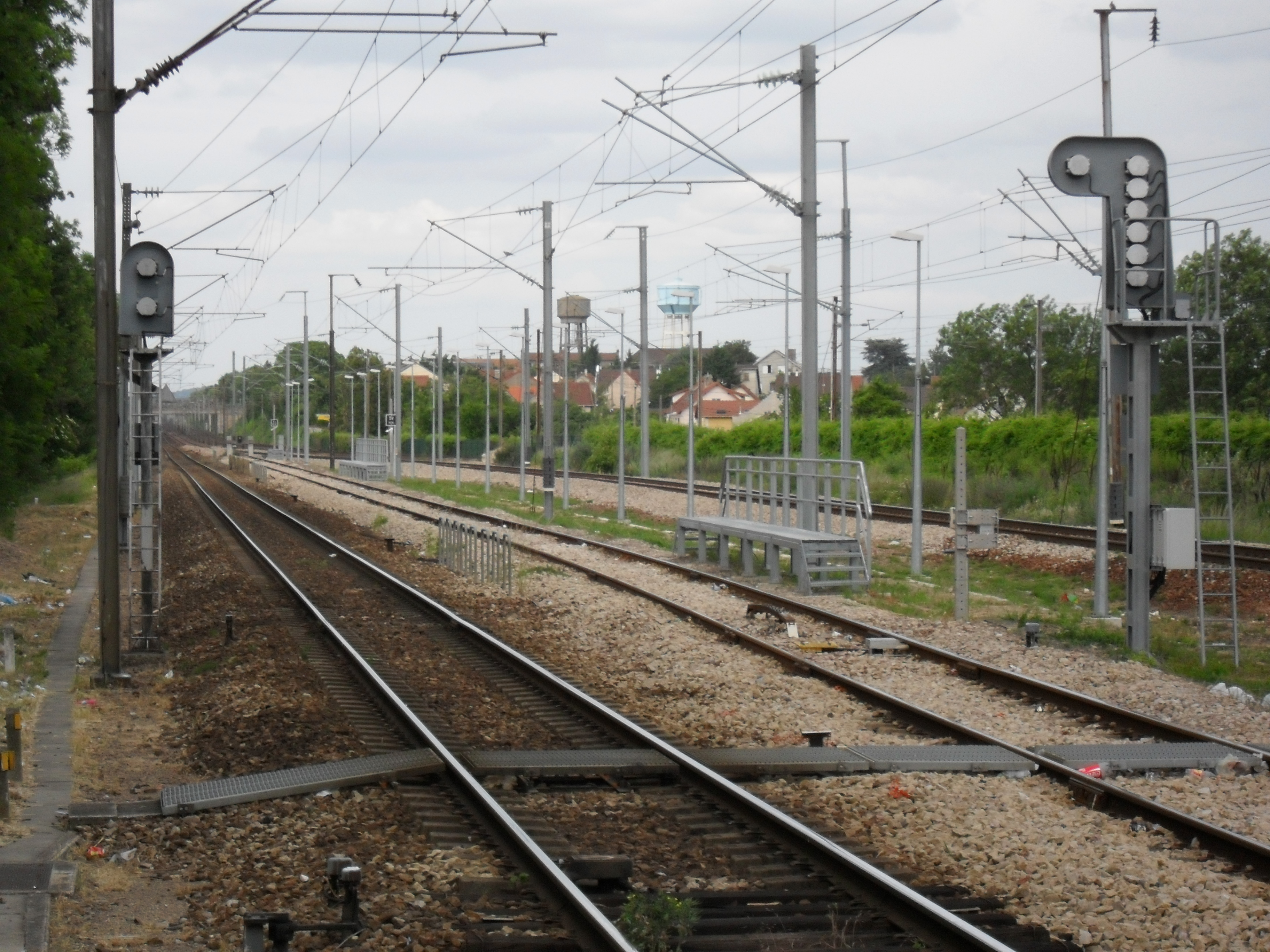
La voie de tiroir en arrière-gare de Goussainville réaménagée, en mai 2011.

À la gare de Goussainville, la voie de tiroir en arrière-gare est réaménagée, depuis fin 2009, pour faciliter le retournement des trains aux heures de pointe de manière à améliorer la régularité, dans le cadre de la première phase des travaux d'aménagement. Son aménagement a coûté 5,87 millions d'euros (50 % STIF, 50 % RFF),. Cette voie de tiroir n'a pas beaucoup été utilisée en service commercial jusqu'en décembre 2013, car les dessertes en vigueur jusqu'au 13 décembre 2008 n'avaient pas été rétablies.
À Villeneuve-Saint-Georges, une position supplémentaire en terminus au point X a été créé (depuis octobre 2007) ; le poste d'aiguillage de Pompadour a été modernisé et télécommandé depuis le poste 4 (depuis mai 2008) et une jonction entre les voies B et 2 bis au nord de la gare a été créé, supprimant des conflits de circulation (depuis mai 2008).
À Corbeil-Essonnes, une communication a été créée au nord de la gare, afin de supprimer les conflits de circulation (depuis la mi-2009).
De plus, entre Corbeil-Essonnes et Malesherbes, des travaux ont été effectués afin de renforcer l'alimentation électrique pour un coût de trois millions d'euros, financés par le conseil général de l'Essonne (67 %) et RFF (33 %), depuis juillet 2007 : un câble conducteur de forte section a été installé sur 50 kilomètres le long des deux voies pour augmenter la quantité d'énergie électrique distribuée,,.
En effet, le déploiement de matériel récent à deux niveaux Z 20500, plus consommateur en énergie en raison de son équipement électrique et de sa motorisation que les Z 5300, ne s'est pas accompagné de la mise à niveau des installations de traction électrique correspondantes. La section de ligne Malesherbes/Corbeil-Essonnes souffrait de ce fait d'un défaut chronique de puissance électrique. En effet, si la tension de ligne disponible était inférieure au besoin réel, les moteurs électriques ne disposaient pas de la pleine puissance, ce qui entraînait des retards par manque d'accélération à chaque redémarrage,.
Enfin, la clôture des emprises du RER D en Essonne a été réalisée fin 2007.

### Irrégularité persistante

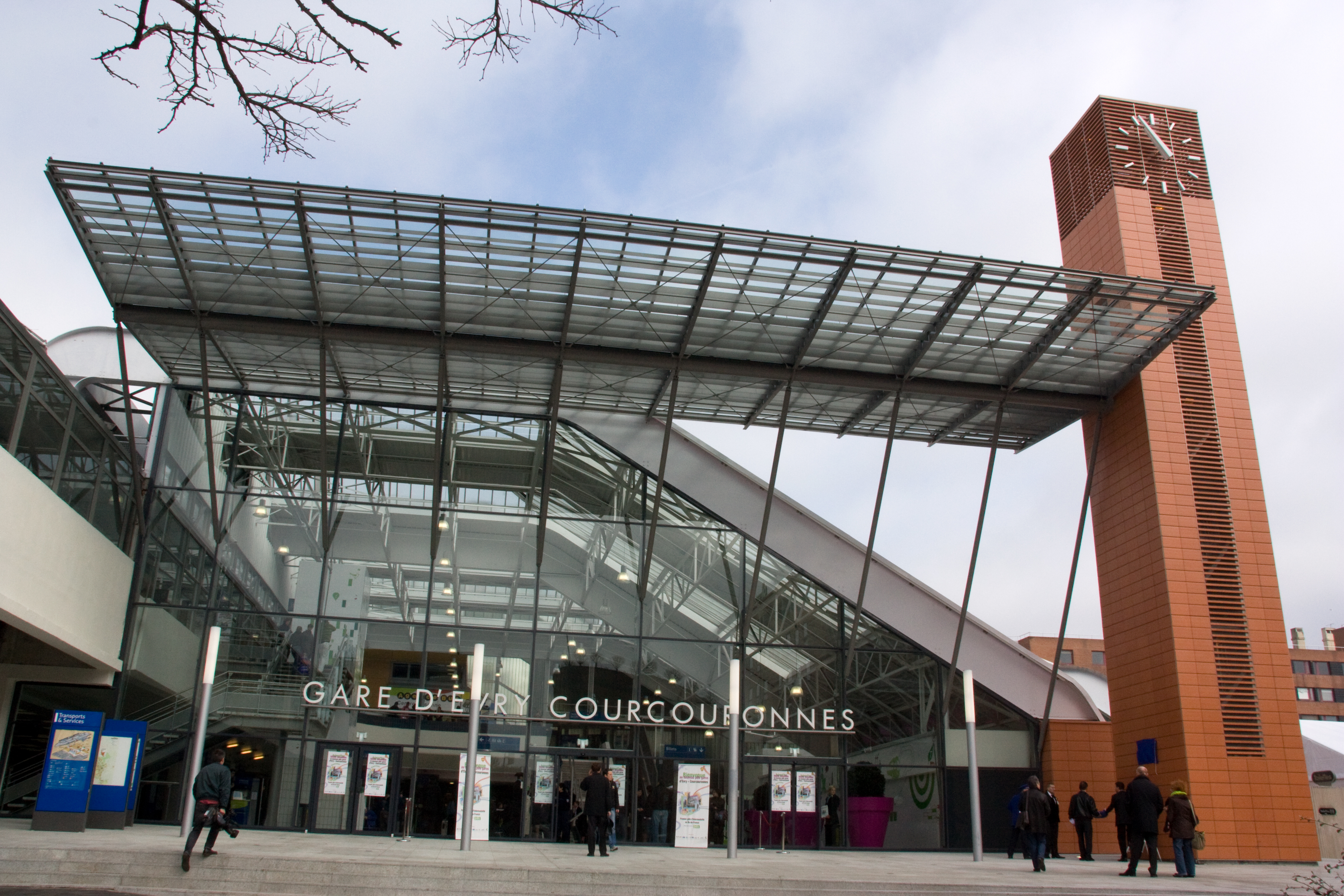
La gare d'Évry-Courcouronnes Centre, en mars 2009.

Le 23 mars 2009, lors de l'inauguration du pôle intermodal d'Évry-Courcouronnes, l'annonce officielle du changement de nom de deux des trois gares de la ville d'Évry a été faite. La gare d'Évry-Courcouronnes s'appellera désormais Évry-Centre, après une période transitoire où elle se nommera Évry-Courcouronnes Centre et la gare d'Évry s'appellera Évry-Val-de-Seine. Ce changement était attendu tant la confusion et les erreurs étaient nombreuses entre les deux gares qui ne sont pas sur le même tronçon de la ligne.
Le 15 avril 2009, la SNCF lance la Radio Ligne D, une radio inspirée des radios autoroutières qui diffuse des flashs d'informations sur le trafic de la ligne, des reportages et de la musique. Cette radio est, dans un premier temps, diffusée sur les quais de Gare de Lyon, Gare du Nord et Stade de France - Saint-Denis, puis le sera progressivement sur l'ensemble de la ligne. La radio est aussi disponible sur Internet. Le 26 novembre 2009, elle a reçu le grand prix 2009 de la communication publique éditoriale de l'Ujjef, et a été sélectionnée dans la catégorie « Grand prix 2009 ». Les mots du jury lors de la cérémonie : « Avec un média présent qui répond à un réel problème de société, une volonté profonde et non feinte d'informer, un très haut niveau d'exigence dans le contenu comme dans la forme, Radio Ligne D est un outil pertinent et malin qui se différencie radicalement des radios d'entreprises classiques ».

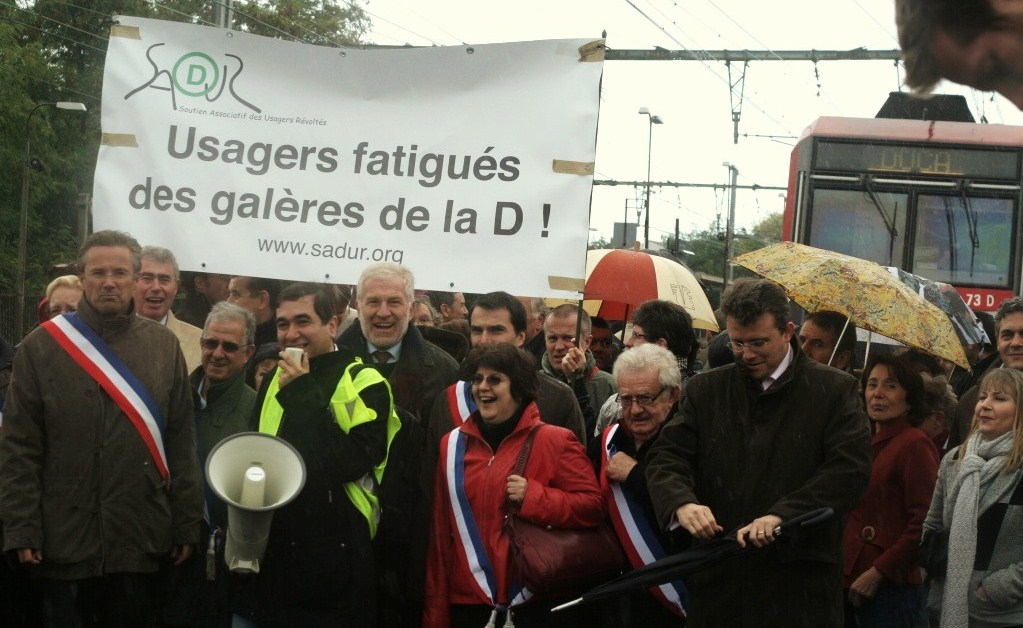
Blocage du DUCA en gare d'Yerres, à la suite de la manifestation du 17 octobre 2009.

Le 17 octobre 2009, alors que le plan « D maintenant » arrive à son terme, une centaine d'usagers de la ligne, aux côtés d'associations d'usagers et de nombreux élus, bloquent en heure creuse pendant quinze minutes un train DUCA en gare d'Yerres, ceci pour critiquer les résultats de ce plan, dénoncer la mise en tout omnibus des missions de la branche de Combs-la-Ville programmée pour 2014 et dénoncer les incidents des jours passés.
En effet, deux incidents techniques au Vert de Maisons et à Vigneux-sur-Seine d'une ampleur importante ont provoqué des retards sur de très nombreuses missions de la ligne D, du transilien R et, plus globalement, sur l'ensemble des circulations en provenance de « Gare de Lyon » les 15 et 16 octobre 2009.
Le 8 juillet 2009, le conseil d'administration du STIF approuve le schéma de principe du RER D. Ce schéma de principe découle de l'analyse de la situation du RER D, des caractéristiques des déplacements des voyageurs et de l'émergence de différents projets d'urbanisme (nouveaux quartiers, pôles d'emplois…),.
Le 9 novembre 2009, la suppression du changement de conducteur à la gare du Nord (limite des zones RATP/SNCF) sur la ligne B est effective. Tous les trains de la ligne (soit 531) sont désormais exploités par un seul agent sur toute la longueur de la ligne. Cette mesure, progressivement mise en place à partir de juillet 2008, est la concrétisation d'une étude montrant que la suppression des relèves à Gare du Nord pourrait entraîner à elle seule un gain de régularité de 20 %, qui bénéficiera à la ligne B ainsi qu'à la ligne D par contrecoup,. En effet, le changement de conducteur du RER B à Gare du Nord était la source récurrente d'irrégularité de cette ligne qui se répercutait sur le RER D, ce changement nécessitant un délai technique incompressible, encore accru en cas de retard d'un conducteur ou de problèmes de gestion du personnel par l'une des deux entreprises.
Durant la semaine du 22 novembre 2010, la SNCF a mis en place un service réduit, réduisant de 30 % le nombre de trains en circulation, à cause des conditions météorologiques des semaines précédentes (chute de feuilles mortes) qui ont entraîné l'usure prématurée des essieux des rames de la ligne, envoyant les deux tiers des rames en réparation,,. Toutefois, si ce problème est général chaque automne, cette forte réduction de la desserte n'a pourtant pas concerné le reste du réseau francilien. L'association SADUR estime quant à elle le problème plus général, avec un nombre d'incidents en hausse et un taux d'irrégularité, relevé par les usagers, de 24 % depuis le début de la même année.

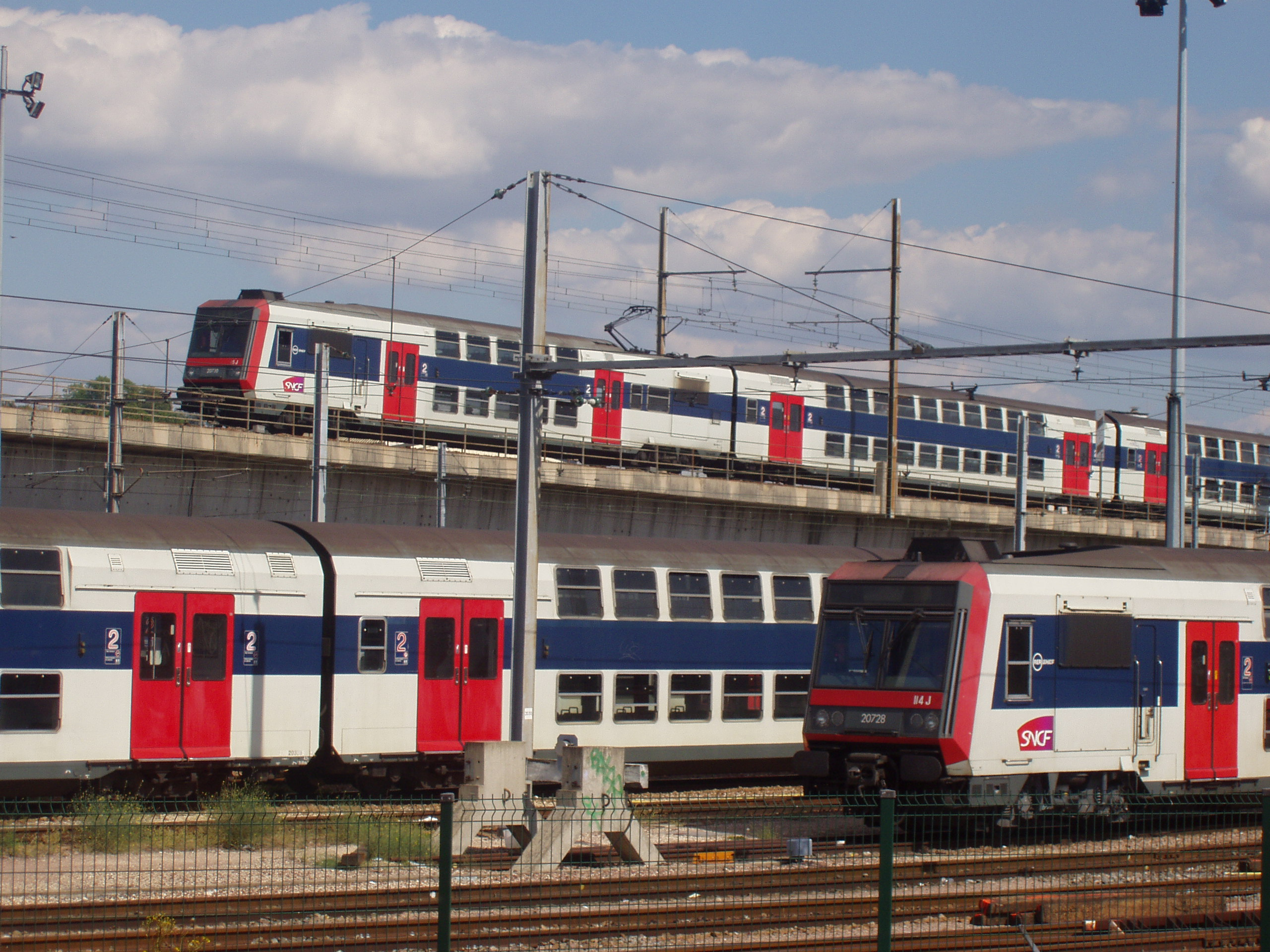
Plusieurs rames Z 20500, à proximité de la gare de Corbeil-Essonnes, en avril 2005.

Depuis le 13 décembre 2010, le nombre de trains a été augmenté, en réponse aux avis et demandes des associations de voyageurs et d'élus. En effet, un train supplémentaire a été créé en heure de pointe entre Gare de Lyon et Melun, afin d'améliorer les conditions de voyage sur cette partie de la ligne à un horaire particulièrement sollicité et de combler également un creux de desserte du service réduit de plein été. Deux trains ont été prolongés jusqu'à Orry-la-Ville, depuis Goussainville et Villiers-le-Bel, afin de répondre à un besoin identifié dans une période horaire de plus en plus fréquentée par les usagers. Un train a été prolongé de Combs-la-Ville à Melun, afin de répondre là aussi à un besoin des voyageurs et d'améliorer la lisibilité des horaires en comblant un « trou de desserte ». Cinq trains ont été prolongés de Corbeil-Essonnes à Melun, en fin de pointe de soirée, afin de mieux desservir ces villes et de permettre, grâce à un de ces trains, d'offrir un trajet direct entre Juvisy et Corbeil. De plus, un train en provenance de Malesherbes a été prolongé de Gare de Lyon à Châtelet - Les Halles, afin d'augmenter la lisibilité pour les usagers de la branche de Malesherbes et d'améliorer les possibilités de correspondances. Enfin, les horaires des trains de l'axe Malesherbes ont été harmonisés pour une meilleure lisibilité, les temps de trajet entre Malesherbes et Châtelet - Les Halles aux heures creuses auparavant supérieurs de trois minutes à ceux des heures de pointe étant désormais identiques, à toute heure de la journée.
Le 20 janvier 2011, la SNCF annonce un plan de renforcement de la qualité de service sur douze lignes qualifiées de « sensibles », dont la ligne D fait partie.
Le 25 janvier 2011, le député-maire de Yerres, Nicolas Dupont-Aignan, refuse d'inaugurer officiellement la gare d'Yerres après d'importants travaux de rénovation, ceci afin de dénoncer les retards à répétition de la ligne D du RER.

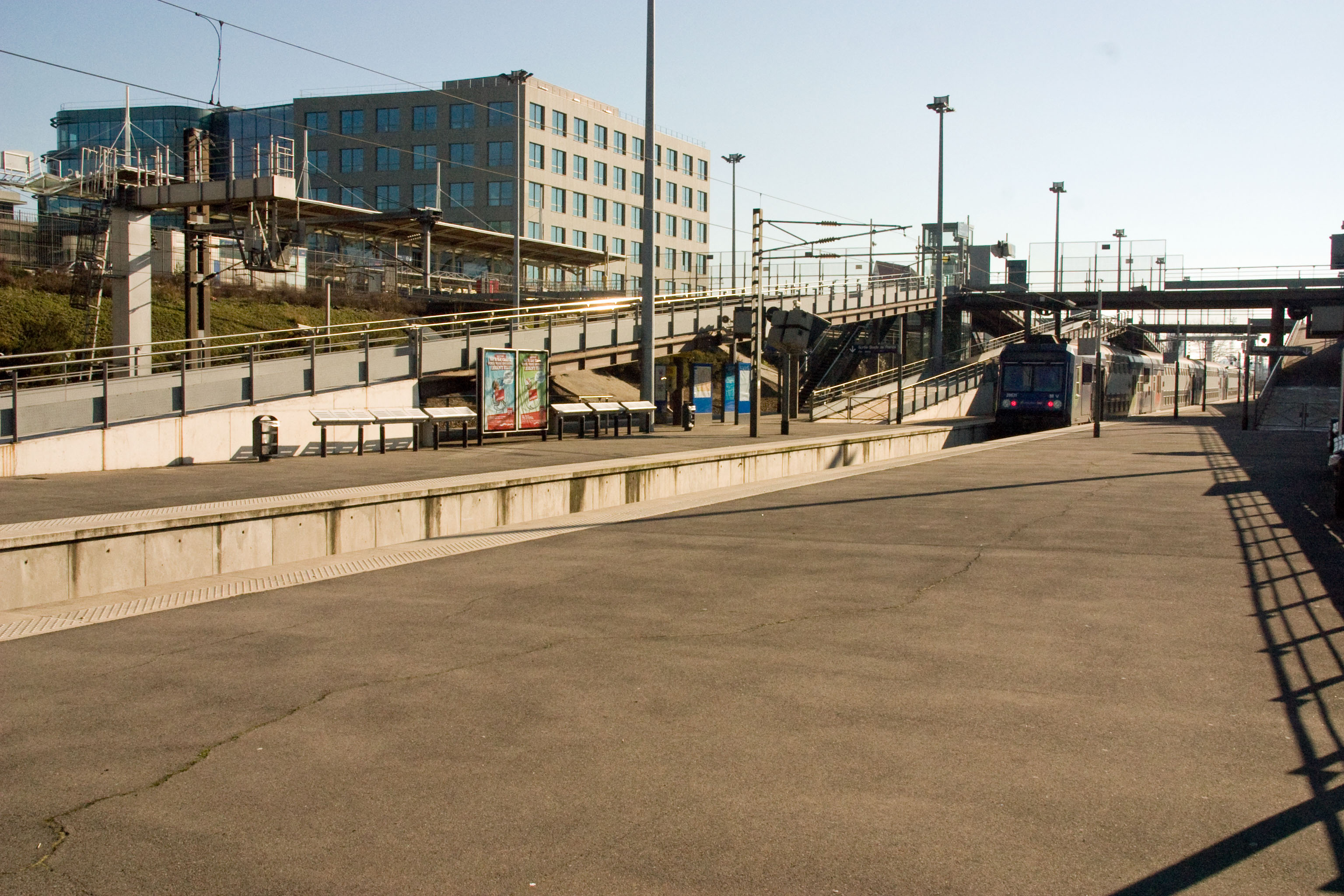
La gare du Stade de France - Saint-Denis, en février 2008.

Depuis le 4 février 2011, la gare du Stade de France - Saint-Denis dispose d'un vrai bâtiment voyageurs équipé d'un hall, d'une salle d'attente ainsi que de nouveaux services comme un automate de vente de billets Grandes Lignes, un automate de vente de billets Paris et Île-de-France, un distributeur de confiseries et boissons, un guichet d'informations ouvert uniquement lors des manifestations au Stade de France et enfin un guichet de vente Transilien SNCF accessible aux personnes à mobilité réduite. De plus, un passage élargi adapté aux personnes en fauteuil roulant et aux voyageurs avec poussette ou bagages a été aménagé dans la ligne de portillons de contrôle d'accès.
La gare du Stade de France - Saint-Denis était initialement conçue comme une halte, avec des guichets en plein air, sans aucun espace abrité, mais avec le développement du quartier entourant le Stade de France, il fallait adapter la gare à son environnement, dans le but de satisfaire les besoins d’une clientèle régulière chaque année plus nombreuse : de 8 124 voyageurs par jour en 2000 à plus de 16 200 par jour en 2011, évènements accueillis par le Stade de France mis à part. Ces travaux ont coûté 2,3 millions d'euros, financés à parité par la région Île-de-France et par la SNCF.
Le 17 mars 2011, les usagers de la gare d'Yerres ont refusé de montrer leur titre de transport aux contrôleurs, accompagnés par la SUGE, postés à la sortie du quai de la gare d'Yerres.
Le 15 avril 2011, l'expérimentation du nettoyage des trains en service commercial (avec des passagers à bord) prend fin, au terme des trois mois prévus. Devant s'ajouter à celui réalisé la nuit dans les centres de maintenance, ce nettoyage était réalisé par deux équipes de deux personnes sur deux tronçons de la ligne : Villeneuve-Saint-Georges – Combs-la-Ville - Quincy au sud de la ligne, et Villiers-le-Bel – Stade de France, sur la partie nord de la ligne. Les quatre agents de nettoyage étaient équipés d'un matériel de nettoyage portable qui permettait de ramasser jusqu'à 50 litres de déchets par trajet, soit près de 900 litres de déchets retirés de 18 trains chaque jour. L'objectif de ce nouveau dispositif était d'améliorer la propreté des trains.

### Service annuel 2014

#### Travaux d'infrastructures préalables
Le 5 octobre 2011, le Syndicat des transports d'Île-de-France (STIF) a approuvé, durant son conseil d'administration, l'avant-projet et la convention de financement de la seconde phase des opérations d'amélioration du RER D, dont le début des travaux est prévu en 2013 pour une mise en service entre 2013 et 2014, et ainsi permettre l'évolution de l'offre de transport en 2014.
S'inscrivant dans le schéma de principe du « RER D+ » du 9 juillet 2009, ces travaux doivent permettre de réaliser les aménagements suivants : créations d'infrastructures dans les gares de Goussainville et de Corbeil-Essonnes, modifications de la signalisation entre Villiers-le-Bel et Villeneuve-Saint-Georges et création d'une sous-station dans le secteur de Combs-la-Ville.

##### Infrastructures

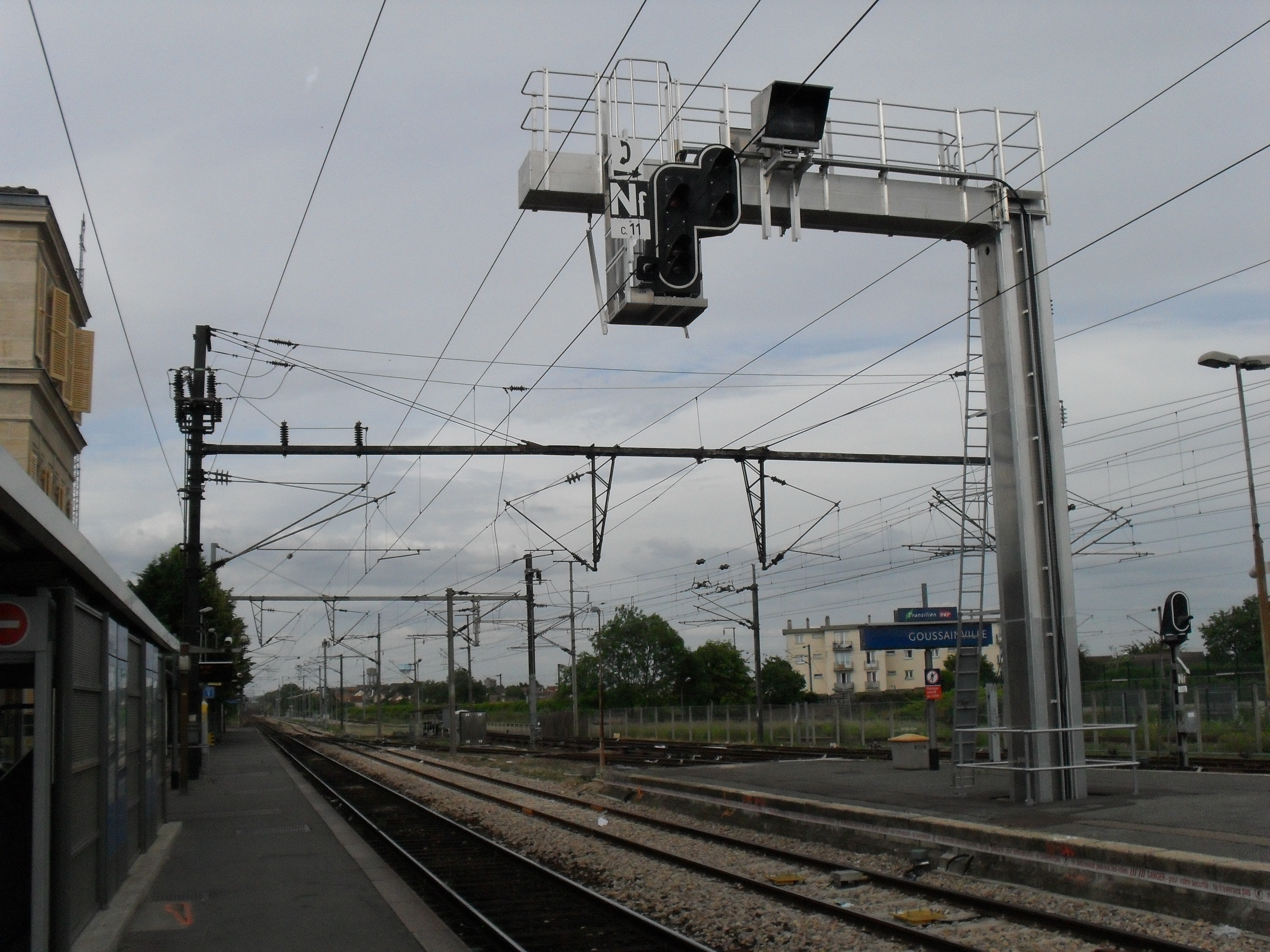
Potence, en tête de quai de la gare de Goussainville côté province, installée dans le cadre de la réactivation du tiroir d'arrière-gare. Ici, en mai 2011).

À Goussainville, la première phase des travaux aurait d'ores et déjà permis la mise en exploitation du tiroir de retournement, et de retourner ainsi un train toutes les 30 min pendant les heures de pointe (au lieu de 45 min actuellement). Toutefois, les équipements n'offraient pas la possibilité d'absorber naturellement des retards.
De ce fait, une seconde phase des travaux est prévue. Elle consiste en la création d'une liaison entre la voie pour Creil à quai et le tiroir, et au déplacement vers le sud du quai pour Creil (son extrémité nord est actuellement parallèle au début du tiroir). Ainsi la moitié des trains terminus Goussainville pourront attendre leur retour sur la voie médiane, pendant que d'autres le feront dans le tiroir de retournement précédemment aménagé, permettant ainsi d'augmenter la capacité d'accueil à quai des trains « Goussainville » venant du sud, de faciliter l'utilisation du tiroir, d'absorber des retards. Ces aménagements permettront également des temps de retournement plus longs, jusqu'à 24 minutes et 30 secondes, sans créer des besoins supplémentaires de rames et en conducteurs, et garantiront l'absorption d'un retard allant jusqu'à huit minutes. Le montant de l'investissement est estimé à 19 millions d'euros.
Le plan de voies nœud ferroviaire de Corbeil-Essonnes est amélioré de manière à limiter les conflits de circulation. Celui-ci est en effet sensible aux conflits de circulation entre trains puisqu'il voit converger les trains des branches de Juvisy via Évry-Courcouronnes (dite du « plateau »), via Évry-Val-de-Seine (dite de la « vallée »), de Melun par Vosves (dite du « Littoral ») et de Malesherbes.
Les horaires théoriques y sont calculés de manière à ce qu'aucun sillon ne soit en conflit. Néanmoins, en cas de perturbation, la gestion des itinéraires en gare devenait difficile et générait des conflits entre les trains. De ce fait, le retard d'un train sur une branche pouvait répercuter un retard sur le train d'une autre branche par effet « boule de neige ». Quatre conflits de circulation de la ligne D contraignaient fortement l'exploitation du nœud de Corbeil-Essonnes : au nord entre un train au départ et un train à l'arrivée de la mission Goussainville/Villiers-le-Bel – Corbeil par la vallée de la Seine, au sud entre un train au départ et un train à l'arrivée de la mission Melun – Juvisy, entre les missions venant de Malesherbes et Melun qui desservent le plateau, et entre les missions Corbeil – Villiers-le-Bel et Juvisy – Melun.
Ainsi, afin d'améliorer la situation, il était prévu de réaliser une communication entre la voie 2 et la voie C, supprimant deux conflits de circulation : entre un train au départ et un train à l'arrivée de la mission Melun – Juvisy et entre les missions venant de Malesherbes et Melun qui desservent le plateau. Il est aussi prévu de créer un quai le long de la voie 4, afin de permettre l'utilisation de la voie 4 en terminus. Les deux quais, voie 2 et voie 4, permettront de ce fait, une souplesse d'exploitation importante pour les missions terminus Corbeil. La gestion en alternat sur deux quais au lieu d'un seul augmentera considérablement le temps de retournement des trains et par conséquent, devrait permettre d'absorber la plupart des retards à l'arrivée, en donnant les possibilités de :[Passage à actualiser]

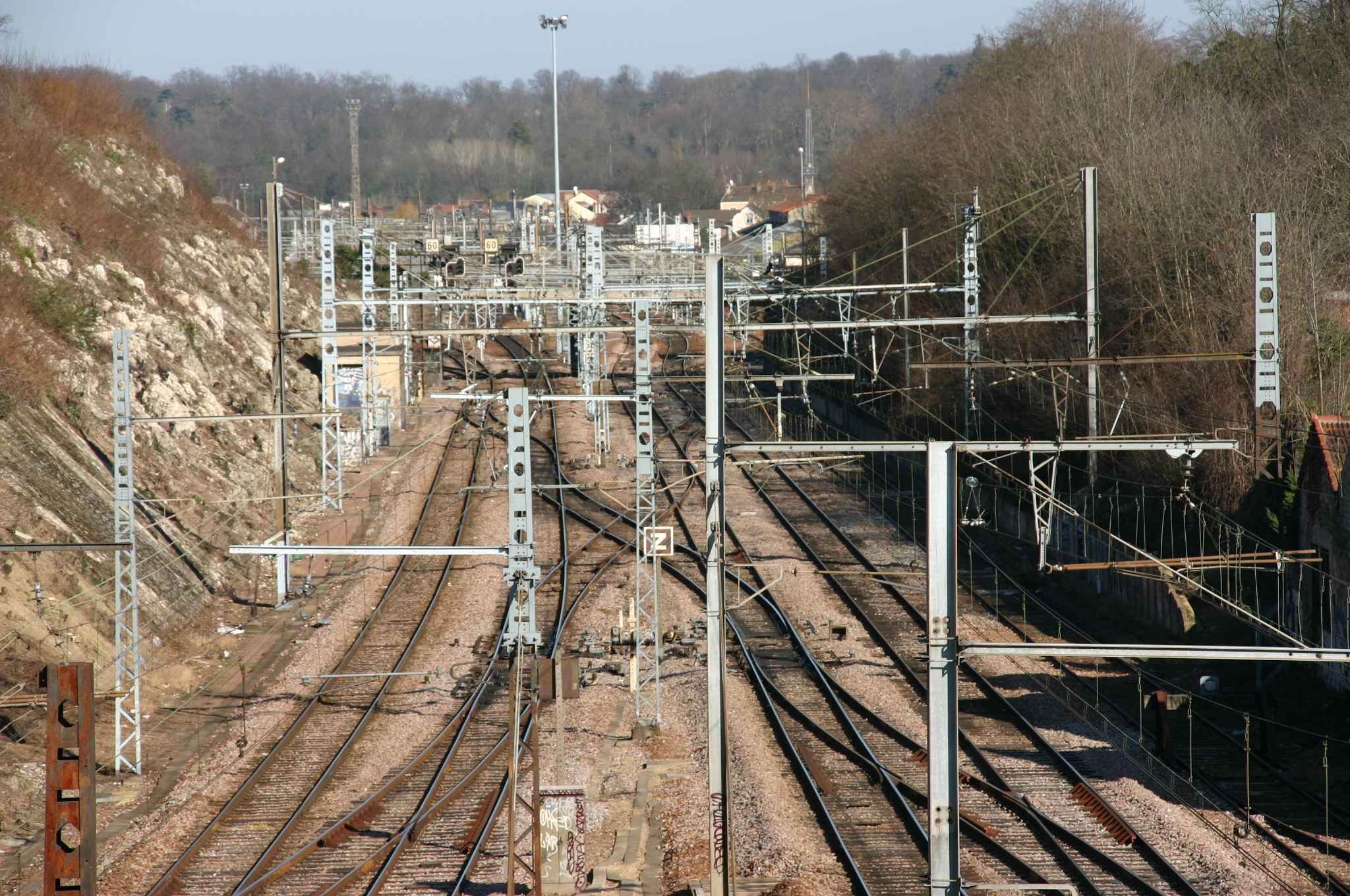
Le nœud ferroviaire de Corbeil-Essonnes, en 2 2007.

- recevoir un train qui vient de Melun (voie C) par la branche du « plateau » et dans le même temps, expédier en provenance du même itinéraire dans le sens contraire vers Melun (depuis voie 1 ou voie A) ;
- recevoir un train de Malesherbes (voie B) tout en recevant un train de Melun (voie C)[86].

Ces conditions permettront un temps de retournement de 19 minutes, garantissant l'absorption d'un retard allant jusqu'à 12 minutes. Le montant de l'investissement s'élève à 8,8 millions d'euros.
À Combs-la-Ville - Quincy, une sous-station électrique est créée sur la section Paris – Melun de la ligne de Paris à Marseille dans le cadre du schéma directeur de la traction électrique en Île-de-France afin de permettre une exploitation normale du matériel roulant en mettant fin aux irrégularités constatés sur la ligne D du RER. En effet, une étude menée en 2008 avait montré l'apparition de fortes chutes de tension, sur les secteurs d'alimentation de Brunoy – Lieusaint, Lieusaint – Melun et Les Tarterêts – Ballancourt. Pour y faire face, il est alors prévu de créer trois sous-stations, mais il a été constaté des gains plus élevés pour celle de Combs-la-Ville. Il a donc été retenu pour ce schéma de principe, la création de la sous-station de Combs-la-Ville, compte tenu de son intérêt plus important dans la problématique de la ligne D du RER. La réalisation de la sous-station est envisagée sur 22 mois en vue d'une mise en service début 2014 pour un montant de 9,5 millions d'euros.

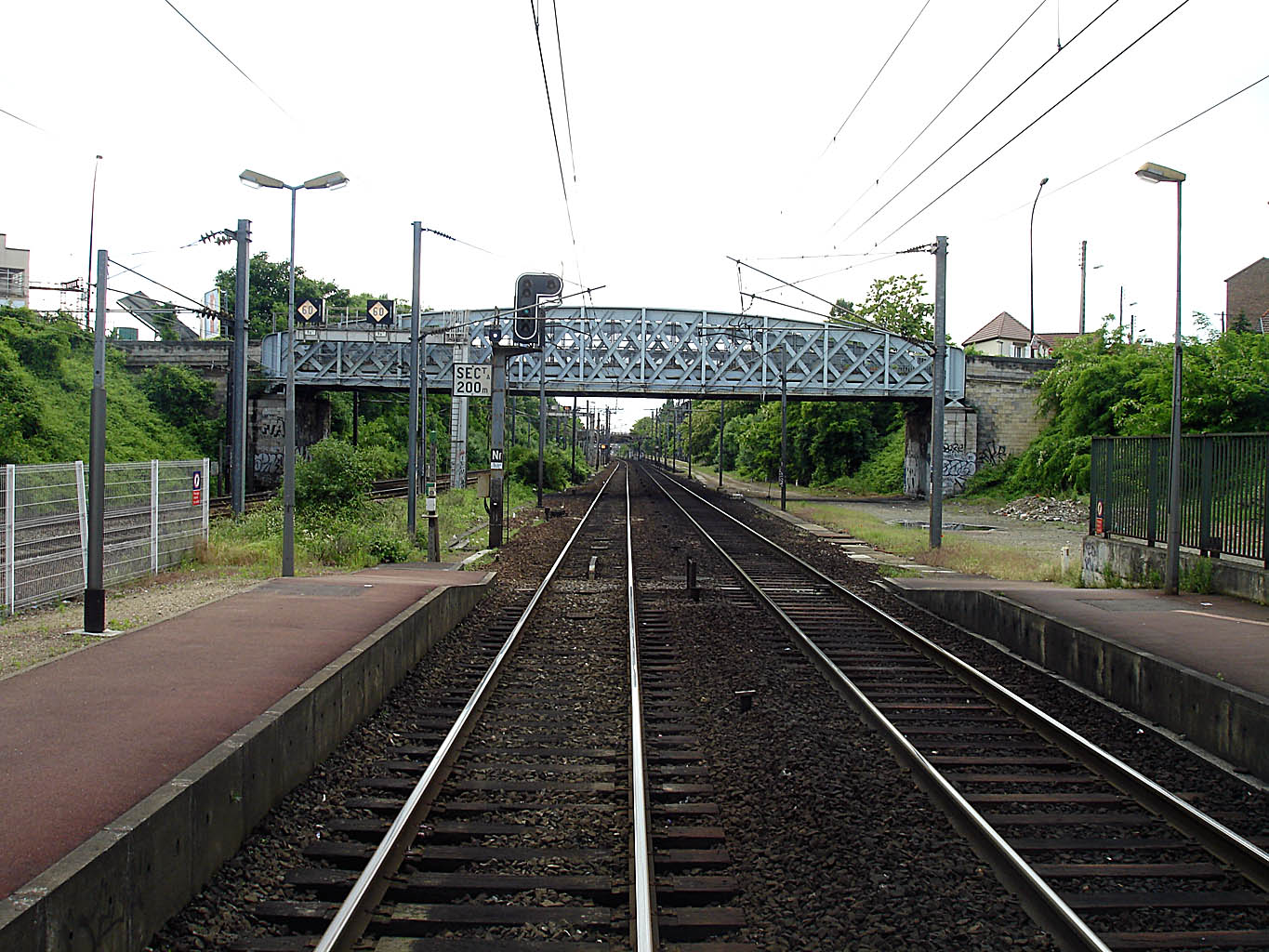
Signal en sortie de la gare de Pierrefitte - Stains en direction de Paris, en mai 2008.

##### Signalisation ferroviaire
Entre Paris et Villiers-le-Bel, la signalisation ferroviaire sera optimisée afin de diminuer l'espacement des trains et de permettre un meilleur cadencement. L'espacement sera désormais de six minutes, cinq minutes puis quatre minutes sur la batterie de trois trains au quart d'heure en heure de pointe, à défaut d'atteindre un espacement minimal entre les trains de trois minutes comme souhaitait le schéma directeur. Pour ce faire entre Pierrefitte et Villiers-le-Bel, pour permettre un espacement à quatre minutes entre Paris et Villiers-le-Bel, il faudra supprimer les feux jaunes clignotants et redécouper le block en déplaçant des signaux, afin d'apporter une plus importante souplesse d'exploitation et améliorer la gestion des circulations en cas d'incident. À hauteur de Pierrefitte et en direction de Creil, la vitesse des trains sera optimisée permettant d'obtenir une marge d'espacement suffisante de onze secondes compatible avec l'arrivée de la Tangentielle légère Nord. Le montant de l'investissement s'élève à 3,8 millions d'euros.
De plus, le KVBP sera mis en place afin d'apporter une souplesse nécessaire aux lignes à fort trafic en zone dense. En effet, le remplacement du KVB, assurant un contrôle ponctuel de la vitesse des trains par le KVBP, assurant la réouverture continue des contrôles, permet de jouer sur la faculté de résorber de légers retards, en réduisant de dix secondes, l'espacement entre les trains, sur voie libre. Accouplé au redécoupage du block, il offrira une souplesse d'exploitation apte à absorber les légers retards et ainsi gagner en régularité. Il sera ensuite déployé sur le tronçon Paris-Nord – Pierrefitte pour un montant de 22,2 millions d'euros.
Entre Châtelet - Les-Halles et Villeneuve-Saint-Georges, la signalisation ferroviaire sera également optimisée. Le système actuel d'espacement des trains ne permet pas un débit de circulation compatible avec la fréquence et la politique d'arrêt des dessertes projetées. De ce fait, l'amélioration du débit de la ligne passera par la transformation entre Châtelet et Villeneuve-Saint-Georges du KVB en KVBP, selon le même principe que sur la portion nord, la suppression des feux jaunes clignotants, entre Maisons-Alfort et le sud de Villeneuve-Saint-Georges, assorti à une diminution de la vitesse de la ligne. De plus, il faudra redécouper partiellement le block, dans le secteur de Maisons-Alfort, sans toutefois créer de nouveau canton, en déplaçant de manière limitée des signaux. Le montant de l'investissement s'élève à 8,8 millions d'euros.
Les évolutions de la signalisation, précédemment présentées, doivent améliorer la fluidité de la ligne pour résorber de légers retards, en permettant aux trains de reprendre leur marche plus rapidement entre 2 signaux, et en diminuant l'espacement entre 2 trains. À l'exception du tronçon Pierrefitte/Paris Nord qui sera modifié pour la fin 2014, les autres tronçons concernés doivent être mises en service pour fin 2013 (service annuel 2014).

##### Mesures d'accompagnement

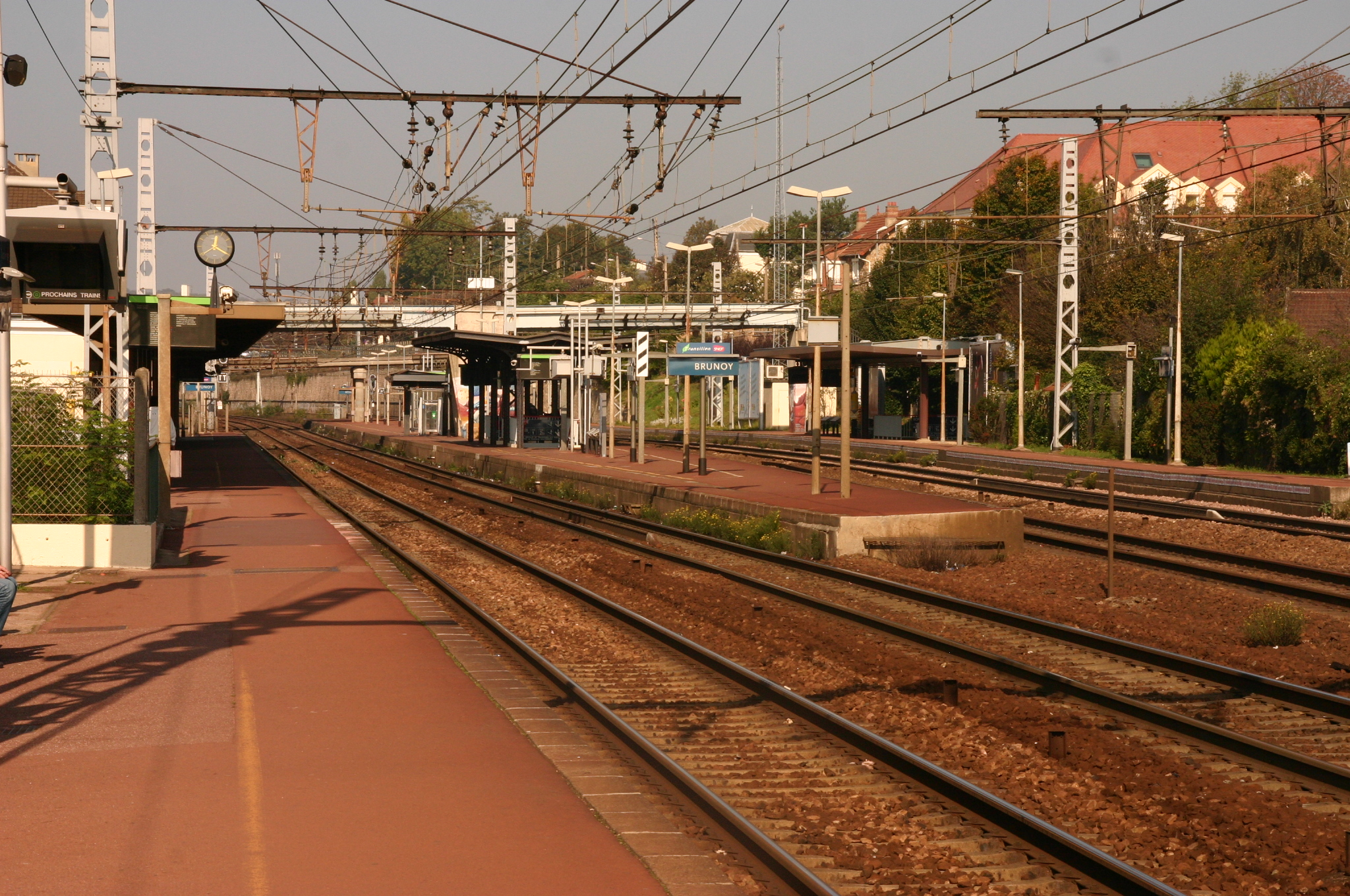
La gare de Brunoy, en octobre 2007.

Ces travaux doivent également permettre la mise en œuvre de mesures environnementales et l'aménagement de gares comprenant des aménagements paysagers et des isolations de façade sur l'ensemble de la ligne qui viendront également améliorer le confort des habitants (28 bâtiments sont concernés). Pour la sécurité des voyageurs, les quais de la gare de Brunoy seront élargis aux extrémités. Des abris seront ajoutés ou remplacés en gare de Villeneuve-Triage, de Brunoy, de Lieusaint - Moissy, d'Orangis - Bois de l'Épine, de Yerres et en gare du Stade de France - Saint-Denis pour améliorer le confort de voyageurs. Le coût global des améliorations est chiffré à 37,07 millions d'euros, dont le financement est assuré par la région (23,15 M€), l'État (9,92 M€) et RFF (4 M€).

##### Coût
Le coût total des investissements s'élève à 120 millions d'euros, aux conditions économiques de janvier 2006 (provisions pour aléas et imprévus, frais de maîtrise d'ouvrage et de maîtrise d'œuvre inclus), dont 114,8 millions d'euros sur périmètre RFF et 5,2 millions d'euros sur périmètre SNCF. Le financement est assuré conjointement par l'État et la région Île-de-France, dans le cadre du contrat de projets État-région 2007-2013. En outre, une enveloppe de 70 millions d'euros sera consacrée à l'aménagement des gares de la ligne, en cohérence avec le schéma directeur de l'accessibilité et en complément d'autres programmes comme Impaqt ou D Maintenant.

#### Mesures complémentaires
Le 7 décembre 2011, le Syndicat des transports d'Île-de-France (STIF), durant son conseil d'administration, a approuvé à l'unanimité la mise en trains longs des trains les plus fréquentés les samedis et dimanches, à partir du mois d'avril 2012, ce qui représente huit allers-retours le samedi et cinq le dimanche. En effet, jusqu'alors, toutes les circulations du RER D étaient assurées par des « trains courts » le week-end, en dehors d'événements particuliers. Cette mesure permet de faire face à l'augmentation de 25 % de la fréquentation de la ligne constatée depuis 2003.
Par la même occasion, le STIF a lancé les études pour le doublement du tunnel Châtelet – Gare du Nord, en approuvant le financement des études exploratoires et de faisabilité pour un montant de 1,3 million d'euros. Elles seront réalisées par Réseau ferré de France (RFF) et entièrement financées par le STIF.

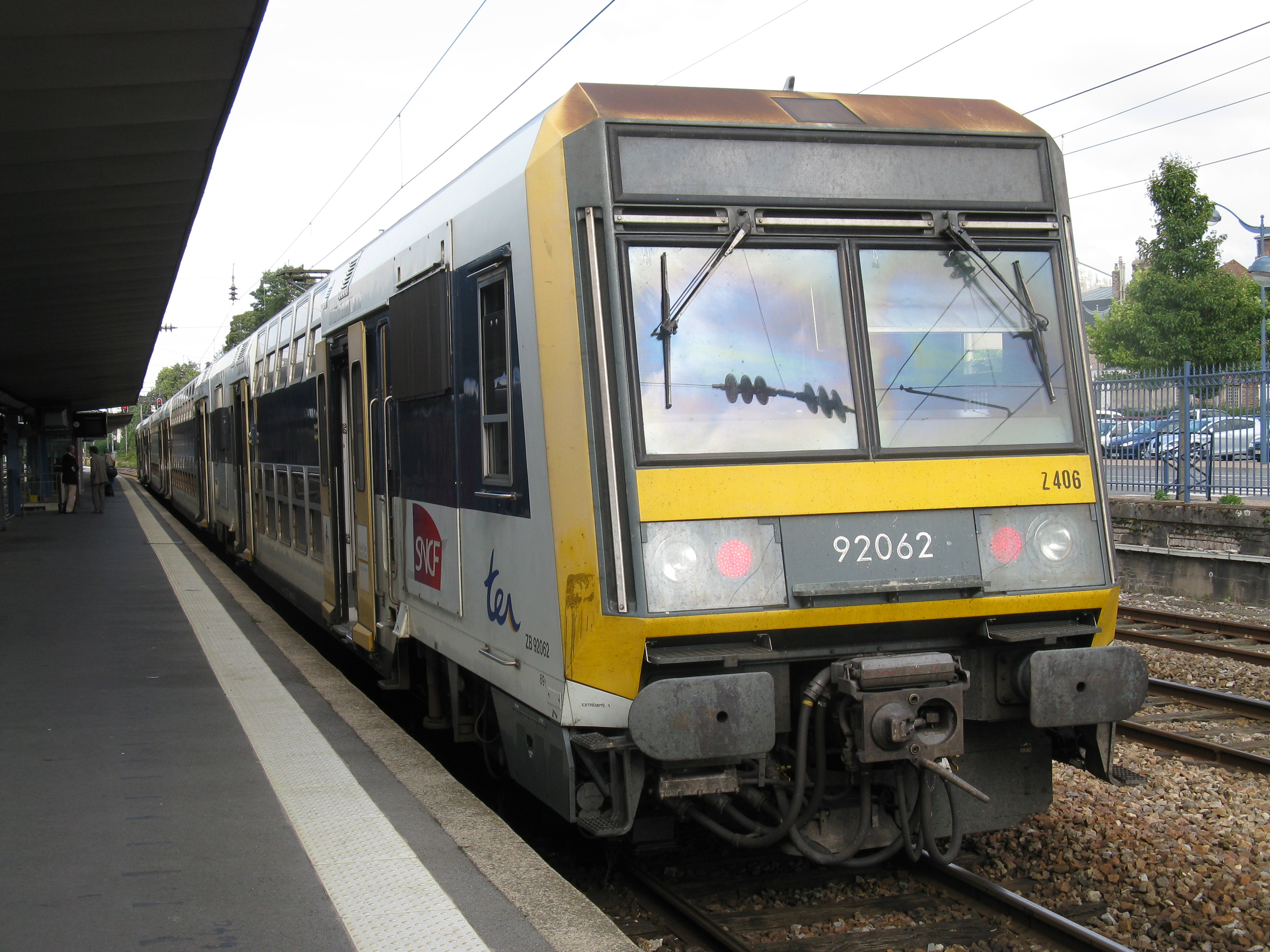
Une des rames Z 92050 acquises en décembre 2012 par la SNCF. Ici, une rame en gare d'Arras en septembre 2008.

Fin novembre 2012, le STIF a demandé à Réseau ferré de France (RFF) et à la Société nationale des chemins de fer français (SNCF), en présence des élus concernés (présidents des conseils généraux de l'Essonne, du Val-de-Marne et de Seine-et-Marne), d'étudier la possibilité de mettre en œuvre progressivement la nouvelle desserte prévue fin 2013, pour en mesurer concrètement les bénéfices en matière de régularité.
Le 13 décembre 2012, le STIF a approuvé, dans le cadre de son conseil d'administration, le financement de l'acquisition par la SNCF des six rames Z 92050 appartenant jusqu'alors à la région Nord-Pas-de-Calais, pour un coût de 16,5 millions d'euros, financé à moitié par le STIF. Ces rames seront déployées sur la ligne P du Transilien, qui libérera autant de Z 20500 pour la ligne D.
Le 13 février 2013, le conseil du STIF a adopté les nouvelles dessertes prévues sur la ligne D pour le service 2014, soit à partir du 15 décembre 2013. Elles seront complétées par des renforcements de desserte ciblés pour améliorer la desserte des gares des branches de Melun et Corbeil.
Pour permettre la mise en œuvre de cette nouvelle offre, le conseil du STIF a décidé du redéploiement sur la ligne D, de douze rames Z 20500 supplémentaires, actuellement en service sur les lignes L et P grâce à l'arrivée du Francilien,. Concrètement, huit des douze rames supplémentaires seront nécessaires pour le passage à la « D12 » (12 trains par heure au nord). Les quatre premières arriveront pour le lancement du service annuel 2014, les quatre dernières actuellement sur la ligne L arriveront lors du 1er trimestre 2014 et serviront à garder des trains en réserve pour remplacer ceux qui seront en opérations de maintenance. Les six Z 20500 supplémentaires, libérées par les Z 92050 achetés à la région Nord-Pas-de-Calais, viendront en complément.

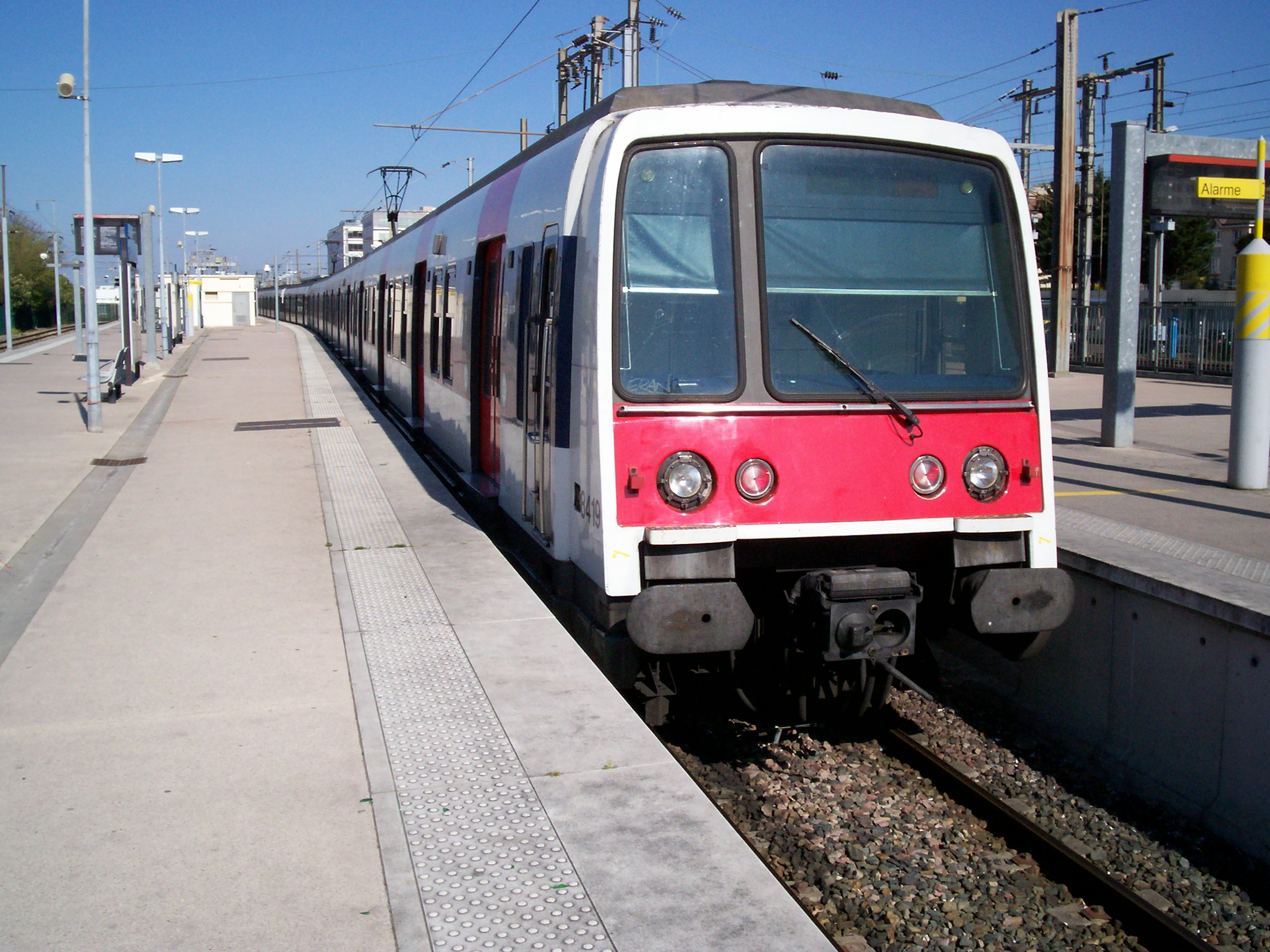
Une unité multiple de MI 84, en gare de Poissy (RER A), en avril 2007.

Le STIF a également décidé à l'unanimité le redéploiement de vingt rames MI 84 du RER A, rendues disponibles par l'arrivée des nouvelles rames MI 09, pour remplacer les Z 5300 surnommés les « petits gris » qui circulent sur les navettes Juvisy – Melun en pointe (et les navettes de la ligne R du Transilien entre Melun et Montereau). Cette mesure est transitoire pour améliorer au plus tôt le confort des voyageurs et la qualité du service, en attendant le déploiement d'un nouveau matériel RER sur la ligne. Il exprime à cette occasion le vœu que la SNCF accélère son calendrier dans la perspective de l'arrivée des MI 84 sur la ligne.
De plus, le STIF a décidé la mise en œuvre de mesures complémentaires qui participent à l'amélioration globale de la ligne. Il a demandé :
- à Réseau ferré de France (RFF) d'engager dès cette année, un programme important de clôture des emprises ferroviaires le long des voies du RER D, pour limiter les actes de malveillance, la présence de voyageurs sur les voies, voire les accidents de personnes ;
- aux opérateurs RFF et SNCF de lancer immédiatement les études de réalisation du second quai en gare nouvelle de Créteil-Pompadour, pour améliorer la gestion des situations perturbées sur la ligne, tout en maintenant un accès à cette gare ;
- à l'État et à la région d'élaborer dans les meilleurs délais, la convention de financement des études de modernisation des gares de Stade de France - Saint-Denis, Maisons-Alfort, Villeneuve-Saint-Georges, Lieusaint - Moissy, Corbeil-Essonnes et Melun, correspondant à un investissement d'environ 70 millions d'euros ;
- à RFF et à la SNCF d'accélérer les études des infrastructures permettant la création de trains supplémentaires aux heures de pointe sur le RER D, pour faciliter l'accès à Paris notamment pour les gares les plus éloignées[93].

Depuis le début de l'année 2013, la SNCF a fait évoluer l'organisation du travail des agents de maintenance des trains de la ligne. En dehors des centres de maintenance des Joncherolles et de Villeneuve, certaines opérations de maintenance peuvent être réalisés sur les sites de garages (Creil, Corbeil, Melun…), afin d'éviter aux rames de perdre du temps à être rapatriées vers les centres de maintenance dédiés. La SNCF a décidé de renforcer et de développer ce type de maintenance en mettant en place les infrastructures et les moyens matériels (outillages) et personnels (agents formés et spécialisés) notamment. L'entreprise a également modifié le rythme de travail des agents pour travailler de nuit et les week-ends, ainsi qu'en heures creuses, pour notamment favoriser la disponibilité des rames aux heures de pointe. Des investissements dans les ateliers de maintenance ont été réalisés afin de réduire le temps d'immobilisation des rames sur certaines opérations de maintenance. Enfin, de nouvelles embauches ont été réalisées et d'autres sont envisagées à l'avenir.
Durant l'année 2013, afin de préparer la nouvelle offre en fin d'année, la SNCF a réorganisé le travail des Gestionnaires de l'Information Voyageur (GIV), les agents chargés d'informer les agents chargés des annonces sonores ou directement par le biais des écrans « Infogare », des modifications de missions, des messages « conjoncturelles » (info travaux, messages de perturbation…). En effet, ils travaillent désormais en 3x8 et utilisent davantage le « SIVE » (Système d'information voyageurs embarqué), qui permet de réaliser des annonces à bord des trains équipés depuis le Centre opérationnel Transilien (COT) de la ligne.
L'entreprise a procédé à la mise à jour du SIVE dans les rames, compte-tenu des nouvelles dessertes et des nouveaux « codes missions » associés, pour que la gare suivante annoncée soit la bonne. De même, il a fallu intégrer la nouvelle gare de Créteil-Pompadour, et régler la détection des points GPS pour que l'annonce soit réalisée au bon moment. Ces mises à jour ont été réalisées rame par rame. Débutée avant l'été, cette opération devait se terminer avant le jour J.

#### Nouvelle gare Créteil-Pompadour

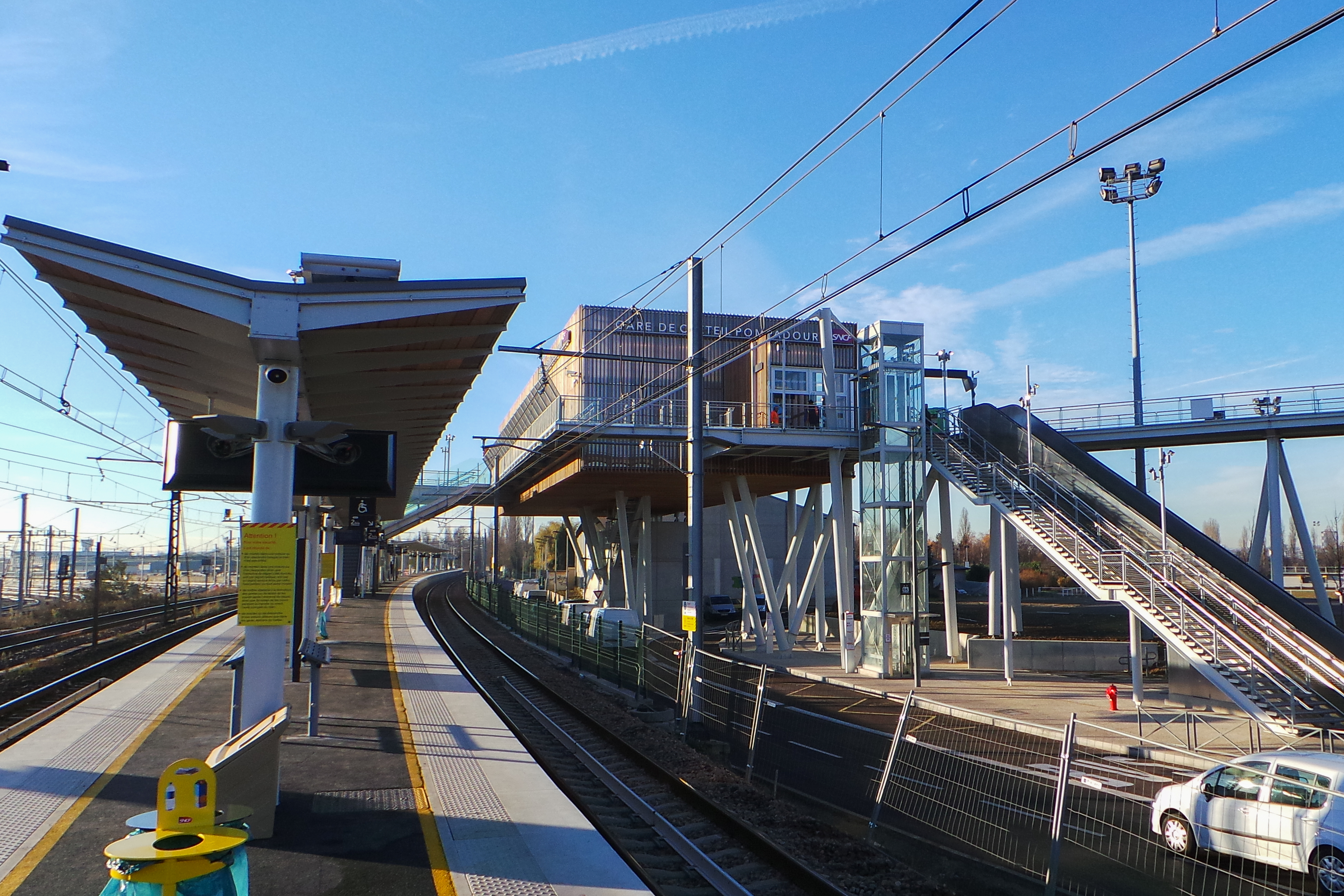
La gare de Créteil-Pompadour, en décembre 2013.

Le dimanche 15 décembre 2013, une nouvelle gare est ouverte, au carrefour des communes de Créteil, de Valenton et de Choisy-le-Roi, à proximité du carrefour Pompadour. Dénommée Créteil-Pompadour, elle remplace la gare de Villeneuve-Prairie, située 300 mètres plus au sud.
La création de la nouvelle gare s'inscrit dans un vaste programme de création ou de rénovation de pôles d'échanges avec pour objectif de favoriser les déplacements en transport en commun de banlieue à banlieue et de faciliter l'accès aux différents modes de transports. En effet, elle constitue un véritable point de maillage avec le Trans-Val-de-Marne, la ligne en site propre no 393 qui dessert la station terminale de la ligne 8 du métro Pointe du Lac (ouverte le 8 octobre 2011) et les lignes de bus desservant le secteur.
La nouvelle gare devrait accueillir, à l'heure de pointe du matin, 3 000 voyageurs. L'opération est inscrite au contrat de projets État/région Île-de-France 2007-2013. Le coût de réalisation des infrastructures de l'ensemble du projet s'élève à 37,193 millions d'euros aux conditions économiques de janvier 2006, répartis entre la région Île-de-France (24 millions d'euros, 65 %), le conseil général du Val-de-Marne (7 millions d'euros, 19 %) et l'État (6 millions d'euros, 16 %).

#### Nouvelle desserte et nouveaux horaires
Depuis ce même jour, l'offre de la ligne D a évolué au nord comme au sud, au terme d'importants travaux d'infrastructures et de signalisation. Validée par le Syndicat des transports d'Île-de-France (STIF), le 15 février 2013, la nouvelle offre de transport est la concrétisation des mesures du schéma directeur de la ligne prises pour le moyen terme, afin de gagner en régularité, tout en offrant une desserte nettement renforcée et ainsi répondre aux besoins de développement des bassins d'emplois à fort potentiel tels que Plaine Commune au nord et les secteurs Seine Amont et Créteil au sud.

##### Nouveautés principales

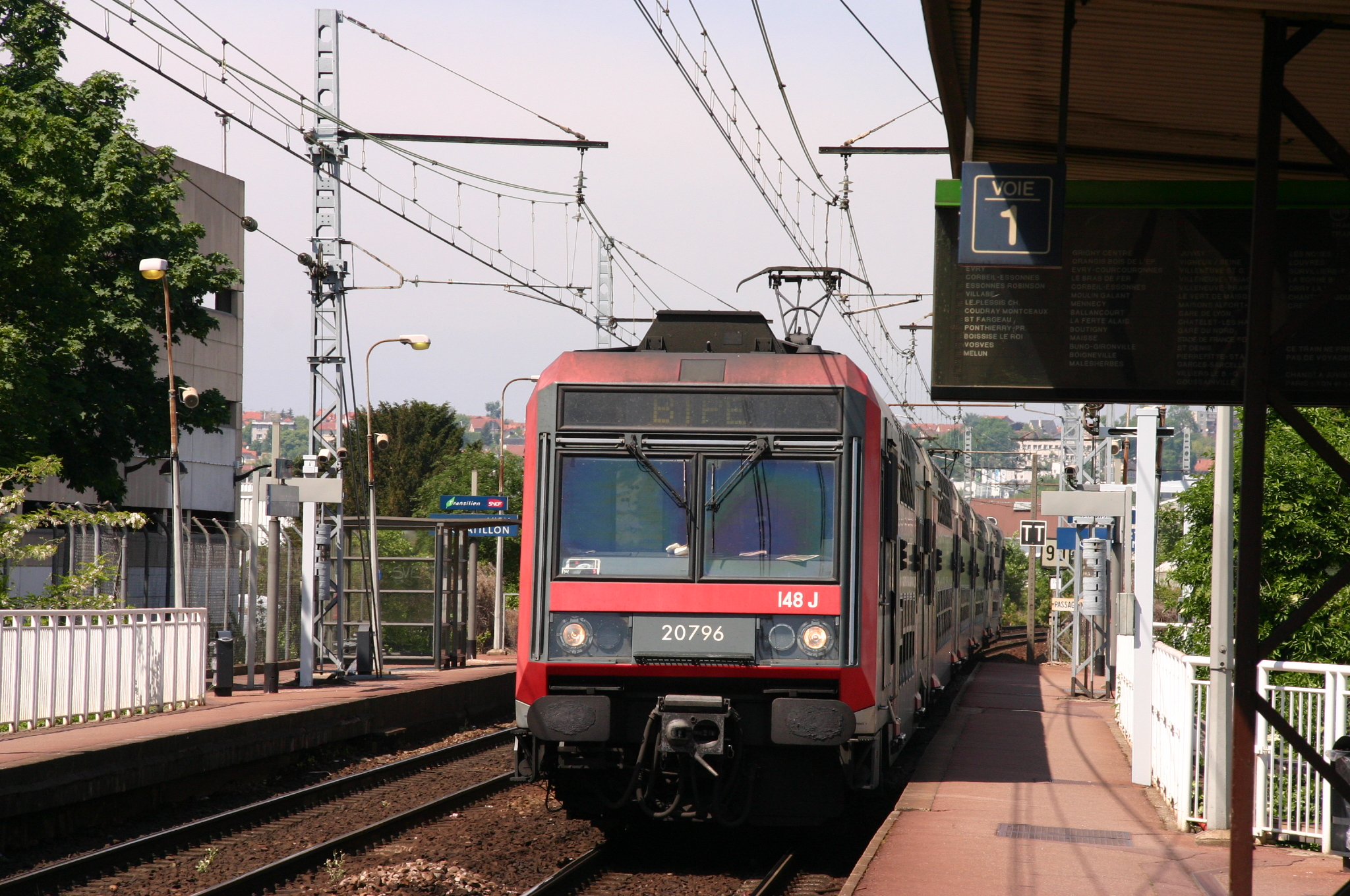
Depuis décembre 2013, les missions BIPE partent à nouveau de Villiers-le-Bel - Gonesse - Arnouville mais desservent également Maisons-Alfort, devenant par conséquent des BUPE. Ici, une rame Z 20500 en gare de Viry-Châtillon, en mai 2007.

Au 'nord de Paris', il y a comme à nouveau, en heure de pointe, douze trains par heure, désormais mieux cadencés, idéalement espacés de 5 minutes. Tous ces trains desservent toutes les gares du parcours pour aboutir soit à Villiers-le-Bel - Gonesse - Arnouville, Goussainville ou à Orry-la-Ville - Coye. Aux heures creuses, il y a désormais par heure, quatre trains terminus Goussainville, deux trains terminus Orry-la-Ville ou Creil et deux trains terminus Villiers-le-Bel - Gonesse - Arnouville. À toutes heures et tous les jours, les trains venant de Corbeil par la vallée retournent jusqu'à Orry-la-Ville et Creil, tandis que les trains venant de Melun sont limités à Goussainville. À l'exception du dimanche en début de matinée, les missions Malesherbes auparavant limitées à Châtelet - Les Halles sont à nouveau prolongées jusqu'à Villiers-le-Bel - Gonesse - Arnouville. La gare de Châtelet - Les Halles a retrouvé à cette occasion son statut de terminus exceptionnel, utilisé lors de mouvements sociaux ou de travaux.
De plus, compte tenu des contraintes d'insertion des trains du RER D dans la grille de desserte du RER B, dans le tunnel Châtelet – Gare du Nord, les trains des deux lignes empruntant les mêmes voies, le cadencement optimisé au nord de la ligne conduit à avoir des temps de stationnement en Gare du Nord de l'ordre de deux minutes pour certains trains. D'après le STIF, ceci doit permettre d'accroître la robustesse de la nouvelle grille horaire. De plus, les horaires de la ligne D ont été modifiés, comme sur la ligne B, afin que les « rendez-vous » aux entrées du tunnel soient mieux respectés. Cela doit permettre de fluidifier le trafic dans cette zone, et de passer à 32 trains (20 pour la ligne B et 12 pour la ligne D) par heure (en heures de pointe) et par sens dans le tunnel.
Au 'sud de Paris', la desserte se base sur la mise en service du pôle intermodal de Créteil-Pompadour conjuguée à la fermeture de la gare de Villeneuve-Prairie et l'amélioration de la performance des infrastructures entre Châtelet - Les Halles et Villeneuve-Saint-Georges pour renforcer la desserte du Val-de-Marne.
Les trains effectuent un arrêt supplémentaire en heures de pointe le matin et le soir sur chacune des missions, à l'exception des trains omnibus de et vers Corbeil par la vallée. La desserte de Maisons-Alfort est passée de deux à trois trains par quart d'heure en pointe (douze trains par heure), celle de Villeneuve-Saint-Georges de trois à quatre trains par quart d'heure (seize trains par heure) et la nouvelle gare Créteil-Pompadour est desservie par deux trains par quart d'heure (huit trains par heure) en heures de pointe.
Concrètement, tous les trains semi-directs marquent dorénavant un arrêt supplémentaire :
- Les trains origine/destination Melun en provenance du nord de la ligne, via Combs-la-Ville, hors directs Montgeron, s'arrêtent également en gare de Créteil-Pompadour ;
- Les trains origine/destination Melun en provenance de Paris-Gare-de-Lyon, via Combs-la-Ville, directs Montgeron, s'arrêtent également à Villeneuve-Saint-Georges ;
- Les trains origine/destination Malesherbes s'arrêtent également à Maisons-Alfort - Alfortville[44].

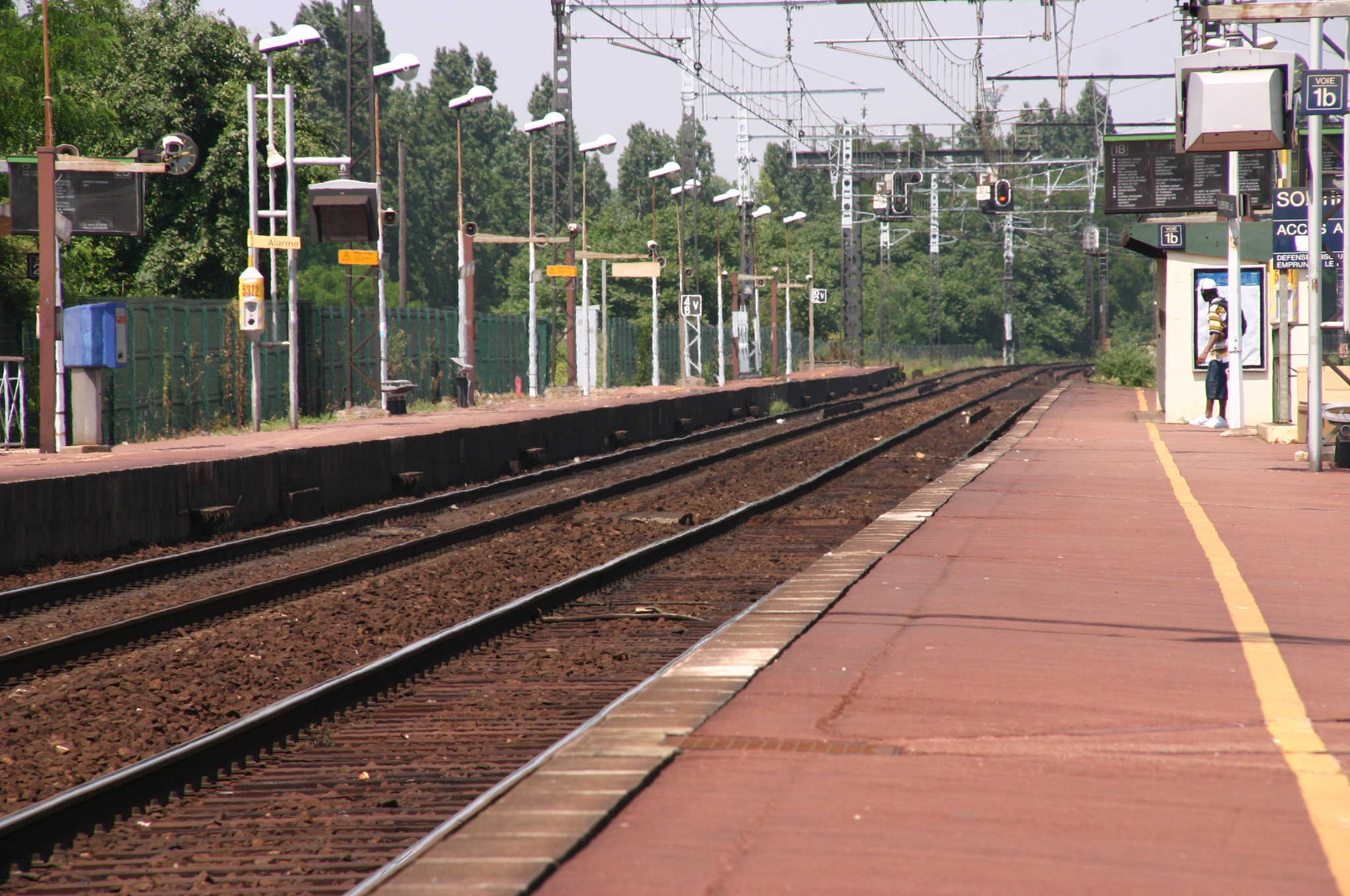
L'ancienne gare de Villeneuve-Prairie, en juin 2007.

Les trains omnibus ne marquent pas d'arrêt supplémentaire, la gare de Villeneuve-Prairie étant remplacée par celle de Créteil-Pompadour.
En conséquence, les temps de parcours des trains qui étaient avant décembre 2013 directs ou semi-directs entre Paris et Villeneuve-Saint-Georges ont été allongés en moyenne de sept minutes, pour, d'après le STIF, tenir compte de la hausse régulière de la fréquentation de la ligne, aujourd'hui à l'origine de l'allongement du temps d'arrêt des trains prévu en gare.
La SNCF a augmenté de dix secondes les temps de stationnement dans certaines gares à forts flux de voyageurs : Gare de Lyon, Maisons-Alfort - Alfortville, Le Vert de Maisons, Villeneuve-Saint-Georges, Évry-Courcouronnes Centre, Garges - Sarcelles, Montgeron - Crosne et Yerres.
En terme d'information voyageurs, la mise en place du nouveau service a entraîné la modification des « codes missions ». Les dessertes évoluant, les noms des trains ont été également être modifiés afin de correspondre aux nouvelles dessertes assurées. Ainsi, les BUPE, ZUPE, ZACO, VUPE, LOVA, SOVA, DICA, ZICO… sont venus remplacer les BIPE, ZIPE, ZUCO, MIPE, LUCA, SUCA, DECA, ZECO….

##### Nouveautés complémentaires
Le Syndicat des transports d'Île-de-France (STIF) a également décidé la mise en œuvre de renforts ciblés.
En semaine, un train supplémentaire circule entre Melun et Paris afin de prolonger l'heure de pointe du matin d'un quart d'heure. Dans l'autre sens, le soir, un train supplémentaire circule entre Paris et Melun afin de prolonger la desserte au quart d'heure jusqu'à 21 h 5, contre 20 h 38 jusqu'alors. De plus, les sept navettes encore limitées au parcours Juvisy → Corbeil, durant la pointe de soirée, ont été prolongées jusqu'à Melun,.
Le week-end, entre Paris et Melun le dimanche, la desserte en deuxième partie de journée est passée d'un train toutes les demi-heures à un train tous les quarts d'heure,.

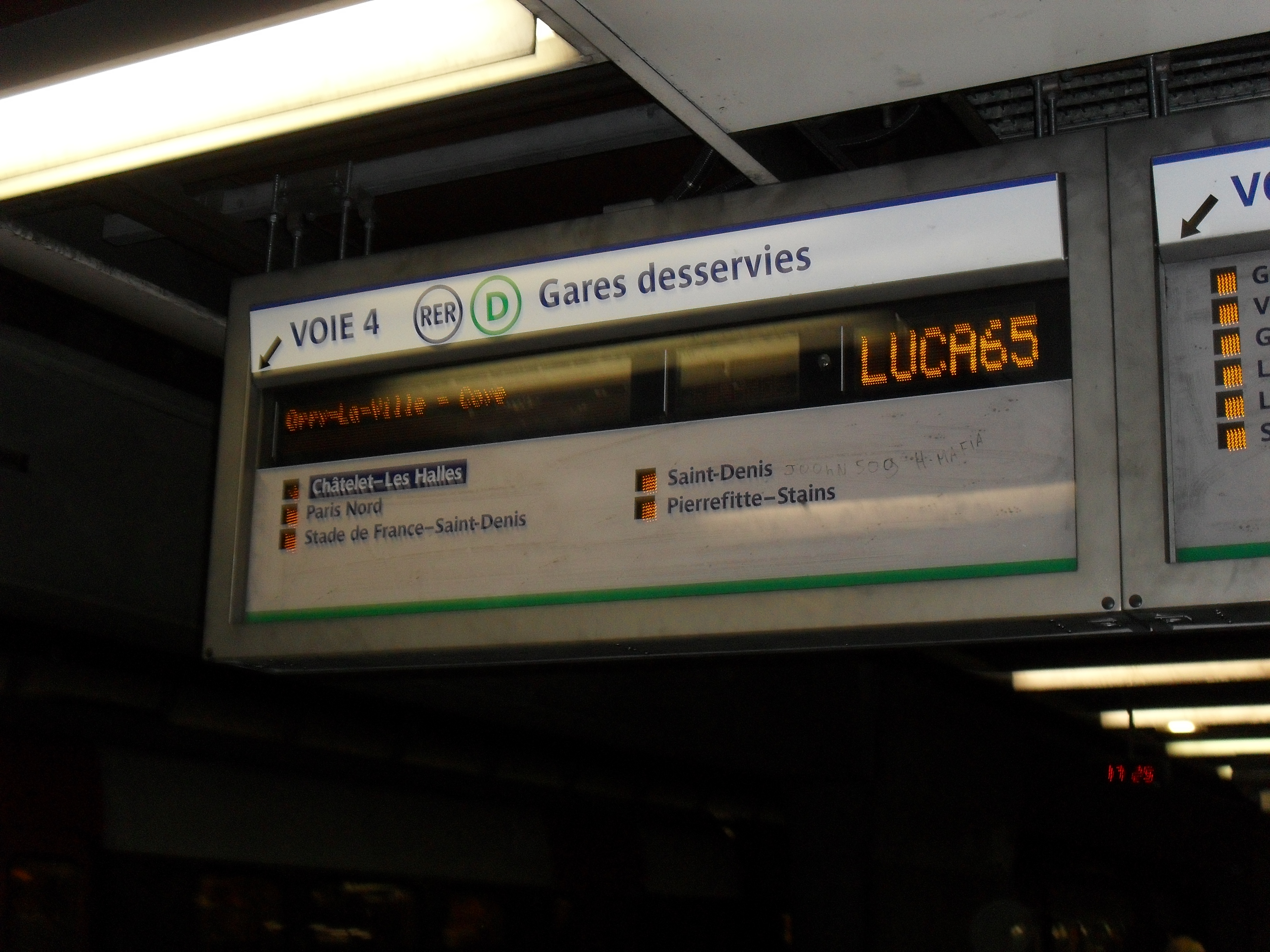
Un écran d'information voyageurs RATP en gare de Châtelet - Les Halles (gare RATP), en mai 2011.

De plus, l'information voyageurs en gare de Châtelet - Les Halles, sur les voies de la ligne D, est en train (décembre 2013) d'être améliorée pour faciliter la mise à jour des écrans et des annonces. Actuellement réalisée par la RATP, elle le sera par la SNCF. Depuis octobre 2013, les annonces sont réalisées par un agent de la ligne D situé à Paris-Gare-de-Lyon. Les écrans d'information RATP seront retirés en fin d'année 2013, et remplacés par des écrans Infogare.

##### Effets attendus sur la fréquentation
À l'horizon 2014, l'accroissement de trafic en lien avec le développement urbain du secteur d'étude et l'évolution du réseau de transport, hors RER D, est estimé à environ 6 % et l'augmentation du nombre d'usagers engendré par cette première étape de la modernisation du RER D est également de 6 %, sur la base des comptages effectués en 2008. D'après le STIF, le renforcement de la desserte sur la branche Nord entre Châtelet et Villiers-le-Bel permettrait une augmentation importante du nombre de montants sur cette branche (3 700 usagers sur une dizaine de gares). De même, l'augmentation du nombre d’arrêts et l'amélioration des fréquences dans les gares situées entre Gare de Lyon et Villeneuve-Saint-Georges devraient également permettre d'importants gains de voyageurs (1 300 usagers sur 4 gares).

##### Critiques exprimées

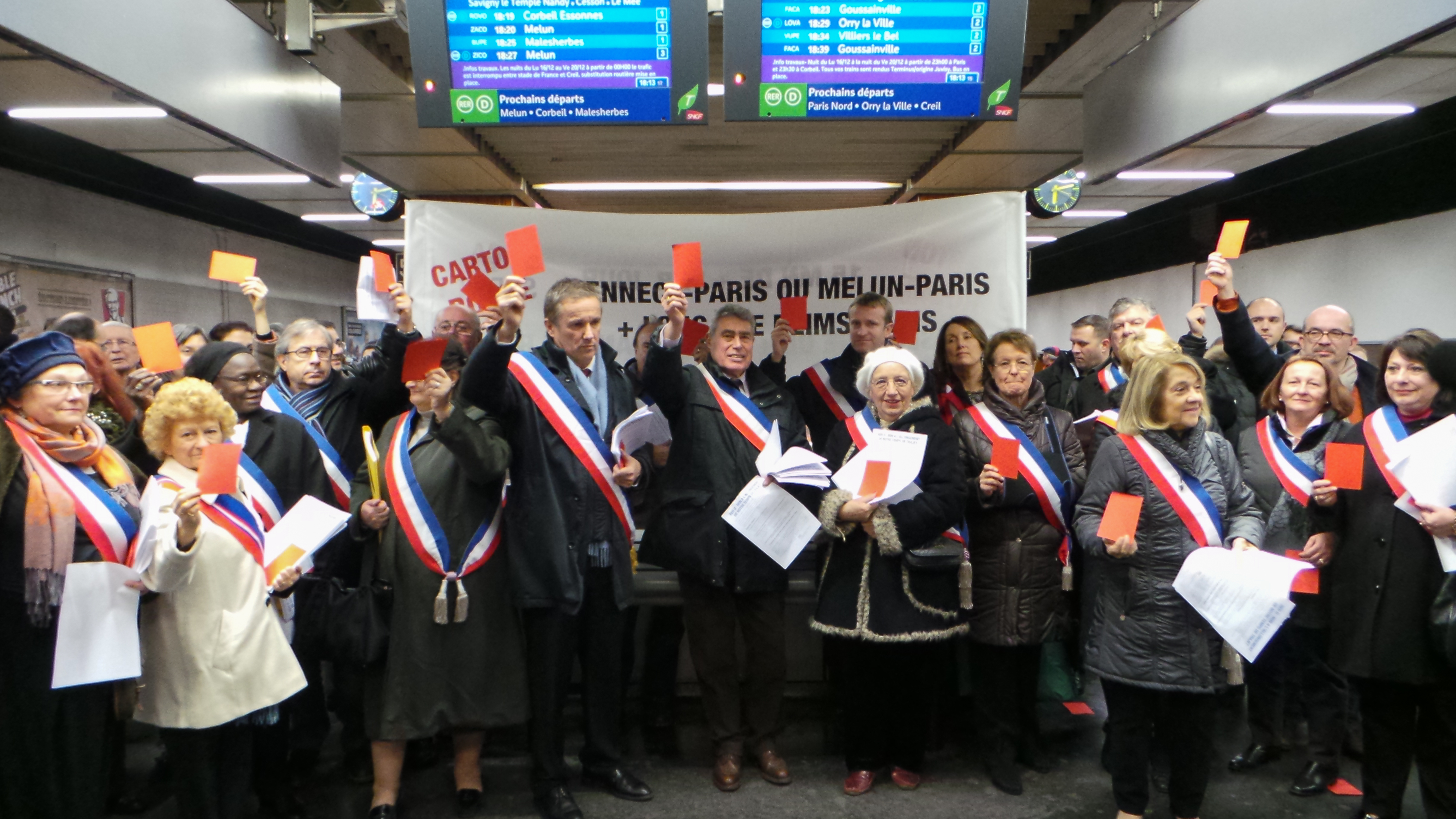
Manifestation d'élus de l'Essonne et de Seine-et-Marne, dans la gare souterraine de Paris-Gare-de-Lyon le 17 décembre 2013.

L'association des usagers du RER D (SADUR) s'oppose à ce schéma de principe, car, selon elle, il consiste à rendre tous les trains omnibus ce qui entraine un rallongement des temps de parcours d'environ cinq minutes par trajet en moyenne pour les dessertes actuellement semi-directes (missions Malesherbes et Melun) et juge les investissements largement insuffisants et inadaptés en regard des besoins réels de la ligne.
L'association et bon nombre d'usagers demandaient même le rétablissement de dessertes semi-directes au nord de la ligne, comme ce fut le cas auparavant sur les missions Orry-la-Ville et Creil, permettant un gain de temps de 5 à 10 min. Cette demande n'a pas été prise en compte par le STIF, car non prévue dans le schéma directeur de la ligne.
De nombreux élus des départements de la grande couronne ont également manifesté leur désapprobation,. Toutefois le 4 octobre 2010, le STIF annonce le lancement des premiers travaux d'infrastructure en vue de la réorganisation de la desserte prévue à partir de 2014,.

##### Autres faits de la période 2014-2018
Le 1er juillet 2017, le RER D est mis en correspondance en gare de Pierrefitte - Stains avec la nouvelle ligne T11.
Après une interruption du trafic les 18 et 19 mars 2017, les deux postes d'aiguillage électromécaniques de la Gare de Lyon sont remplacés par un poste d'aiguillage informatique télécommandé par une « tour de contrôle ferroviaire » située à Vigneux-sur-Seine, représentant un investissement de 200 millions d'euros.

### Service annuel 2019
Le 13 décembre 2017, Île-de-France Mobilités (ex-STIF) adopte un plan prévoyant l'exploitation séparée dès le 9 décembre 2018 des branches « Malesherbes » (de Corbeil-Essonnes à Malesherbes), « Vallée » (de Juvisy à Corbeil-Essonnes, via Ris-Orangis) et « Littoral » (de Corbeil-Essonnes à Melun), au sud de la ligne qui doivent être équipées courant 2019 de matériels neufs Z 57000. Ces branches relativement peu fréquentées avec 9 000 voyageurs par jour étaient aussi les moins ponctuelles. Les deux tiers de ses voyageurs à destination de Corbeil et Juvisy disposeront toujours d'une liaison directe (avec une fréquence doublée entre ces deux gares de la branche du « Plateau ») alors que le dernier tiers devra effectuer une correspondance à l'une de ces gares. Cette simplification de la ligne qui doit aussi « décroiser » le nœud de Corbeil-Essonnes doit permettre une réduction de 25 % des retards pour les 610 000 usagers quotidiens du RER D, qui doit également être soulagée sur la branche Melun par l'ajout de trois trains directs entre 7 h et 8 h en direction de Paris,.
Pour le directeur du RER D Grégoire Forgeot d'Arc, la ligne D souffre de retards dans les investissements, mais « elle est complexe. Elle fait 200 km, de l'Oise au Loiret à travers l'Île-de-France et comprend cinq bifurcations ». De ce fait, 18 % des trains sont en retard et 10 % sont supprimés sur la branche Malesherbes. Prévu le 9 décembre 2018, le service annuel 2019 prévoit de réduire ainsi d'un tiers les retards du RER D et atteindre 90 % de ponctualité. La petite minorité d'usagers des sections débranchées regrette de devoir effectuer une correspondance pour rejoindre Paris, quelques maires du sud de la ligne intentant même des recours juridiques pour tenter de bloquer l'application de ces horaires.
Les nouveaux horaires sont appliqués en décembre 2018.
Selon le premier bilan en mai 2019, on remarque, selon la SNCF, une hausse forte de la régularité sur l'ensemble de la ligne et une hausse de la satisfaction des voyageurs sur l'ensemble de la ligne. Cependant, le SA 2019 reste fortement critiqué par des associations comme « SADUR » ou « RER D Val de Seine » ou des élus locaux qui demandent le rétablissement des trains directs vers Paris. L'association « RER D Val de Seine » fait état d'un sondage à l'opposé de celui de la SNCF où la majorité des voyageurs des branches débranchées pensent que le SA 2019 a dégradé leurs conditions de transport,,.

## Infrastructure

### Ligne

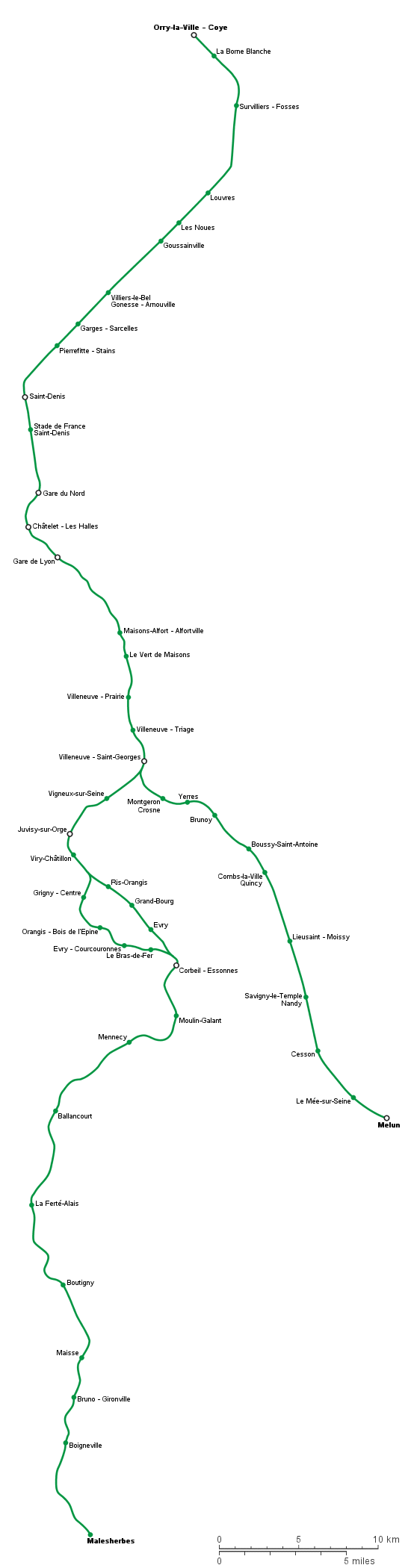
Géographie de la ligne. Les sections d'Orry à Creil et de Corbeil à Melun ne sont pas représentées.

Logo du RER D pour Île-de-France Mobilités.

Au nord, la ligne D emprunte les voies de desserte locale de la ligne de Paris-Nord à Lille, ouverte en 1846, et dont la section de Saint-Denis à Creil est ouverte en 1859.
Au sud, elle emprunte les voies des lignes suivantes :
- Ligne de Paris-Lyon à Marseille-Saint-Charles, ouverte de 1847 à 1855, vers Melun par Combs-la-Ville ;
- Ligne de Villeneuve-Saint-Georges à Montargis, ouverte de 1840 à 1867, vers Corbeil-Essonnes et Malesherbes ;
- Ligne de Grigny à Corbeil-Essonnes, ouverte en 1974 et 1975, vers Corbeil par Évry-Courcouronnes ;
- Ligne de Corbeil-Essonnes à Montereau, ouverte en 1897, pour les services continuant de Corbeil vers Melun.

Les tronçons nord et sud sont reliés par le tunnel de Châtelet - Les Halles à Gare du Nord, ouvert en 1981, puis en 1995 par le tunnel de Châtelet - Les Halles à Gare de Lyon.
- Vidéo en cabine de Gare de Lyon à Maisons-Alfort - Alfortville, en mai 2008.
- Vidéo en cabine de Viry-Châtillon à Grigny-Centre, en mai 2008.

### Tensions d'alimentation
La ligne est découpée en deux parties pour l'alimentation électrique, situation qui découle de l'histoire de l'électrification du réseau ferroviaire national.
Le nord de la ligne comme tout le réseau Nord, de banlieue et grandes lignes, est électrifié en 25 000 volts monophasé ; la Gare du Nord souterraine est alimentée dans les deux tensions. Les voies nord/sud des RER B et D sont électrifiées en 1 500 volts continu et les voies sud/nord des RER B et D sont électrifiées en 25 000 volts monophasé.
Le tunnel de Châtelet - Les Halles à Gare du Nord, commun avec le RER B et appartenant à la RATP, est électrifié en 1 500 volts continu, avec section de séparation et obligation de baisser les pantographes. Le courant RATP est mieux « lissé » que celui du réseau national géré par la SNCF, ceci afin d'utiliser le freinage en récupération. Le sud de la ligne, et comme tout le réseau Sud-Est, est sous la tension de 1 500 volts continu.
La présence de deux tensions différentes impose l'utilisation de matériel roulant dit bicourant, apte aux deux systèmes d'électrification, tout comme sur les autres lignes du RER, à l'exception de la ligne E électrifiée entièrement en 25 kV.

### Tracé du tronçon central
Le tronçon central entre la gare du Nord et la gare de Lyon est présenté dans le schéma ci-contre.

### Vitesses limites
La vitesse maximale est de 140 km/h sur les portions où cela est possible pour les Z 20500 et de 120 km/h pour les Z 5300, limite de ces rames. Ces sections autorisées à 140 km/h vont de Creil à Villiers-le-Bel - Gonesse et de Combs-la-Ville à Melun. Sur les autres sections, la vitesse dépend du tracé, des tunnels, gares… et s'échelonne de 30 (exemple : voie 1C à Melun en direction de Corbeil) à 130 km/h (exemple : voie 1bis entre Montgeron - Crosne et Combs-la-Ville - Quincy) en surface et de 30 (exemple : voies 1 et 3 à Paris-Lyon Banlieue vers Châtelet) à 90 km/h (une courte portion entre Châtelet et Paris-Nord) dans la section centrale en tunnel.

## Liste des gares
La ligne D dessert au total 59 gares, dont trois dans Paris intra-muros et cinq situées en dehors de la région Île-de-France. Elle traverse 6 des 8 départements d'Île-de-France (Val-d'Oise, Seine-Saint-Denis, Paris, Val-de-Marne, Essonne et Seine-et-Marne) ainsi que l'Oise et le Loiret.
|  |   |  |   |   |   |  |   |  | Gare                                                 | Zone | Communes                                 | Correspondances                                      |
|  | - |  | - | - | - |  | - |  | ---------------------------------------------------- | ---- | ---------------------------------------- | ---------------------------------------------------- |
|  |   |  |   |   | ■ |  |   |  | Creil                                                | *    | Creil                                    | Grandes lignes                                       |
|  |   |  |   |   | • |  |   |  | Chantilly - Gouvieux                                 | *    | Chantilly                                | TER Hauts-de-France                                  |
|  |   |  |   |   | • |  |   |  | Orry-la-Ville - Coye                                 | *    | Orry-la-Ville                            | TER Hauts-de-France                                  |
|  |   |  |   |   | • |  |   |  | La Borne Blanche                                     | *    | Orry-la-Ville                            |                                                      |
|  |   |  |   |   | • |  |   |  | Survilliers - Fosses                                 | 5    | Fosses                                   |                                                      |
|  |   |  |   |   | • |  |   |  | Louvres                                              | 5    | Louvres                                  |                                                      |
|  |   |  |   |   | • |  |   |  | Les Noues                                            | 5    | Goussainville                            |                                                      |
|  |   |  |   |   | • |  |   |  | Goussainville                                        | 5    | Goussainville                            |                                                      |
|  |   |  |   |   | • |  |   |  | Villiers-le-Bel - Gonesse - Arnouville               | 4    | Arnouville                               | 20 (TCSP Barreau de Gonesse)                         |
|  |   |  |   |   | • |  |   |  | Garges - Sarcelles                                   | 4    | Garges-lès-Gonesse, Sarcelles            | (T) · (5)                                            |
|  |   |  |   |   | • |  |   |  | Pierrefitte - Stains                                 | 4    | Pierrefitte-sur-Seine                    | (T) · (11)                                           |
|  |   |  |   |   | • |  |   |  | Saint-Denis L'Île-Saint-Denis                        | 3    | Saint-Denis                              | Transilien · Ligne H du Transilien · (T) · (1) · (8) |
|  |   |  |   |   | • |  |   |  | Stade de France - Saint-Denis                        | 2    | Saint-Denis                              | (Saint-Denis Pleyel) (Carrefour Pleyel, à distance)  |
|  |   |  |   |   | • |  |   |  | Paris-Gare du Nord                                   | 1    | Paris 10e                                | (La Chapelle, à distance) (Magenta) Grandes lignes   |
|  |   |  |   |   | • |  |   |  | Châtelet - Les Halles                                | 1    | Paris 1er                                | (Châtelet) (Les Halles)                              |
|  |   |  |   |   | • |  |   |  | Paris-Gare-de-Lyon                                   | 1    | Paris 12e                                | Grandes lignes                                       |
|  |   |  |   |   | • |  |   |  | Maisons-Alfort - Alfortville                         | 3    | Maisons-Alfort, Alfortville              |                                                      |
|  |   |  |   |   | • |  |   |  | Le Vert de Maisons                                   | 3    | Maisons-Alfort, Alfortville              |                                                      |
|  |   |  |   |   | • |  |   |  | Créteil-Pompadour Parc Interdépartemental des Sports | 3    | Créteil                                  | Tvm 393                                              |
|  |   |  |   |   | • |  |   |  | Villeneuve-Triage                                    | 4    | Villeneuve-Saint-Georges                 |                                                      |
|  |   |  |   |   | • |  |   |  | Villeneuve-Saint-Georges                             | 4    | Villeneuve-Saint-Georges                 |                                                      |
|  |   |  |   |   |   |  | • |  | Montgeron - Crosne                                   | 4    | Montgeron                                |                                                      |
|  |   |  |   |   |   |  | • |  | Yerres                                               | 4    | Yerres                                   |                                                      |
|  |   |  |   |   |   |  | • |  | Brunoy                                               | 5    | Brunoy                                   |                                                      |
|  |   |  |   |   |   |  | • |  | Boussy-Saint-Antoine                                 | 5    | Boussy-Saint-Antoine, Quincy-sous-Sénart |                                                      |
|  |   |  |   |   |   |  | • |  | Combs-la-Ville - Quincy                              | 5    | Combs-la-Ville                           |                                                      |
|  |   |  |   |   |   |  | • |  | Lieusaint - Moissy                                   | 5    | Lieusaint, Moissy-Cramayel               | Tzen 1                                               |
|  |   |  |   |   |   |  | • |  | Savigny-le-Temple - Nandy                            | 5    | Savigny-le-Temple                        |                                                      |
|  |   |  |   |   |   |  | • |  | Cesson                                               | 5    | Cesson                                   |                                                      |
|  |   |  |   |   |   |  | • |  | Le Mée                                               | 5    | Le Mée-sur-Seine                         |                                                      |
|  | • |  |   |   |   |  |   |  | Vigneux-sur-Seine                                    | 4    | Vigneux-sur-Seine                        |                                                      |
|  | • |  |   | ■ |   |  |   |  | Juvisy                                               | 4    | Juvisy-sur-Orge                          | Ouigo Train Classique                                |
|  | • |  |   | • |   |  |   |  | Viry-Châtillon                                       | 4    | Viry-Châtillon                           |                                                      |
|  |   |  |   | • |   |  |   |  | Ris-Orangis                                          | 5    | Ris-Orangis                              |                                                      |
|  |   |  |   | • |   |  |   |  | Grand Bourg                                          | 5    | Ris-Orangis                              |                                                      |
|  |   |  |   | • |   |  |   |  | Évry-Val-de-Seine                                    | 5    | Évry-Courcouronnes                       |                                                      |
|  | • |  |   |   |   |  |   |  | Grigny-Centre                                        | 5    | Grigny                                   |                                                      |
|  | • |  |   |   |   |  |   |  | Orangis - Bois de l'Épine                            | 5    | Ris-Orangis                              |                                                      |
|  | • |  |   |   |   |  |   |  | Évry-Courcouronnes                                   | 5    | Évry-Courcouronnes                       | (T) · (12)                                           |
|  | • |  |   |   |   |  |   |  | Le Bras de Fer - Évry - Génopole                     | 5    | Évry-Courcouronnes                       |                                                      |
|  | ■ |  |   | • |   |  |   |  | Corbeil-Essonnes                                     | 5    | Corbeil-Essonnes                         | Tzen 1                                               |
|  |   |  |   |   | • |  |   |  | Essonnes - Robinson                                  | 5    | Corbeil-Essonnes                         |                                                      |
|  |   |  |   |   | • |  |   |  | Villabé                                              | 5    | Villabé                                  |                                                      |
|  |   |  |   |   | • |  |   |  | Le Plessis-Chenet                                    | 5    | Le Coudray-Montceaux                     |                                                      |
|  |   |  |   |   | • |  |   |  | Le Coudray-Montceaux                                 | 5    | Le Coudray-Montceaux                     |                                                      |
|  |   |  |   |   | • |  |   |  | Saint-Fargeau                                        | 5    | Saint-Fargeau-Ponthierry                 |                                                      |
|  |   |  |   |   | • |  |   |  | Ponthierry - Pringy                                  | 5    | Saint-Fargeau-Ponthierry                 |                                                      |
|  |   |  |   |   | • |  |   |  | Boissise-le-Roi                                      | 5    | Boissise-le-Roi                          |                                                      |
|  |   |  |   |   | • |  |   |  | Vosves                                               | 5    | Dammarie-les-Lys                         |                                                      |
|  |   |  |   |   | ■ |  | ■ |  | Melun                                                | 5    | Melun                                    | TER Bourgogne-Franche-Comté                          |
|  |   |  | • |   |   |  |   |  | Moulin-Galant                                        | 5    | Corbeil-Essonnes                         |                                                      |
|  |   |  | • |   |   |  |   |  | Mennecy                                              | 5    | Mennecy                                  |                                                      |
|  |   |  | • |   |   |  |   |  | Ballancourt                                          | 5    | Ballancourt-sur-Essonne                  |                                                      |
|  |   |  | • |   |   |  |   |  | La Ferté-Alais                                       | 5    | Baulne, La Ferté-Alais                   |                                                      |
|  |   |  | • |   |   |  |   |  | Boutigny                                             | 5    | Boutigny-sur-Essonne                     |                                                      |
|  |   |  | • |   |   |  |   |  | Maisse                                               | 5    | Maisse                                   |                                                      |
|  |   |  | • |   |   |  |   |  | Buno - Gironville                                    | 5    | Buno-Bonnevaux                           |                                                      |
|  |   |  | • |   |   |  |   |  | Boigneville                                          | 5    | Boigneville                              |                                                      |
|  |   |  | ■ |   |   |  |   |  | Malesherbes                                          | *    | Le Malesherbois                          |                                                      |

* Hors zone Île-de-France.
(Les gares en gras servent de départ ou de terminus à certaines missions)

### Intermodalité
Le RER D est en correspondance avec de nombreuses lignes de transport (métro, RER, Transilien, tramway, bus, TER-TGV). Le métro (lignes 1, 2, 4, 5, 7, 11, 13 et 14) est accessible aux gares de Stade de France - Saint-Denis, Paris-Nord, Châtelet - Les Halles et Gare de Lyon. Le RER A croise la ligne aux deux dernières gares précitées, le RER B à la deuxième, le RER E à la première gare précitée et enfin le RER C à la gare de Juvisy. Concernant le tramway, les lignes 1 et 8 passent à Saint-Denis, la ligne 5 à Garges - Sarcelles, la ligne 11 à Pierrefitte - Stains, la ligne 12 à Évry-Courcouronnes et prochainement la ligne 7 à Juvisy, après l'extension de cette dernière. Le Transilien H croise le RER D aux gares de Creil, Saint-Denis et Paris-Nord, cette dernière gare étant également le terminus de la ligne K. La ligne R passe quant à elle aux gares de Lyon et Melun. Il existe d'autres correspondances, dont le TER, situé aux gares de Creil, Chantilly - Gouvieux, Orry-la-Ville - Coye et Melun, et le TGV aux gares parisiennes, Juvisy et Villeneuve-Saint-Georges. Enfin, à Villiers-le-Bel - Gonesse - Arnouville (TCSP Barreau de Gonesse), Créteil-Pompadour (Bus 393 et Tvm), Lieusaint - Moissy et Essonnes - Robinson (Tzen 1), des correspondances sont possibles avec les Bus à Haut Niveau de Service (BHNS).
Au nord, la section entre Survilliers - Fosses et Creil est située en dehors du périmètre où s'applique la tarification des transports en commun d'Île-de-France. La halte de La Borne Blanche ainsi que la gare d'Orry-la-Ville - Coye, terminus de la plupart des trains de la branche nord, se trouvent déjà dans le département de l'Oise. Au-delà, peu de trains de la ligne continuent vers la gare de Chantilly - Gouvieux et le nœud ferroviaire de Creil, la desserte de ces gares étant principalement assurée par des TER Picardie sauf pendant les heures creuses. La correspondance entre RER et TER est possible en gare d'Orry-la-Ville - Coye. Au sud, là aussi, le tronçon de Boigneville à Malesherbes quitte l'Île-de-France pour faire une courte incursion dans le Loiret.

## Exploitation

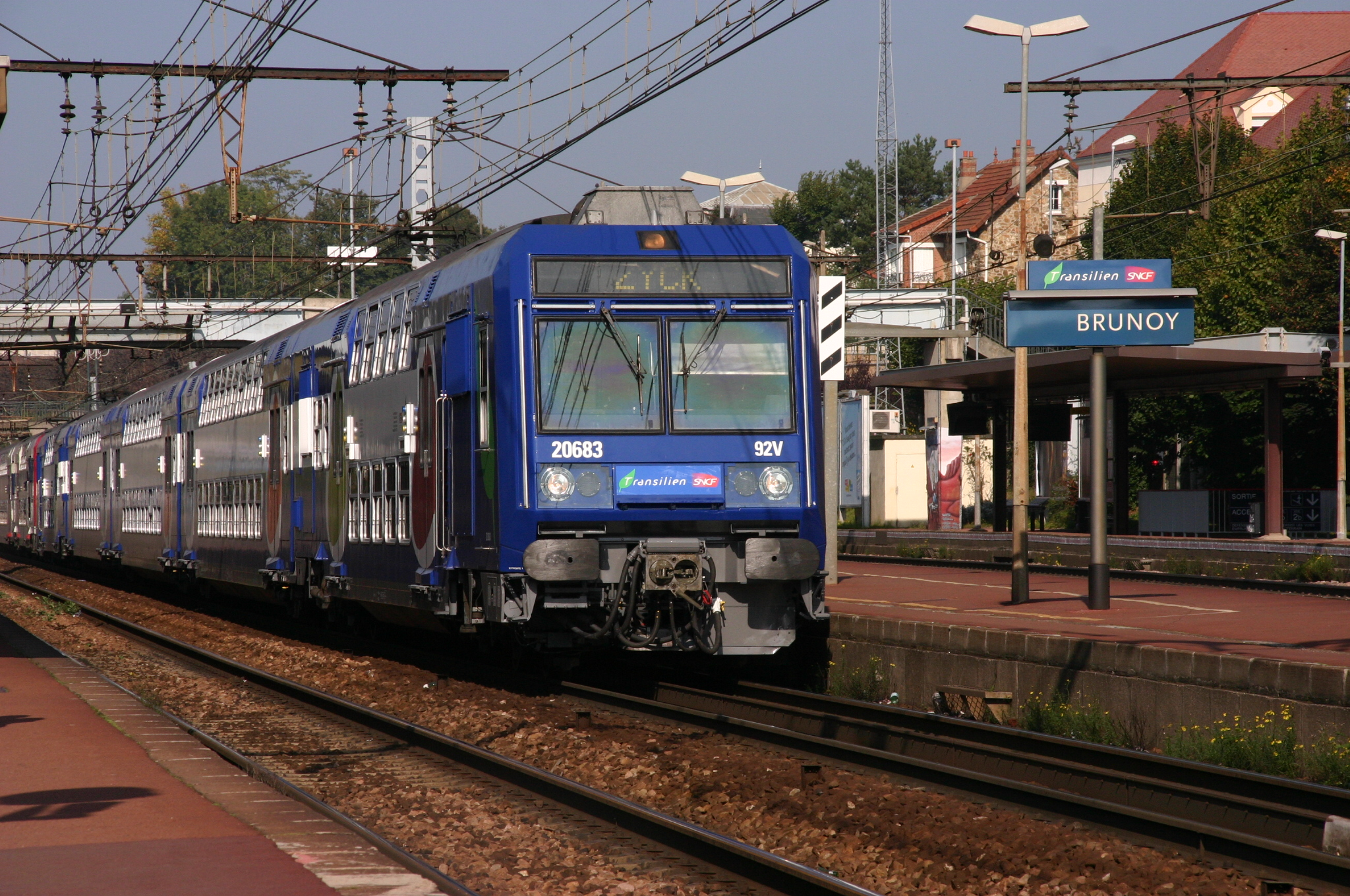
Deux rames Z 20500 accouplées, en gare de Brunoy, en octobre 2007.

La ligne D est une ligne exploitée par la SNCF sauf entre Gare du Nord et Châtelet - Les Halles, tronçon appartenant à la RATP qui est également utilisé par les trains du RER B. Elle fonctionne de 5 h 00 à 1 h 00 du matin, à l'aide d'un parc de matériel roulant majoritairement composé de rames Z 20500 complétées par des rames Z 57000, cantonnées aux dessertes sud-parisiennes.
Exceptionnellement, le service peut devenir continu, c'est-à-dire effectué 24 h/24, à l'occasion d'événements importants comme la Fête de la musique et la nuit du Nouvel An. À cette occasion, le service spécial nocturne est uniquement assuré, à raison d'un départ par heure de Gare de Lyon pour Goussainville, de Gare de Lyon pour Creil, de Stade de France - Saint-Denis pour Melun via Combs-la-Ville - Quincy, et de Stade de France - Saint-Denis pour Corbeil-Essonnes via Évry-Courcouronnes Centre. Tous les trains du service desservent alors toutes les gares du parcours.

### Interconnexion Nord/Sud-Est

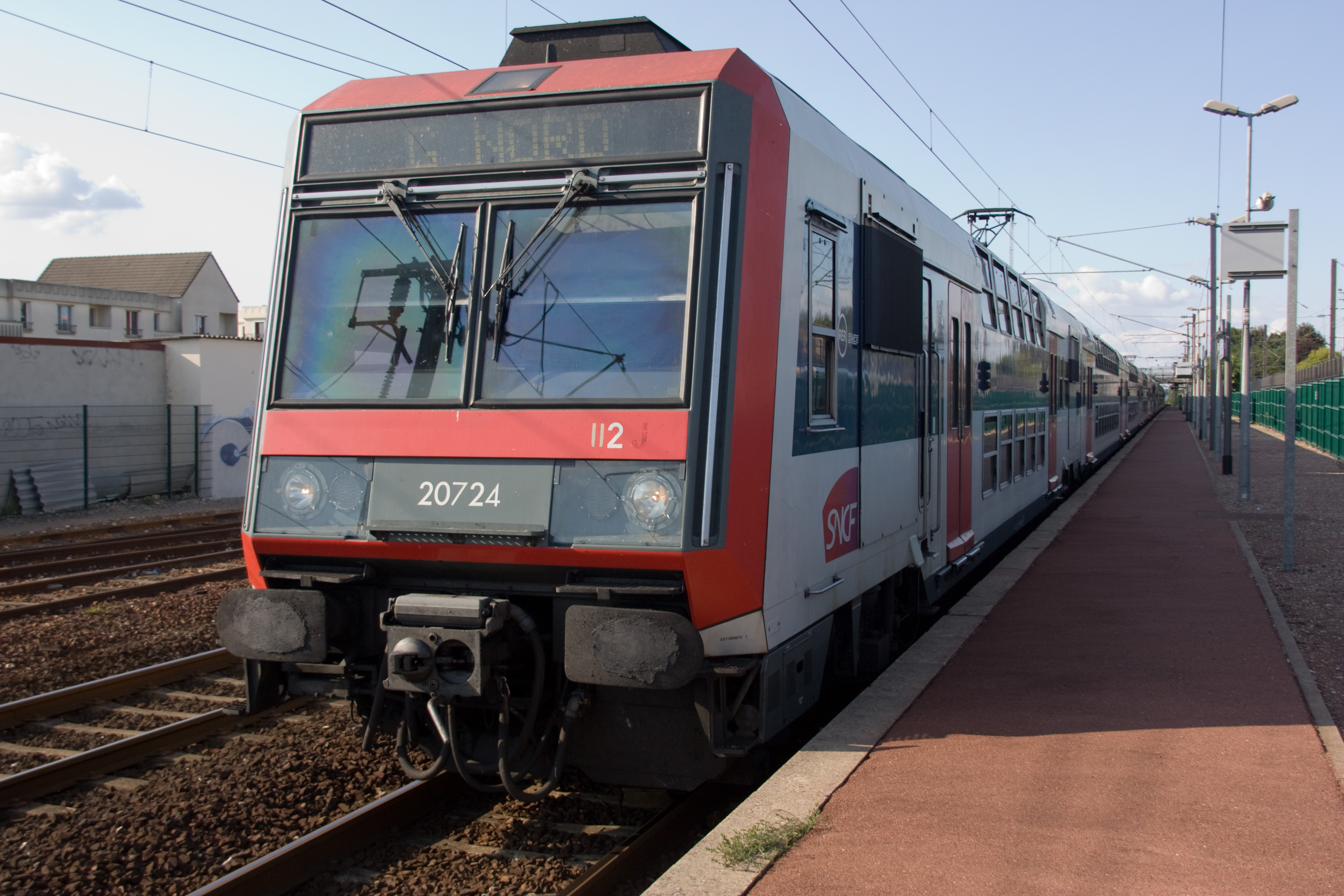
Deux rames Z 20500 accouplées, en gare de Survilliers - Fosses et ayant pour terminus prématuré Gare du Nord, en raison de travaux à Châtelet - Les Halles, en août 2008.

La ligne D du RER est uniquement exploitée avec la SNCF. La partie de la ligne située au nord de Gare du Nord est électrifiée en 25 000 volts courant alternatif et la partie située au sud est alimentée en 1 500 volts continu, mieux « lissée » en zone RATP (tronçon en tunnel de Gare du Nord à Châtelet - Les Halles) qu'en zone SNCF (au sud de Châtelet - Les Halles). La présence de ces deux tensions a obligé la SNCF à faire construire du matériel roulant bi-tension, le Z 20500, afin de permettre la mise en service de l'interconnexion Nord/Sud-Est en septembre 1995.
De plus, la ligne D traverse deux régions SNCF que sont Paris-Nord (de Paris-Nord à Creil) et Paris-Sud-Est (de Paris-Gare-de-Lyon à Corbeil, Malesherbes et Melun). De ce fait, les conducteurs de la ligne dépendent soit de la région Paris-Nord, soit de la région Paris-Sud-Est, ce qui donne la possibilité à la SNCF de suspendre l'interconnexion Nord/Sud-Est, par exemple, à la suite d'un important incident d'exploitation ou à l'occasion d'un mouvement social assez suivi. En effet, les conducteurs de la région Paris-Nord conduisent alors les trains du nord de la ligne, et ceux de la région Paris-Sud-Est, les trains du sud de la ligne.
Lors d'une rupture de l'interconnexion Nord/Sud-Est, aucun train ne circule entre Gare de Lyon et Châtelet - Les Halles :
- les trains pour le nord de la ligne ont pour origine/terminus Châtelet - Les Halles. Néanmoins, en cas de travaux à Châtelet - Les Halles ou à Gare du Nord, les trains sont limités à Gare du Nord (sur les voies de surface) ;
- les trains pour le sud de la ligne ont pour origine/terminus Gare de Lyon. En règle générale, les trains de la branche Melun via Combs-la-Ville partent des voies 1 et 3, ceux de la branche Corbeil, des voies 2 et 4 ;
- en cas de mouvements sociaux, des navettes ferroviaires peuvent être mises en place entre Juvisy et Melun via Ris-Orangis et entre Corbeil-Essonnes et Malesherbes imposant un changement respectivement à Juvisy et à Corbeil-Essonnes pour les usagers désirant se diriger vers Paris[118].

### Noms des missions

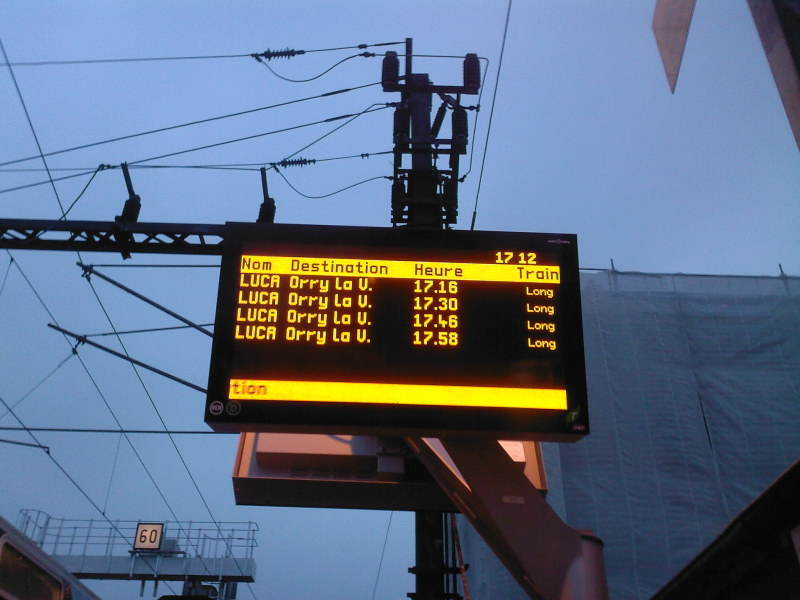
Écran d'Infogare en gare de Goussainville, en 2010.

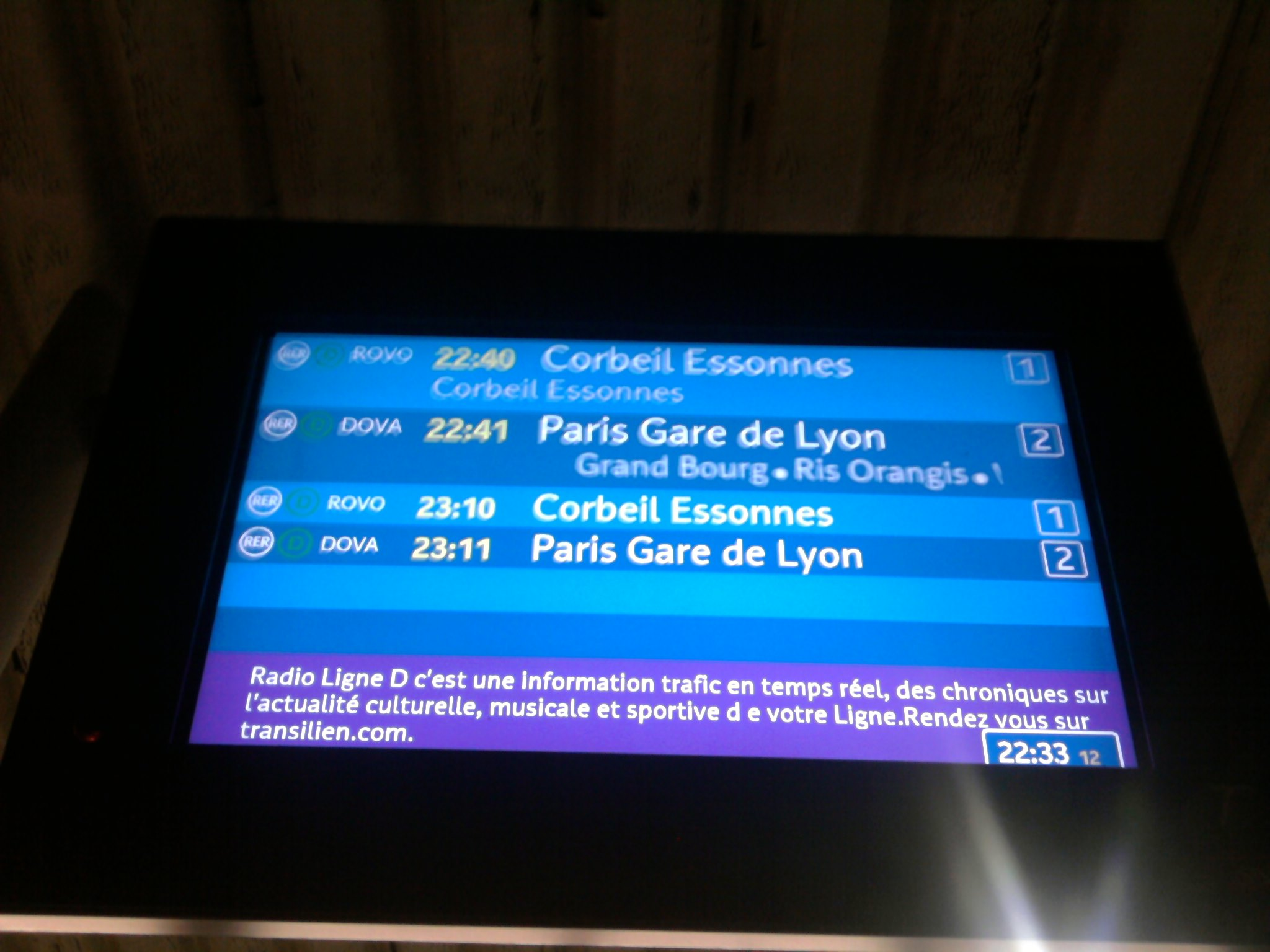
Écran LCD Infogare en gare d'Évry-Val-de-Seine.

Les codes missions de la ligne D du RER sont composés de quatre lettres. Depuis le 14 décembre 2008, chaque lettre a une signification bien particulière, entraînant une refonte complète de l'ancien système. À l'occasion de l'ouverture de la gare de Créteil-Pompadour et de l'évolution des dessertes au sud de Paris, le système a été réactualisé le 9 décembre 2018 avec autres modifications survenues lors du service annuel 2019.
La première lettre renseigne sur la destination finale du train :
| Lettre | Gare                                   |
| ------ | -------------------------------------- |
| B      | Malesherbes                            |
| D      | Gare de Lyon (gare souterraine)        |
| F      | Goussainville                          |
| J      | Juvisy                                 |
| L      | Orry-la-Ville - Coye                   |
| P      | Gare de Lyon (gare surface)            |
| R      | Corbeil-Essonnes                       |
| S      | Creil                                  |
| U      | Stade de France - Saint-Denis          |
| V      | Villiers-le-Bel - Gonesse - Arnouville |
| Z      | Melun                                  |

| Lettre | Gare                            |
| ------ | ------------------------------- |
| A      | Gare du Nord (gare souterraine) |
| M      | Châtelet - Les Halles           |
| N      | Combs-la-Ville - Quincy         |
| P      | Créteil-Pompadour               |
| T      | La Ferté-Alais                  |
| W      | Gare du Nord (gare surface)     |
| X      | Villeneuve-Saint-Georges        |

La deuxième lettre renseigne sur les gares desservies entre Paris-Gare-de-Lyon et Villeneuve-Saint-Georges (c'est-à-dire les gares de Maisons-Alfort - Alfortville, Vert de Maisons, Créteil-Pompadour et Villeneuve-Triage).
- A : Ne dessert pas Le Vert de Maisons et Villeneuve-Triage ;
- E : Ne dessert pas Le Vert de Maisons ;
- I : Sans arrêt entre Paris-Gare-de-Lyon et Villeneuve-Saint-Georges ;
- O : Dessert toutes les gares entre Paris-Gare-de-Lyon et Villeneuve-Saint-Georges ;
- U : Sans arrêt entre Maisons-Alfort - Alfortville et Villeneuve-Saint-Georges.

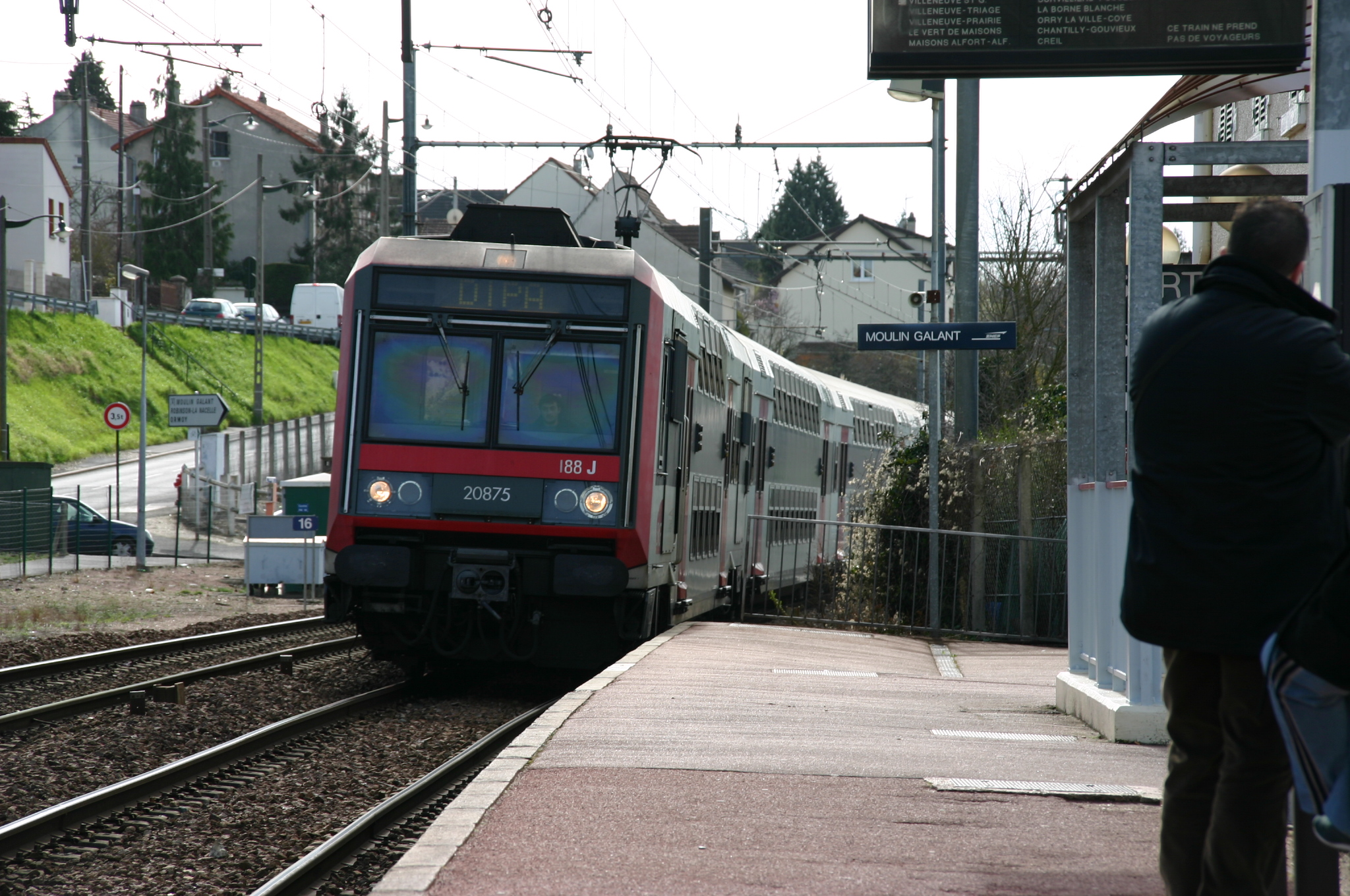
Une rame Z 20500 assurant la mission DIPA en gare de Moulin-Galant, en mars 2007.

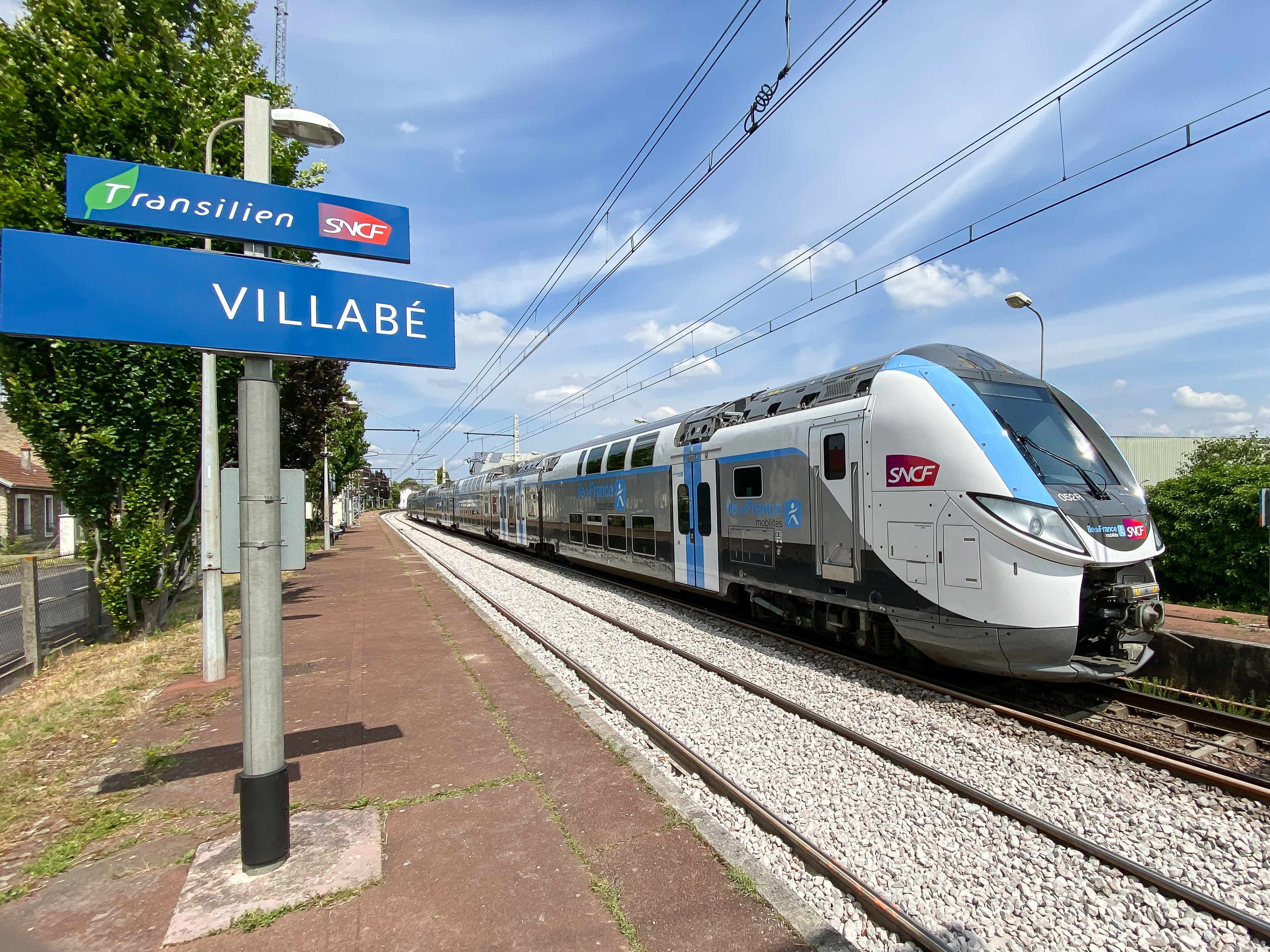
Un Z 57000 en gare de Villabé, en provenance de Corbeil-Essonnes et à destination de Melun.

La troisième lettre renseigne sur la branche parcourue sur le sud de la ligne. La ligne D du RER possède plusieurs branches dans sa partie sud. Quatre lettres sont utilisées pour différencier les branches empruntées par les trains ou bien pour signaler la non desserte des gares des branches d'Évry-Courcouronnes Centre, de Ris-Orangis ou de Combs-la-Ville - Quincy.
- C : Tronçon reliant Paris-Gare-de-Lyon à Melun via Combs-la-Ville - Quincy (branche dite de Combs-la-Ville) ;
- L : Tronçon reliant Creil à Juvisy ;
- P : Tronçon reliant Paris-Gare-de-Lyon à Corbeil-Essonnes via Évry-Courcouronnes Centre (branche dite du Plateau) ;
- R : Tronçon sans arrêt entre Juvisy et Corbeil-Essonnes ;
- S : Tronçon reliant Corbeil-Essonnes à Melun (branche dite du Littoral) ;
- V : Tronçon reliant Juvisy à Corbeil-Essonnes, voire Malesherbes ou Melun, via Ris-Orangis (branche dite de la Vallée).

La dernière lettre renseigne sur le sens de circulation des trains et la desserte de Viry-Châtillon. En général, trois voyelles différentes (A, E ou O) peuvent prendre la place de cette dernière lettre, mais une quatrième voyelle (U) peut prendre cette place, de manière exceptionnelle et uniquement pour les trains circulant au nord de la ligne.
- A : train qui va du sud de la ligne vers le nord de la ligne et qui dessert la gare de Viry-Châtillon ;
- E : train qui ne dessert pas Viry-Châtillon, qu'il aille vers le nord ou vers le sud de la ligne ;
- O : train qui va du nord de la ligne vers le sud de la ligne et qui dessert la gare de Viry-Châtillon ;
- U : train qui ne dessert pas Stade de France - Saint-Denis, qu'il aille vers le nord ou vers le sud de la ligne (valable seulement pour les trains circulant sur le tronçon nord de la ligne).

| Destinations                           | Codes missions (missions régulières seulement) |
| -------------------------------------- | ---------------------------------------------- |
| Malesherbes                            | BIVO, BOVO                                     |
| Gare de Lyon (souterraine)             | DACA, DICA, DOCA, DOPA, DOPE, DUPA             |
| Goussainville                          | FACA, FOLA, FOPA                               |
| Juvisy                                 | JAVA, JOVA, JULO, JUVA                         |
| Orry-la-Ville - Coye                   | LOPA, LOPE                                     |
| Gare de Lyon (surface)                 | PICA, PIVA                                     |
| Corbeil-Essonnes                       | RIVO, ROPE, ROPO, ROSA, ROVO, RUPO, RUVE       |
| Creil                                  | SOLA, SOPA, SOPE                               |
| Stade de France - Saint-Denis          | UACA, UOPA, UOPE, UUPA                         |
| Villiers-le-Bel - Gonesse - Arnouville | VOPA, VOPE, VUPA                               |
| Melun                                  | ZACO, ZICO, ZOSO, ZOVO                         |

### Plan de transport de la ligne

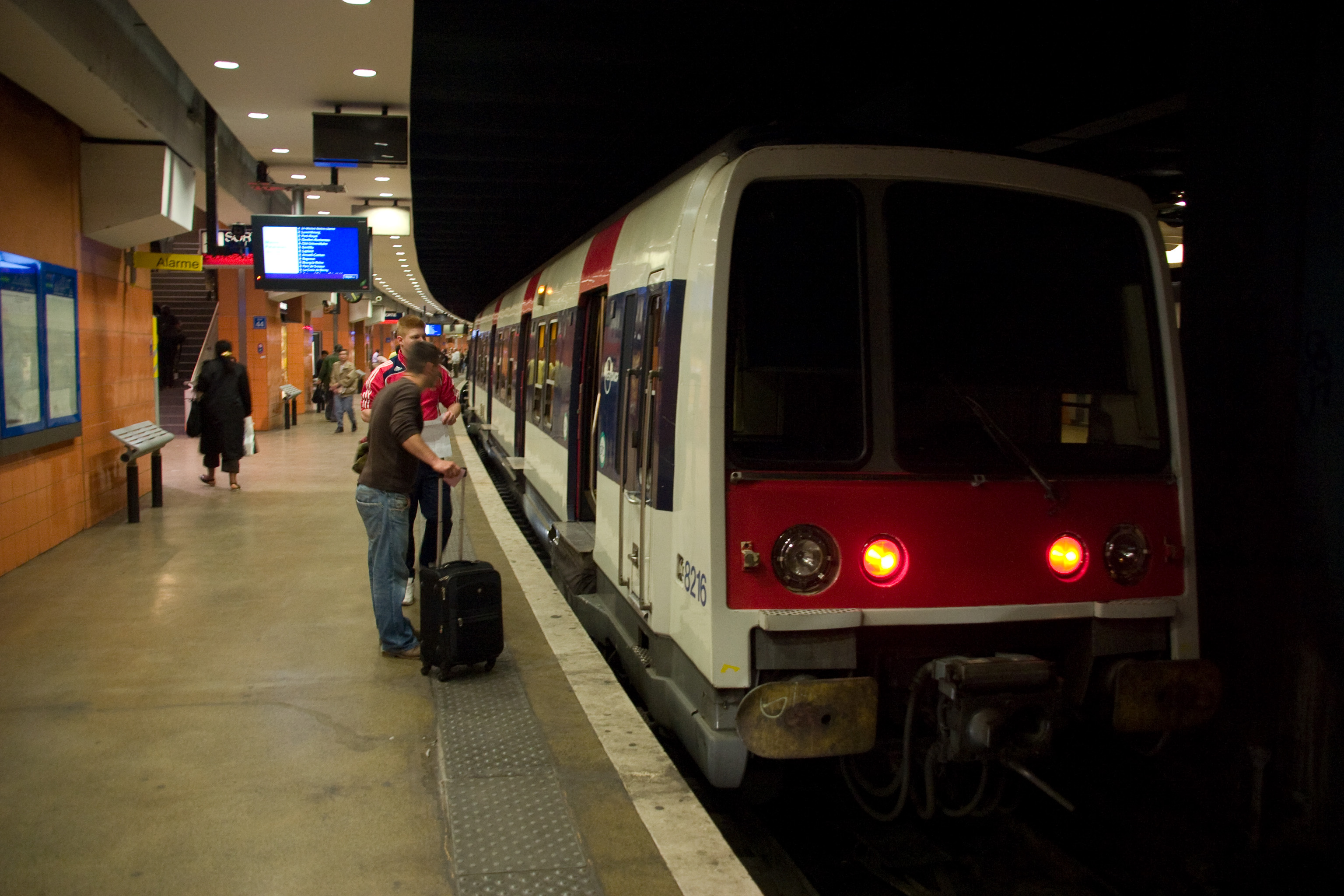
Un train du RER B en gare souterraine de Paris-Gare du Nord, en juin 2008.

La ligne partage ses voies avec le RER B dans le tunnel de Gare du Nord à Châtelet - Les Halles, qui est emprunté par 32 trains par heure et par sens (20 trains du RER B + 12 trains du RER D). De ce fait, cette section possède une des densités de circulation les plus élevées au monde pour ce type d'infrastructure. Par conséquent, le moindre désheurement sur l'une des deux lignes entraîne des retards en cascades sur les deux lignes et rend l'exploitation très délicate.
Pour fluidifier le trafic, des régulateurs de flux sont arrivés pour informer et faciliter les montées et les descentes des voyageurs. Enfin, la relève des conducteurs du RER B à Gare du Nord a été supprimée, dans le cadre de la mise en œuvre de l'interopérabilité.
Durant de nombreuses années, en cas de train en retard dans le tronçon central, la décision du centre opérationnel Transilien (COT), compte tenu de la fréquence des circulations, était généralement de supprimer ce train afin que la « batterie » de trains n'en soit pas affectée : « sacrifier un train pour maintenir les autres à l'heure ». Mais devant le mécontentement des usagers disant souffrir davantage des suppressions que des retards, la SNCF a décidé en septembre 2010 de changer son principe de gestion de la ligne en heure de pointe. En effet, depuis cette date, elle fait rouler tous les trains, même en retard et même en composition réduite, et elle ne supprime plus de circulations pour remettre à l'heure des trains en retard, afin d'offrir une capacité d'emport maximale.
En situation normale, le plan de transport de la ligne D du RER est le suivant :

#### Heures de pointe

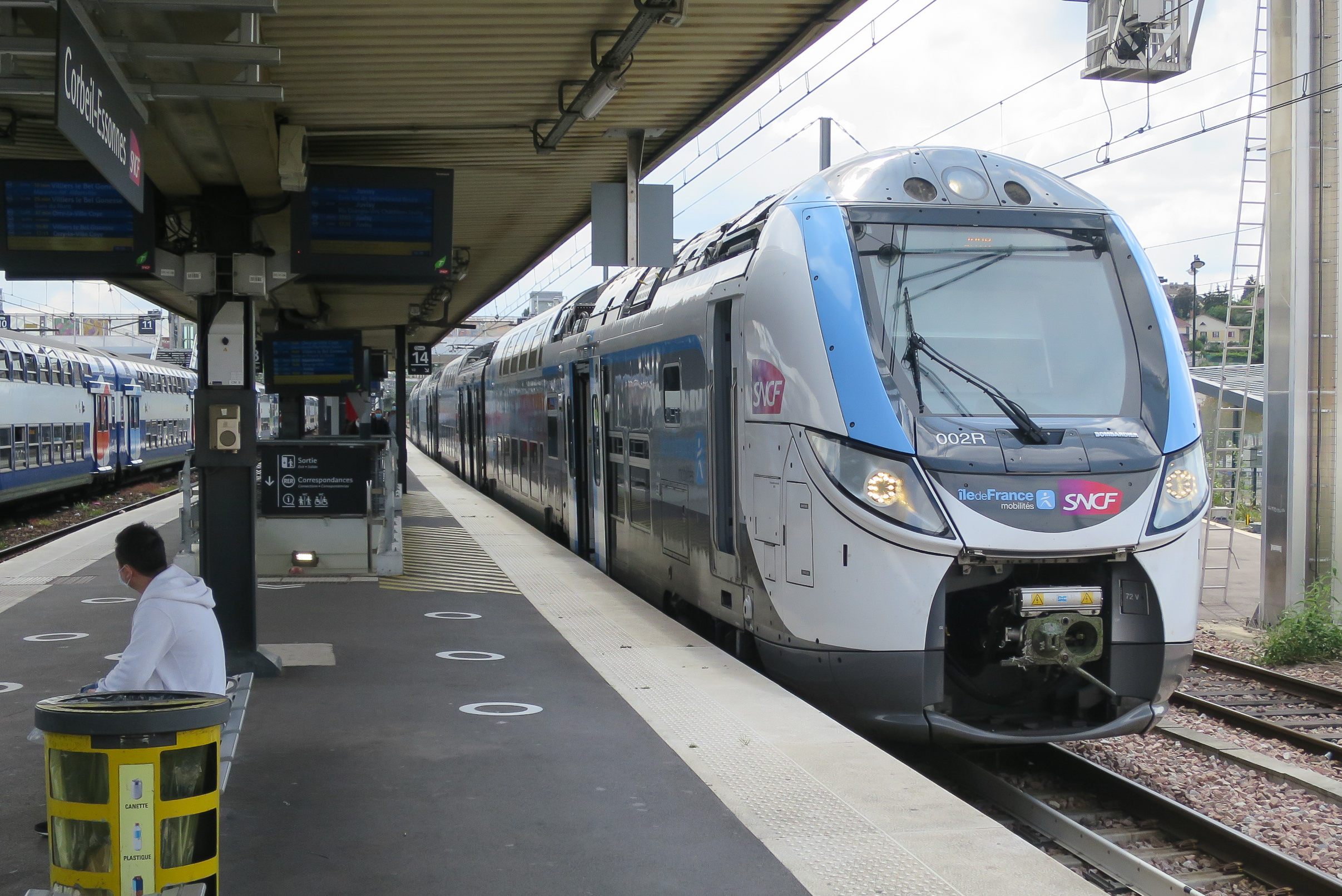
Une rame Z 57000 en gare de Corbeil-Essonnes, en juin 2020.

##### Du lundi au vendredi
Pendant les heures de pointe, la grille horaire de la ligne prévoit 16 trains par heure (un train toutes les 3 minutes vers Paris le matin et vers Villeneuve-Saint-Georges) :
- un aller-retour Orry-la-Ville – Corbeil-Essonnes via Évry-Courcouronnes Centre (« le plateau ») tous les quarts d'heure, desservant toutes les gares du parcours sauf Viry-Châtillon (codes ROPE vers Corbeil et LOPE vers Orry) ;
- un aller-retour Goussainville – Melun via Combs-la-Ville - Quincy tous les quarts d'heure, desservant toutes les gares sauf Le Vert de Maisons et Villeneuve-Triage (codes ZACO vers Melun et FACA vers Goussainville) ;
- un aller-retour Villiers-le-Bel – Corbeil-Essonnes via Évry-Courcouronnes Centre (« le plateau ») tous les quarts d'heure, desservant toutes les gares sauf entre Maisons-Alfort - Alfortville et Villeneuve-Saint-Georges (codes RUPO vers Corbeil et VUPA vers Villiers) ;
- un aller-retour Juvisy – Malesherbes via Ris-Orangis (« la vallée ») tous les quarts d'heure dans le sens de la pointe et toutes les demi-heures en contre-pointe, desservant toutes les gares du parcours (codes BOVO vers Malesherbes et JOVA vers Juvisy) ;
- un aller-retour Corbeil-Essonnes – Melun tous les quarts d'heure dans le sens de la pointe et toutes les demi-heures en contre-pointe, desservant toutes les gares du parcours (codes ZOSO vers Melun et ROSA vers Corbeil) ;
- Un retour le matin et un aller le soir de Paris-Gare-de-Lyon à Melun tous les quarts d'heure, direct Villeneuve-Saint-Georges, puis omnibus jusqu'à Melun (code ZICO vers Melun et DICA vers Paris-Gare-de-Lyon) ;
- trois allers (le matin) de Melun à Paris-Gare-de-Lyon, départs à 7 h 03, 7 h 18 et 7 h 33 desservant toutes les gares jusqu'à Lieusaint - Moissy, puis directs jusqu'à Paris-Gare-de-Lyon (codé PICA) ;
- trois allers (le matin) de Combs-la-Ville - Quincy à Paris-Gare-de-Lyon, départs à 7 h 26, 7 h 41 et 8 h 56 desservant toutes les gares jusqu'à Villeneuve-Saint-Georges, puis directs jusqu'à Paris-Gare-de-Lyon (codé DICA) ;
- dix allers dont six le matin et quatre le soir de Villiers-le-Bel - Gonesse - Arnouville à Juvisy, le matin entre 8 h 25 et 9 h 40 tous les quarts d'heure et le soir départs à 19 h 25, 19 h 55, 20 h 10 et 20 h 25 desservant toutes les gares jusqu'à Maisons-Alfort - Alfortville puis Villeneuve-Saint-Georges, Vigneux-sur-Seine et Juvisy (codé JULO) ;
- trois allers le soir de Villiers-le-Bel - Gonesse - Arnouville à Corbeil-Essonnes via Ris-Orangis (« la vallée ») départs à 19 h 10, 19 h 40 et 20 h 55 desservant toutes les gares jusqu'à Maisons-Alfort - Alfortville puis Villeneuve-Saint-Georges, Vigneux-sur-Seine, Juvisy et toutes les gares de Ris-Orangis à Corbeil-Essonnes (codés RUVE).

##### Les samedis
L'offre de transport est renforcée sur les branches Malesherbes et Melun via Corbeil aux heures correspondant à la pointe en semaine. Il y a toujours un train toutes les demi-heures entre Corbeil-Essonnes et La Ferté-Alais / Melun, le matin, en direction de Corbeil et le soir, de La Ferté-Alais et Melun.

#### Heures creuses

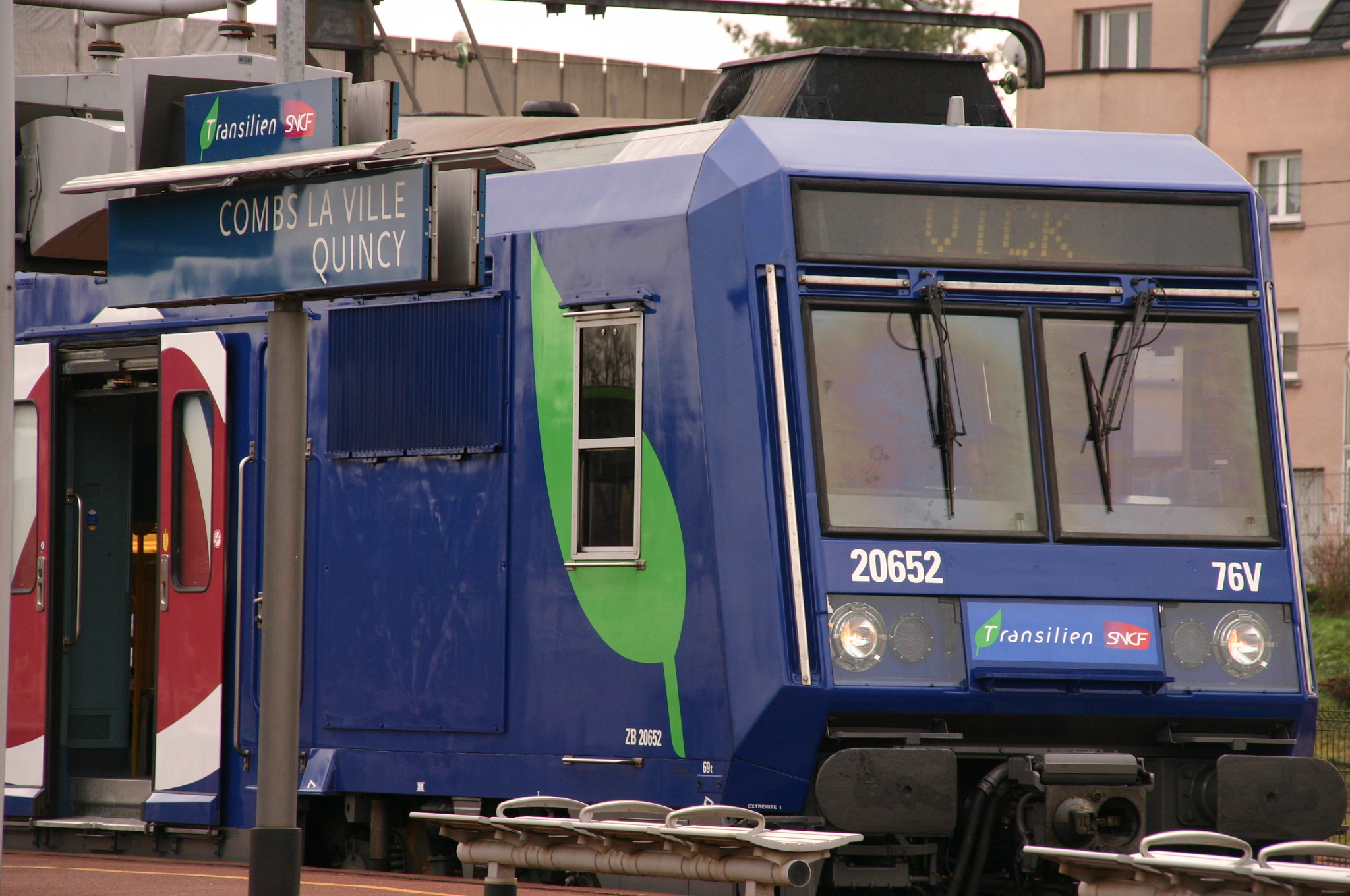
Une rame Z 20500 assurant une ancienne mission VICK, en gare de Combs-la-Ville - Quincy, en décembre 2007.

##### Du lundi au samedi
Aux heures creuses de la journée, l'offre de transport comprend :
- un aller-retour Orry-la-Ville / Creil – Corbeil-Essonnes via Évry-Courcouronnes Centre (« le plateau ») toutes les demi-heures, omnibus sur la totalité du parcours (codes ROPO vers Corbeil et LOPA vers Orry / SOPA vers Creil) ;
- un aller-retour Goussainville – Melun via Combs-la-Ville - Quincy tous les quarts d'heure, desservant toutes les gares jusqu'à Maisons-Alfort - Alfortville puis Créteil-Pompadour et toutes les gares de Villeneuve-Saint-Georges à Melun (codes ZACO vers Melun et FACA vers Goussainville) ;
- un aller-retour Villiers-le-Bel – Corbeil-Essonnes via Évry-Courcouronnes Centre (« le plateau ») toutes les demi-heures, omnibus sur la totalité du parcours (codes ROPO vers Corbeil et VOPA vers Villiers) ;
- un aller-retour Juvisy – Malesherbes via Ris-Orangis (« la vallée ») par heure, desservant toutes les gares du parcours (codes BOVO vers Malesherbes et JOVA vers Juvisy) ;
- un aller-retour Juvisy – Melun via Ris-Orangis (« la vallée ») par heure, desservant toutes les gares du parcours (codes ZOVO vers Melun et JUVA vers Juvisy).

##### Dimanches et fêtes
Avant 11 h, l'offre de transport comprend :
- un aller-retour Orry-la-Ville / Creil – Corbeil-Essonnes via Évry-Courcouronnes Centre (« le plateau ») toutes les demi-heures, omnibus sur la totalité du parcours (codes ROPO vers Corbeil et LOPA vers Orry / SOPA vers Creil) ;
- un aller-retour Goussainville – Melun via Combs-la-Ville - Quincy toutes les demi-heures, desservant toutes les gares jusqu'à Maisons-Alfort - Alfortville puis Créteil-Pompadour et toutes les gares de Villeneuve-Saint-Georges à Melun (codes ZACO vers Melun et FACA vers Goussainville) ;
- un aller-retour Juvisy – Malesherbes via Ris-Orangis (« la vallée ») toutes les heures, omnibus sur la totalité du parcours (codes BOVO vers Malesherbes et JOVA vers Juvisy) ;
- un aller-retour Juvisy – Melun via Ris-Orangis (« la vallée ») toutes les heures, omnibus sur la totalité du parcours et (codes ZOVO vers Melun et JUVA vers Juvisy).

À partir de 11 h, un aller-retour Villiers-le-Bel – Corbeil-Essonnes est ajouté toutes les demi-heures. Il dessert toutes les gares du parcours et passe par Évry-Courcouronnes Centre (« le plateau ») (codes ROPO vers Corbeil et VOPA vers Villiers).
À partir de 11 h 30, un aller-retour Goussainville – Melun supplémentaire est ajouté toutes les demi-heures (codes ZACO vers Melun et FACA vers Goussainville), portant la fréquence à un train Goussainville – Melun tous les quarts d'heure.

#### Soirée

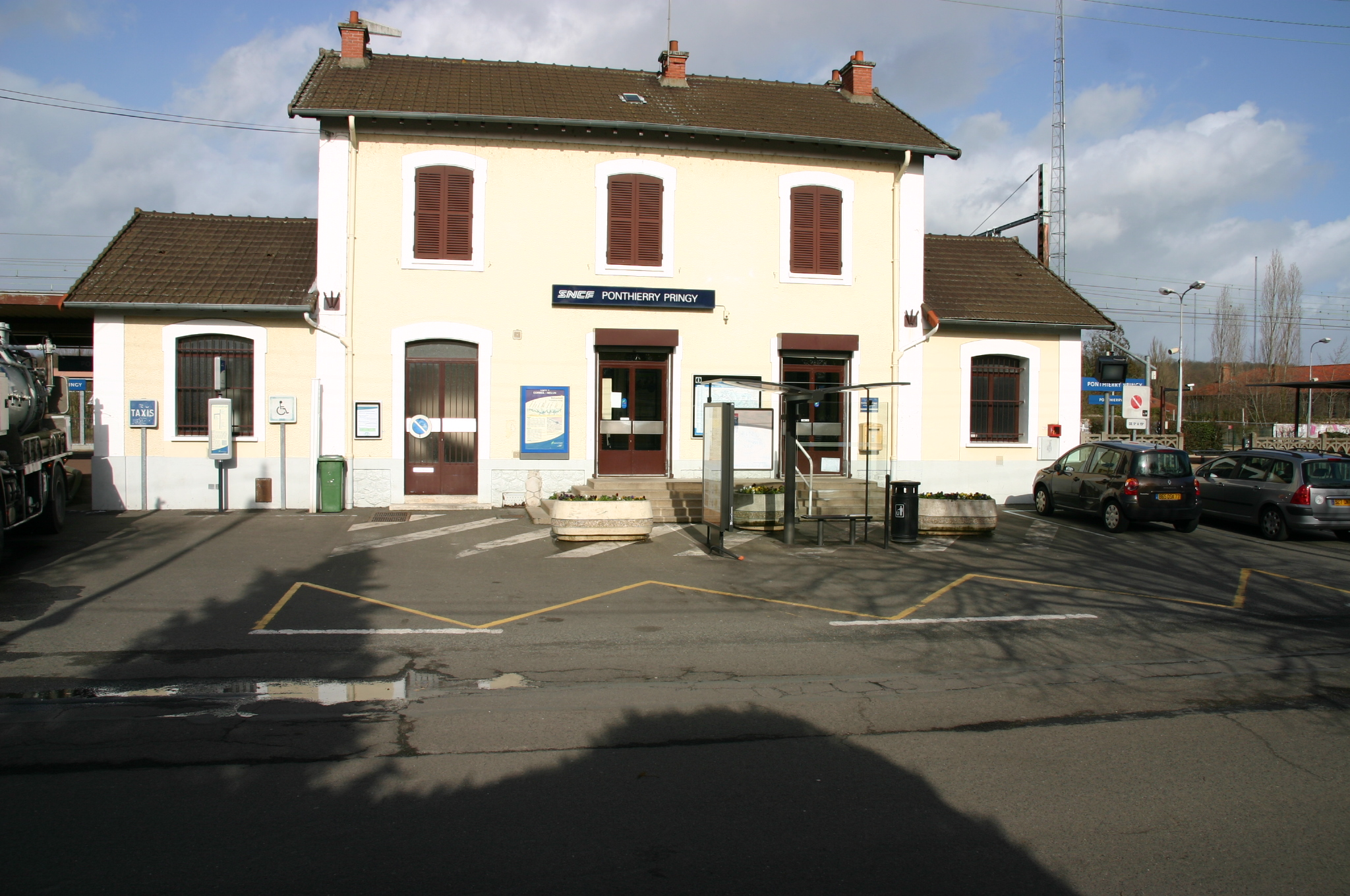
Le bâtiment voyageurs de la gare de Ponthierry - Pringy (Branche Corbeil-Essonnes – Melun), avec le poteau d'arrêt des bus de substitution situé devant la fenêtre la plus à gauche du bâtiment voyageurs, en février 2007.

Après les heures de pointe de soirée, l'offre de transport est la même sur les branches de Melun via Corbeil et Malesherbes :
- Après 21 h du lundi au samedi ou 20 h les dimanches et fêtes (heure à Corbeil), la branche Corbeil-Essonnes – Melun n'est plus desservie par les trains, un service de substitution par autocar est mis en place à travers deux lignes : la ligne 500[122] entre Corbeil, Saint-Fargeau et Melun à raison de quatre allers-retours par soir et la ligne 502[123] entre Corbeil et Le Coudray à raison de quatre allers-retours par soir ;
- Après 22 h 30 (heure à Corbeil), la branche Corbeil-Essonnes – Malesherbes n'est plus desservie par les trains, un service de substitution par autocar est mis en place uniquement entre Corbeil-Essonnes et La Ferté-Alais : la ligne 501[124] à raison de trois allers-retours par soir.

Ces services de substitution ont rejoint le réseau de bus Évry Centre Essonne au 1er janvier 2024 dans le cadre de l'ouverture à la concurrence des transports en commun en Île-de-France.
Sur les portions de la ligne encore desservies par train, les fréquences diminuent au fur et à mesure que la soirée avance, pour arriver à un train toutes les demi-heures notamment entre Creil et Paris-Gare-de-Lyon, Villeneuve-Saint-Georges et Melun, Juvisy et Corbeil-Essonnes via Évry-Courcouronnes Centre (« le plateau ») et via Ris-Orangis (« la vallée »), puis toutes les heures en extrême-soirée (après 22 h) dans certaines gares.
Enfin, du lundi au vendredi, le trafic est interrompu à partir de 23 h 50 (heure à Paris-Nord) entre Stade de France - Saint-Denis et Creil, pour cause de travaux. Un service de bus de remplacement est mis en place.

### Matériel roulant

#### Parc de la ligne
Lors de ses premières années d'existence (section Nord seulement), le service était assuré sur la ligne D par des rames bicourant Z 8800 à quatre caisses. La livraison des premières Z 20500, à quatre caisses à l'époque, a permis de mettre fin à cette situation temporaire en restituant les Z 8800 à la ligne C pour laquelle elles ont été commandées. Sur le réseau de banlieue Sud-Est circulaient des rames monocourant continu des séries Z 5300, comptant parmi les fameux « p'tits gris », et de plus modernes Z 5600 à deux niveaux (Z 2N) en formation à cinq caisses.
Lors de l'interconnexion entre le Nord et le Sud-Est en 1995, le matériel à disposition était composé de Z 20500 à quatre caisses du dépôt des Joncherolles au Nord. Au Sud-Est, le matériel de Villeneuve était constitué de Z 5300 à quatre caisses, de Z 5600 à six caisses et de Z 20500 à cinq caisses livrées en prévision du RER D.
L'allongement des quais de la partie septentrionale de la ligne a permis d'utiliser les Z 20500 des Joncherolles à cinq caisses. Contrairement au reste du réseau francilien qui voit généralement circuler des rames Z 2N de quatre voitures (huit en unité multiple), la ligne D, comme la ligne E, possède des compositions à cinq voitures (soit dix en unité multiple, c'est-à-dire quand deux rames circulent accouplées).
Le parc de matériel roulant est depuis lors réparti par missions et est partagé avec la ligne R du Transilien. Les rames Z 20500 sont affectées à l'ensemble des missions interconnectées, étant les seuls à être bicourant et donc aptes à ces services (Joncherolles et Villeneuve).
Jusqu'en 2010, les rames Z 5300 circulaient sur les missions Paris-Gare-de-Lyon – Melun, Paris-Gare-de-Lyon – Malesherbes, et Paris-Gare-de-Lyon – Corbeil-Essonnes. Ces rames ne circulaient jamais sur la partie nord de la ligne. À partir de 2010, elles assuraient uniquement les missions Juvisy – Melun, jusqu'à leur radiation définitive le 8 décembre 2018.
À court terme, dans le cadre du renforcement de l'offre pour 2014, douze automotrices Z 20500 libérées de la ligne P du Transilien iront rejoindre la ligne. Six autres rachetées au conseil régional du Nord-Pas-de-Calais (les Z 92050), permettront par un jeu de chaises musicales, de doter la ligne D de six rames Z 20500 supplémentaires.
À partir de septembre 2019, la ligne est partiellement exploitée par des Regio 2N, en exploitation commune avec la ligne R, en attendant l'arrivée des RER NG. Ces rames circulent uniquement sur des missions de la partie sud de la ligne.
Les premiers RER NG arrivent en décembre 2024 sur l'axe Creil – Corbeil-Essonnes et devraient être généralisés sur les branches Corbeil et Melun à l'horizon 2029.

Le matériel roulant en service sur le RER D
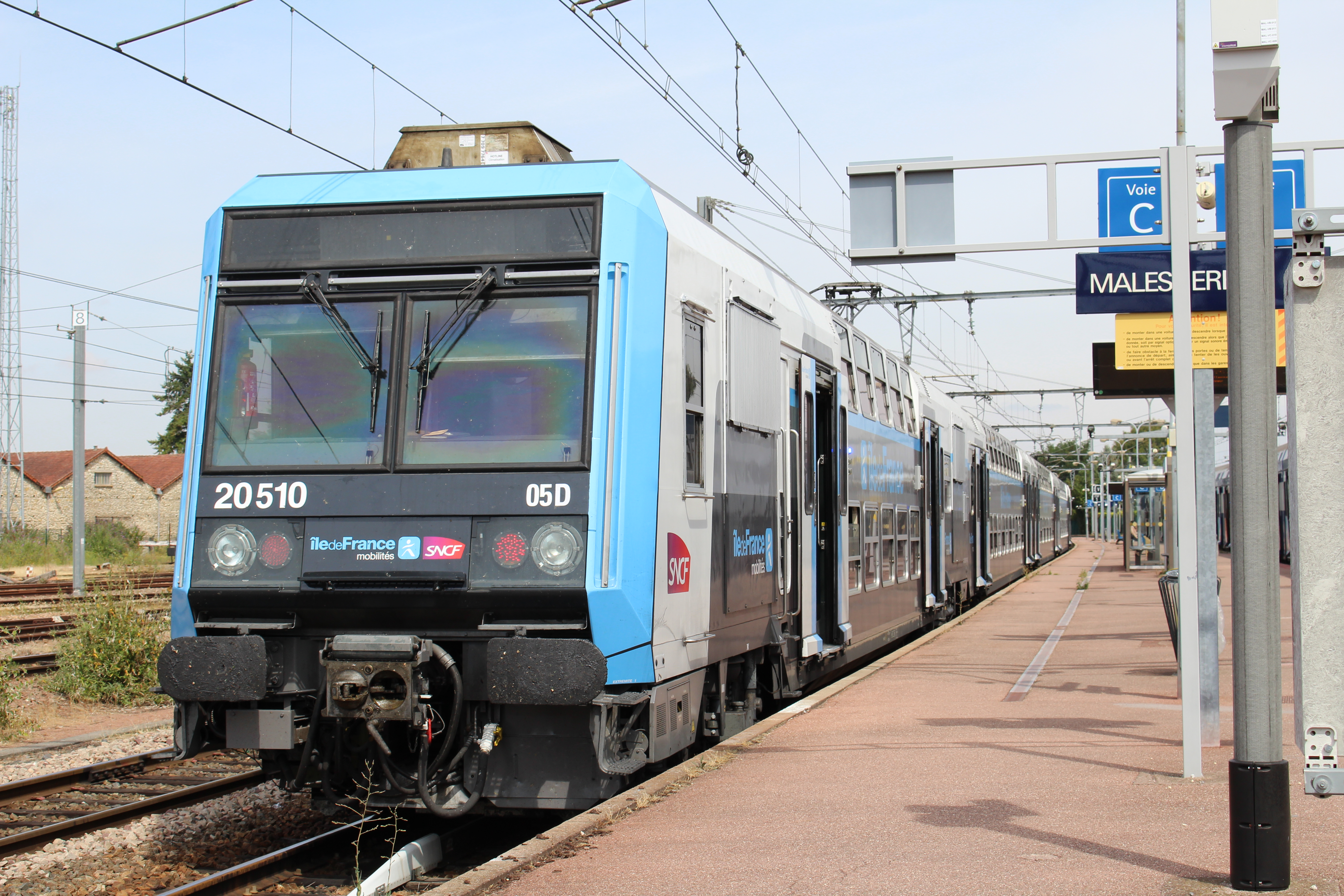
Une rame Z 20500 en livrée Île-de-France Mobilités en gare de Malesherbes, en août 2019.
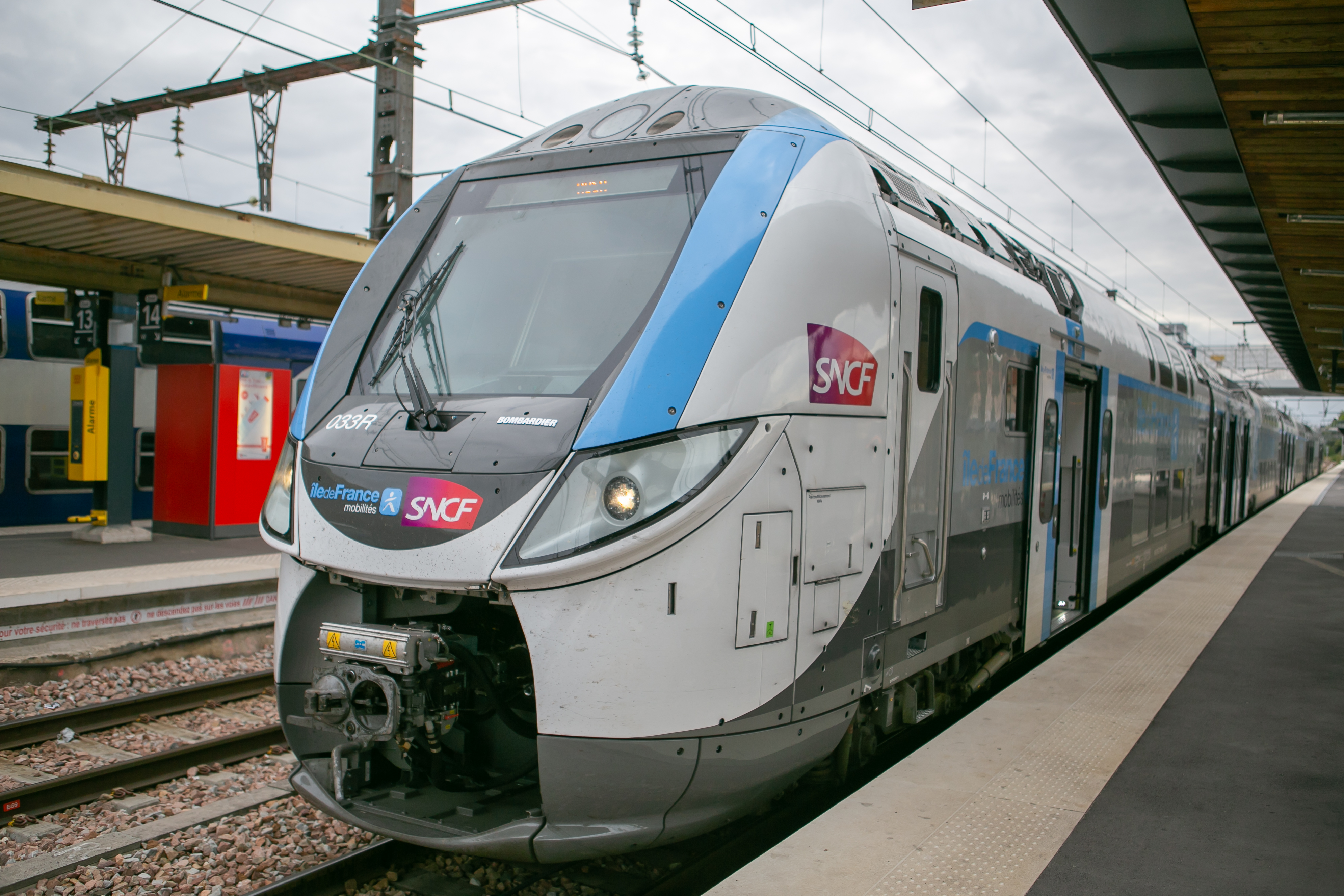
Une rame Z 57000 en gare de Corbeil-Essonnes, en septembre 2019.
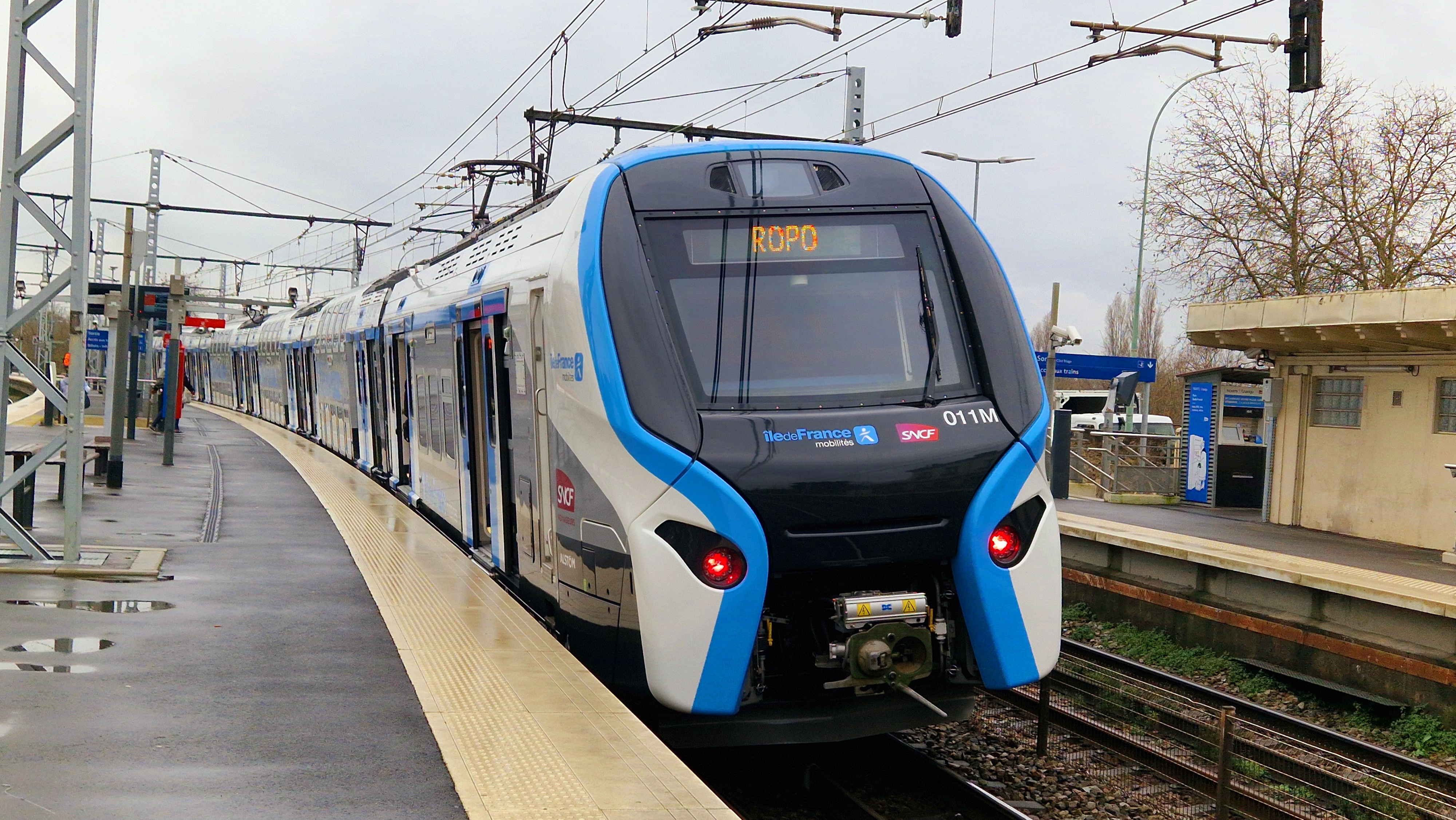
Une rame Z 58500 en gare de Villeneuve-Triage le 16 décembre 2024.

#### Rénovations

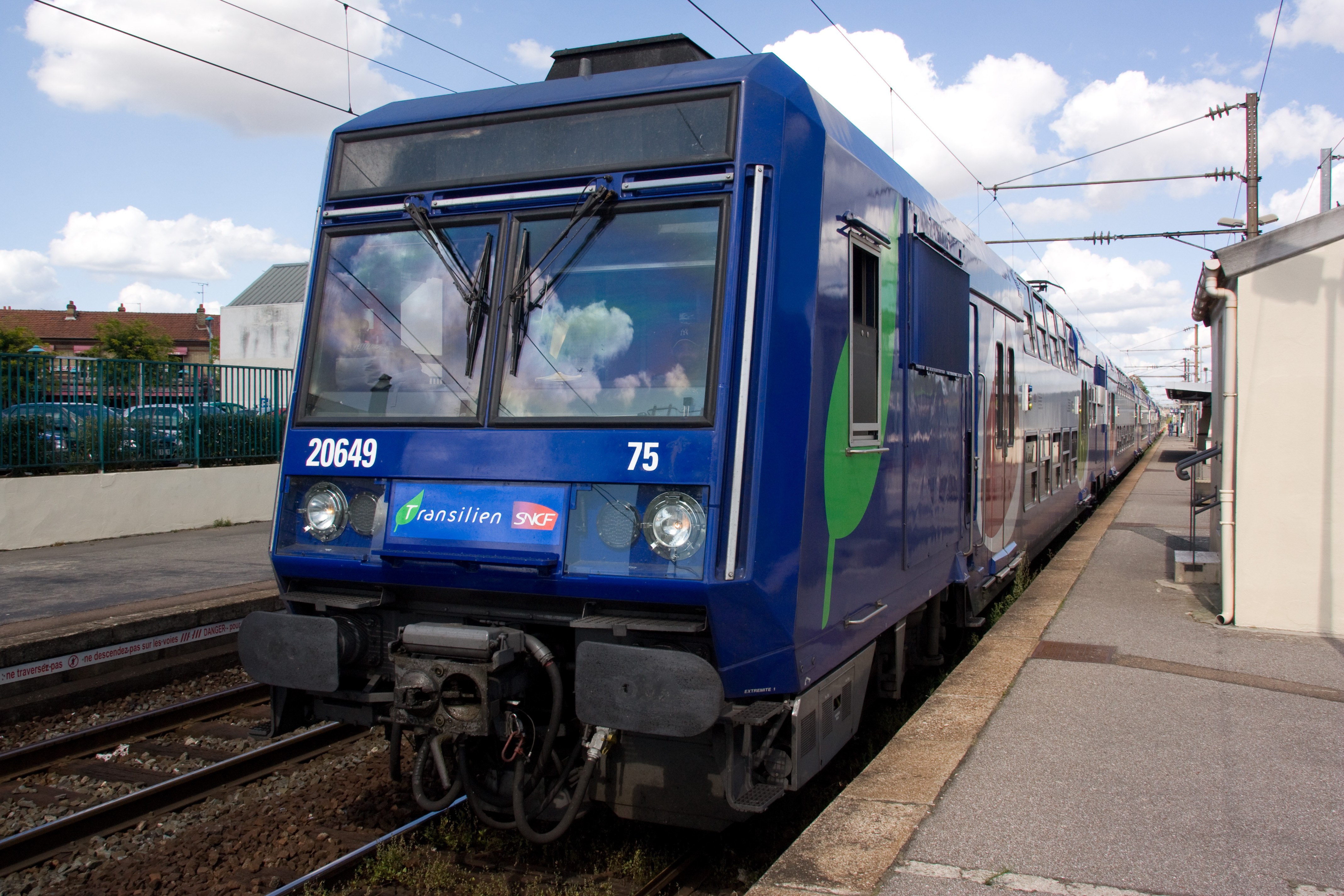
Une rame Z 20500 rénovée vue en 8 2008.

Le matériel roulant de la ligne fait l'objet de rénovation, entre 2007 et 2016 pour les Z 20500 et 2009 pour les Z 5600.
Cette rénovation consitait à mettre en place des équipements intérieurs tels que des sièges avec des repose-pieds incorporés, similaires aux RIB/RIO Transilien, et à doter les rames d'une livrée quasi identique à celle des dernières Z 20900. Elle consiste aussi en la suppression des strapontins, des cloisons intérieures de la voiture centrale de la rame, qui sépare les anciennes zones première classe/seconde classe. La suppression des sièges de la première classe augmente légèrement la capacité des rames : configuration 3+2 au lieu de 2+2. Contrairement aux précédentes rénovations, les Z 5600 et Z 20500 ne reçoivent ni la climatisation, ni même la ventilation réfrigérée, comme l'aurait souhaité l'essentiel des usagers,.
Pour les rames Z 5300, quelques rames ont été rénovées entre 2005 et 2007, avec le remplacement des banquettes en cuir d'origine par des sièges individuels en tissu, similaires à ceux des Z 6400 rénovées. Cette opération fut rapidement arrêtée et abandonnée après deux ans seulement, sans que l'intégralité des rames circulant sur la ligne soient rénovées, jugée inutile en raison de leur ancienneté et leur radiation qui approchaient quelques années plus tard, voire moins de dix ans pour la plupart.
Depuis août 2010, les rames rénovées sont également équipées du SIVE visuel et de caméras de vidéosurveillance. L'équipement de SIVE visuel des rames consiste en un dispositif lumineux affichant le nom des gares et la direction du train. Il est complété par des annonces sonores. Ce dispositif est situé sur le plafond de chacune des deux plates-formes ainsi qu'aux extrémités de chaque étage des voitures de la rame. Les caméras de vidéosurveillance sont disposées au-dessus des portes des voitures et dans les étages des voitures de la rame.
Le 9 octobre 2018, Île-de-France Mobilités annonce une nouvelle rénovation de 133 rames Z 20500 circulant sur la ligne D et sur la ligne P du Transilien qui doit être effectuée entre le 1er mars 2019 et le 31 décembre 2021 ; le coût de la mesure est de 137 millions d'euros. Ces travaux ont pour but d'améliorer le confort thermique en apposant des films athermiques sur les vitres et en augmentant le nombre de fenêtres ouvrantes, d'apporter des améliorations aux aménagements intérieurs (reprise des garnissages dégradés, nouveau pelliculage des plafonds, remplacement de l'ensemble des tissus de sièges, équipement des plateformes avec des prises USB, etc.) et d'améliorer l'information voyageurs avec des afficheurs frontaux extérieurs et en installant des haut-parleurs plus modernes.

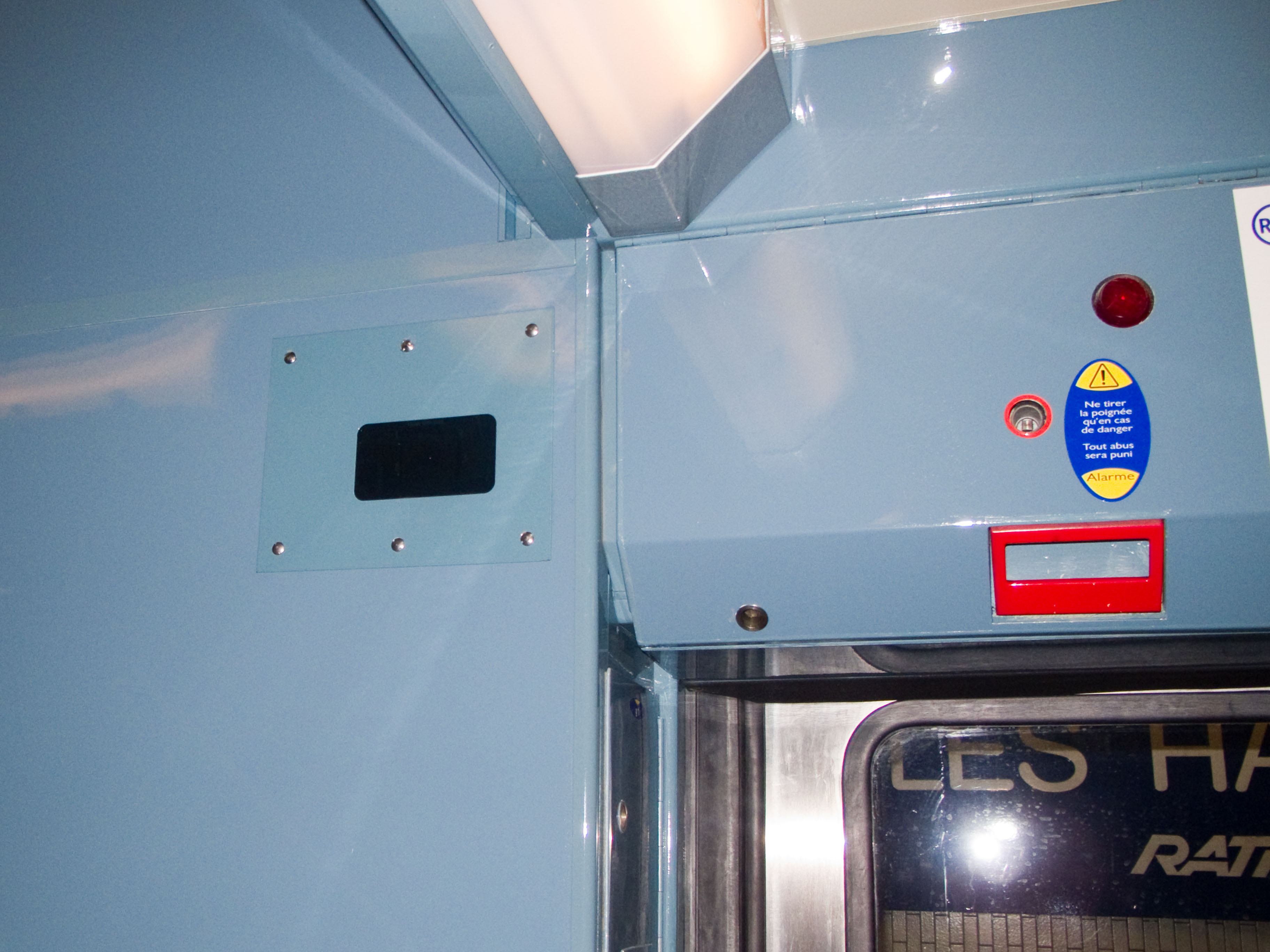
Caméra de vidéosurveillance ajoutée lors d'une rénovation.
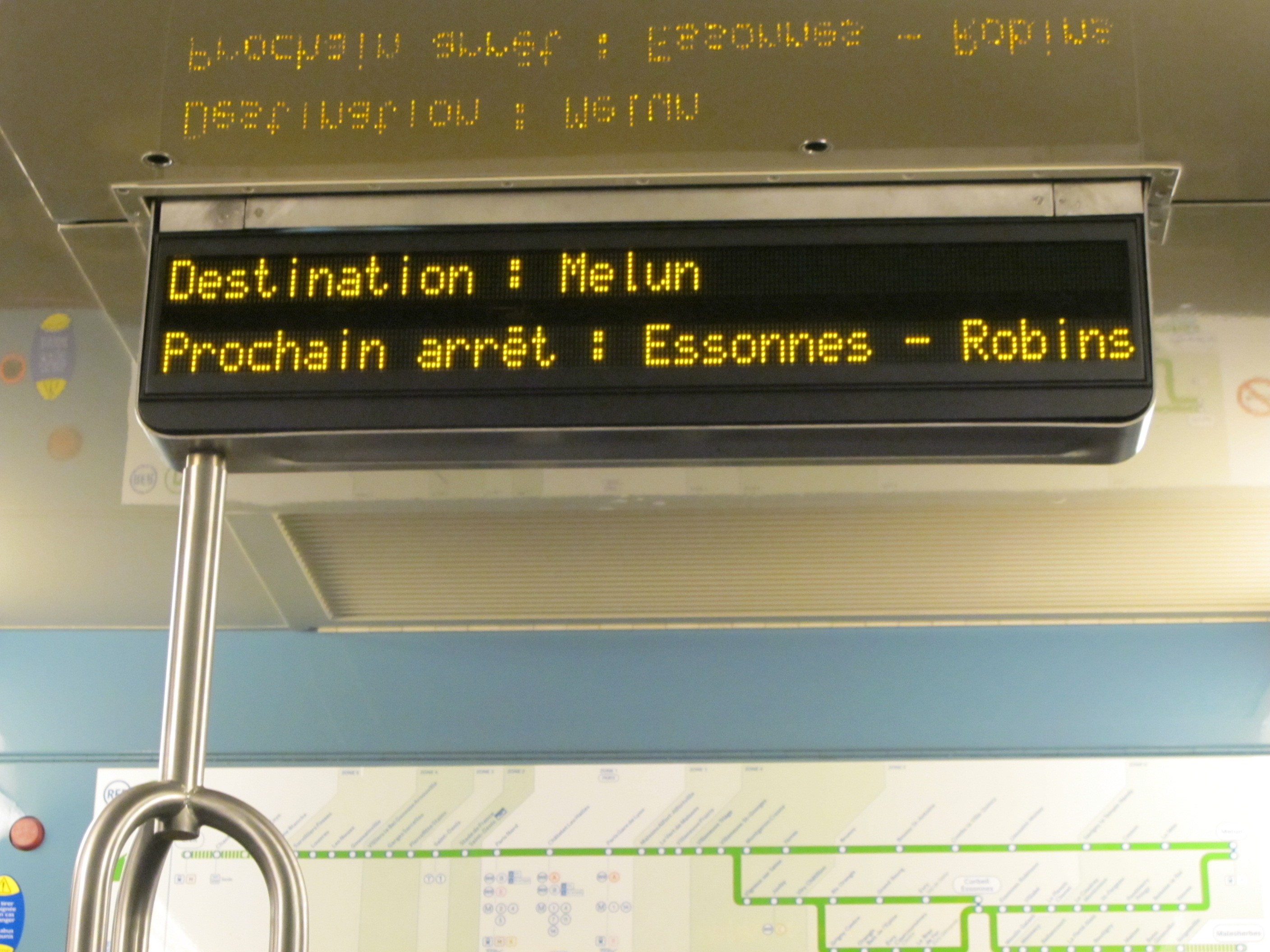
Système d'information voyageurs (visuel) embarqué.
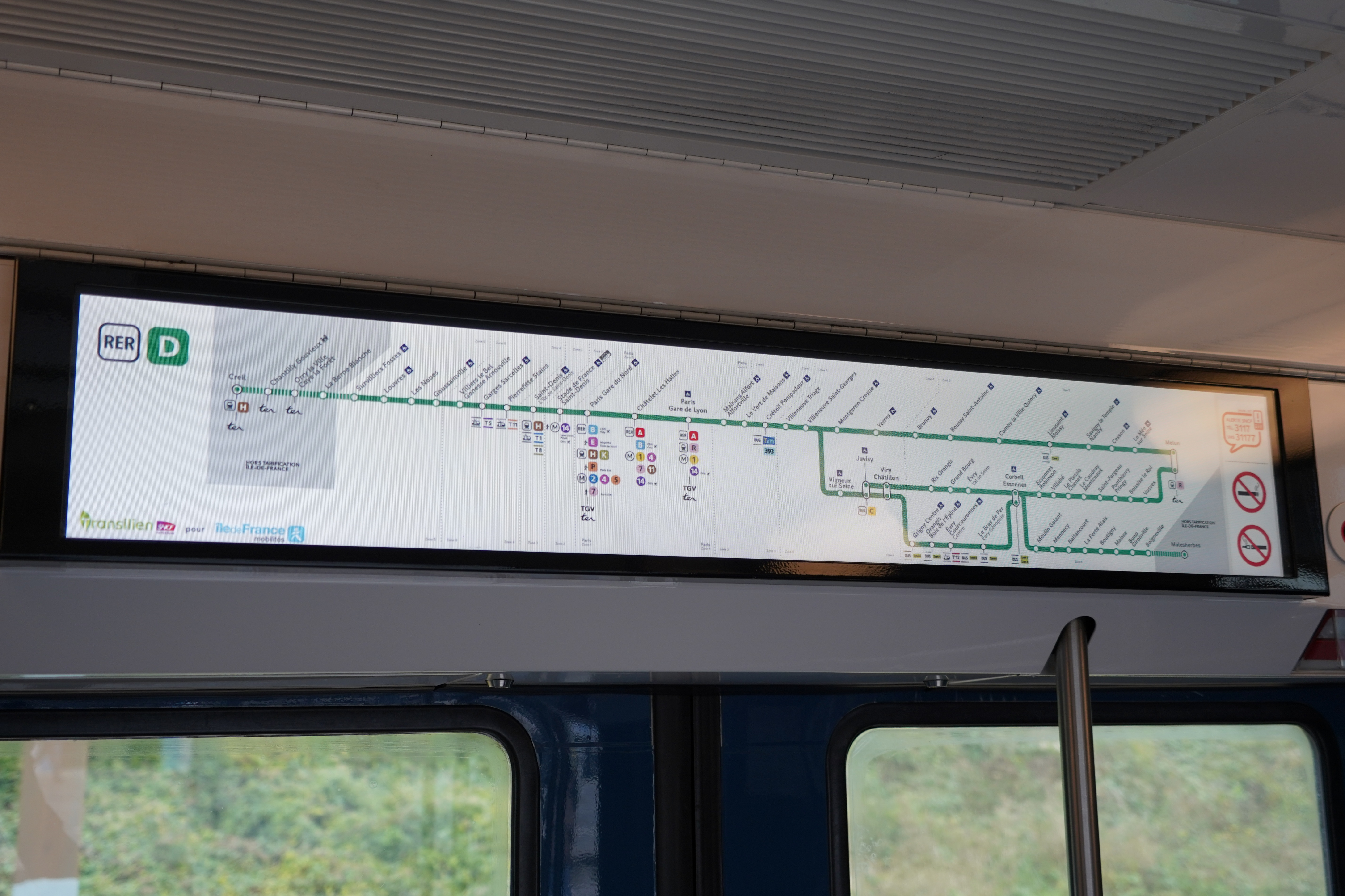
Écran d'affichage du plan de ligne au-dessus des portes en novembre 2024.
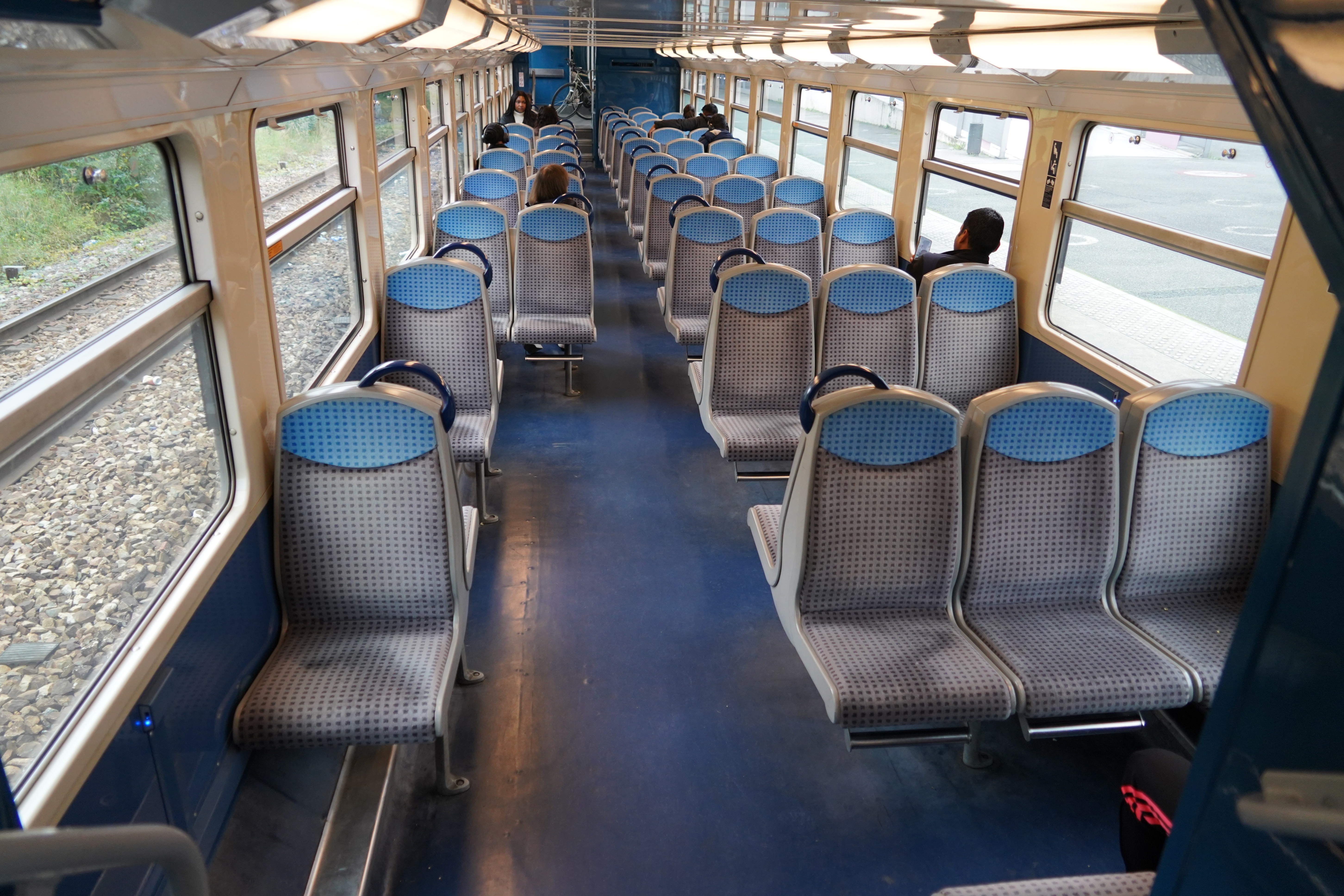
Salle inférieure rénovée en novembre 2024.

#### RER NG
En janvier 2017, Île-de-France Mobilités annonce le renouvellement du matériel roulant du RER D à partir de 2021 avec le RER NG.
Ces nouveaux trains, au nombre de 125, doivent être mis en service au plus tôt à partir de septembre 2023 sur la ligne D, aux côtés de rames Regio 2N. La formation des conducteurs débutent en décembre 2022, et le technicentre de Villeneuve-Saint-Georges doit être réaménagé, bénéficiant d'un plan d'investissement de 500 millions d'euros.
Dans le dernier planning actualisé, la mise en service est programmée au deuxième trimestre 2024 sur le RER D.
L'arrivée des RER NG sur l'axe Creil – Corbeil-Essonnes est inaugurée le 18 décembre 2024 en gare d'Évry-Courcouronnes Centre. Huit nouvelles rames, jugées plus confortables et avec une capacité supplémentaire de 20% par rapport aux rames Z 2N, sont mises en service en semaine, lors des heures creuses. Les premières rames de l'axe Goussainville – Melun devraient arriver fin 2025. Au total, plus de 140 rames devraient être déployées sur la ligne à l'horizon 2029, remplaçant totalement les Z 2N jugées vieillissantes.

### Ateliers

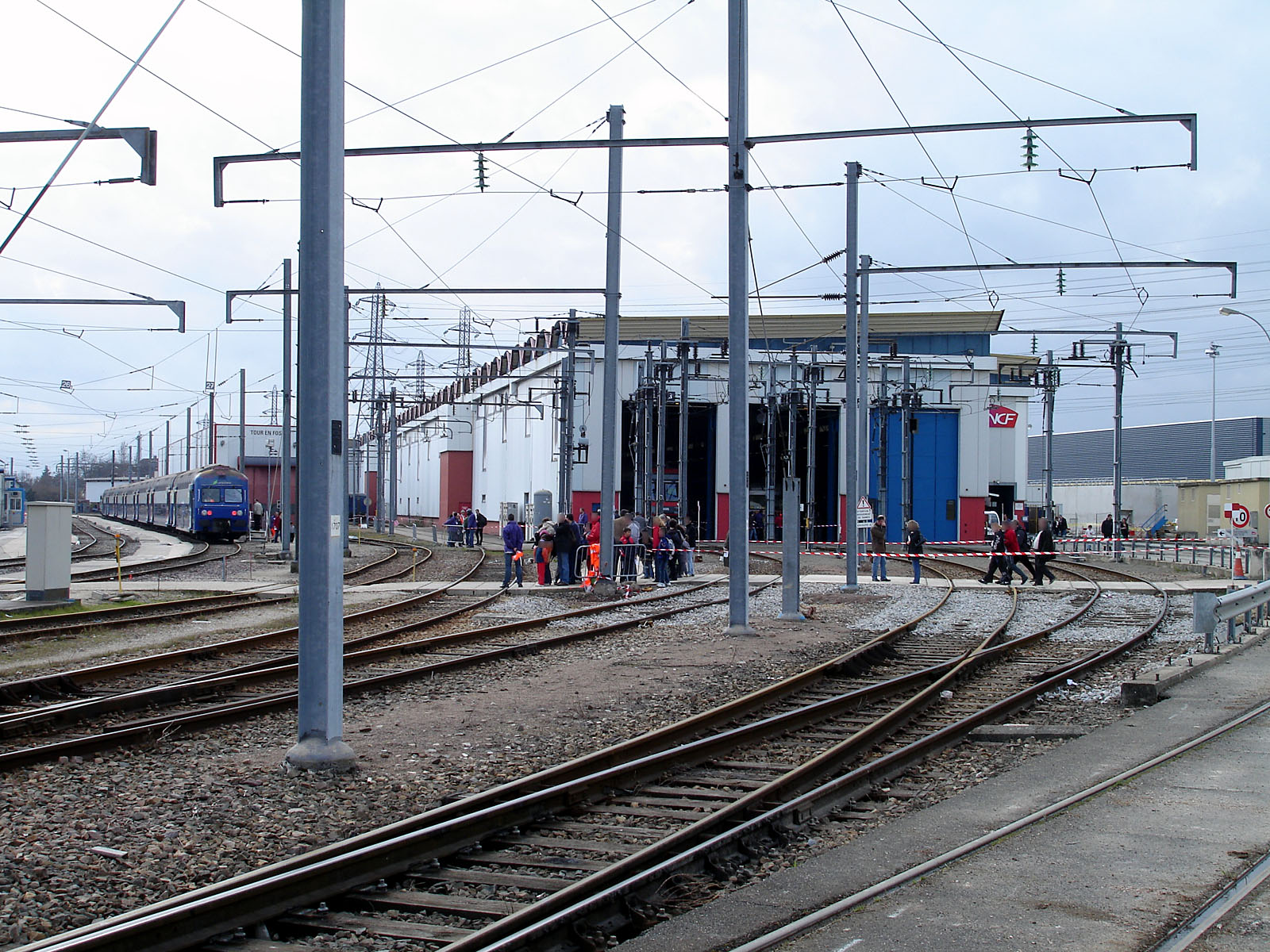
L'atelier des Joncherolles.

Le matériel roulant de la ligne D est entretenu dans les ateliers des Joncherolles, à Villetaneuse dans la Seine-Saint-Denis, et de Villeneuve-Saint-Georges, dans le Val-de-Marne.
Atelier des Joncherolles (Technicentre Paris-Nord) : Ce dépôt a été mis en service en 1934 et a fonctionné un premier temps comme dépôt mixte, jusqu'au 12 décembre 1970, en raison de l'électrification des lignes de la banlieue Nord se faisant progressivement (commençant le 9 décembre 1958 avec la ligne directe Paris – Creil, atteignant Crépy-en-Valois le 12 décembre 1963, et s'achevant entre le 15 avril 1969 et le 8 décembre 1970, avec l'électrification de l'actuelle ligne H). Mais les années 1990 ont permis au site de retrouver une seconde jeunesse à l'occasion de la réalisation de la jonction des banlieues Sud-Est et Nord dans le cadre de la création du RER D. En effet, un important site de remisage et d'entretien a été construit à l'emplacement de l'ancien dépôt, gérant une centaine de rames Transilien utilisées sur la banlieue Nord dont ceux de la ligne D. Il remise aujourd'hui une partie des rames Z 20500 affectées à la ligne. L'atelier est constitué d'un bâtiment d'entretien accueillant des rames de banlieue entières sur ses quatre voies (trois sur fosses, une de levage), auxquelles il faut rajouter trois courtes voies prévues pour la descente de bogies et l'échange d'essieux. À ce bâtiment a été ajouté un bâtiment annexe abritant un tour en fosse, permettant de reprofiler les essieux des rames. L'unité de nettoyage des Joncherolles assure chaque année 16 100 nettoyages de rames, 960 lavages de rames et 720 grands nettoyages, remettant la rame dans son état d'origine. Cet atelier constituait jusqu'en 2008, le Site des Joncherolles de l'établissement de maintenance du matériel (EMM) de Paris-Nord, l'EMM étant devenu depuis « Technicentre ».
Depuis le printemps 2009 et jusqu'en 2015, le site des Joncherolles subit une restructuration visant à moderniser les installations existantes du site (voies, passerelles, caténaires, atelier…), à créer de nouvelles voies de remisage et à construire un nouvel atelier d'entretien, dans le cadre du projet Grand Joncherolles.
Technicentre de Villeneuve-Saint-Georges : il permet aujourd'hui l'entretien des autres Z 20500 affectés à la ligne, ainsi que les Z 5600 et Z 57000 circulant au sud de Paris.

### Personnel d'exploitation

#### Agents
Deux mille agents dont 25 % en contact direct avec les voyageurs gèrent la ligne D du RER.
Contrairement au métro de Paris par exemple, les agents de conduite officiant sur la ligne D ne sont pas forcément affectés uniquement à la ligne. En effet, les conducteurs dépendent soit de la région Paris-Nord à travers les établissements de Paris Nord et de Creil, soit de la région Paris Sud-Est à travers l'ET de Paris Sud-Est comprenant les UP Charolais et Melun (sites à Gare de Lyon, Melun et Corbeil) ou Montargis, et peuvent également assurer des trains sur les autres lignes dépendant de leur région d'affection. De ce fait, un conducteur peut être affecté un jour à la ligne D et un autre à la conduite d'un train Intercités, par exemple.

#### Gestion de la ligne

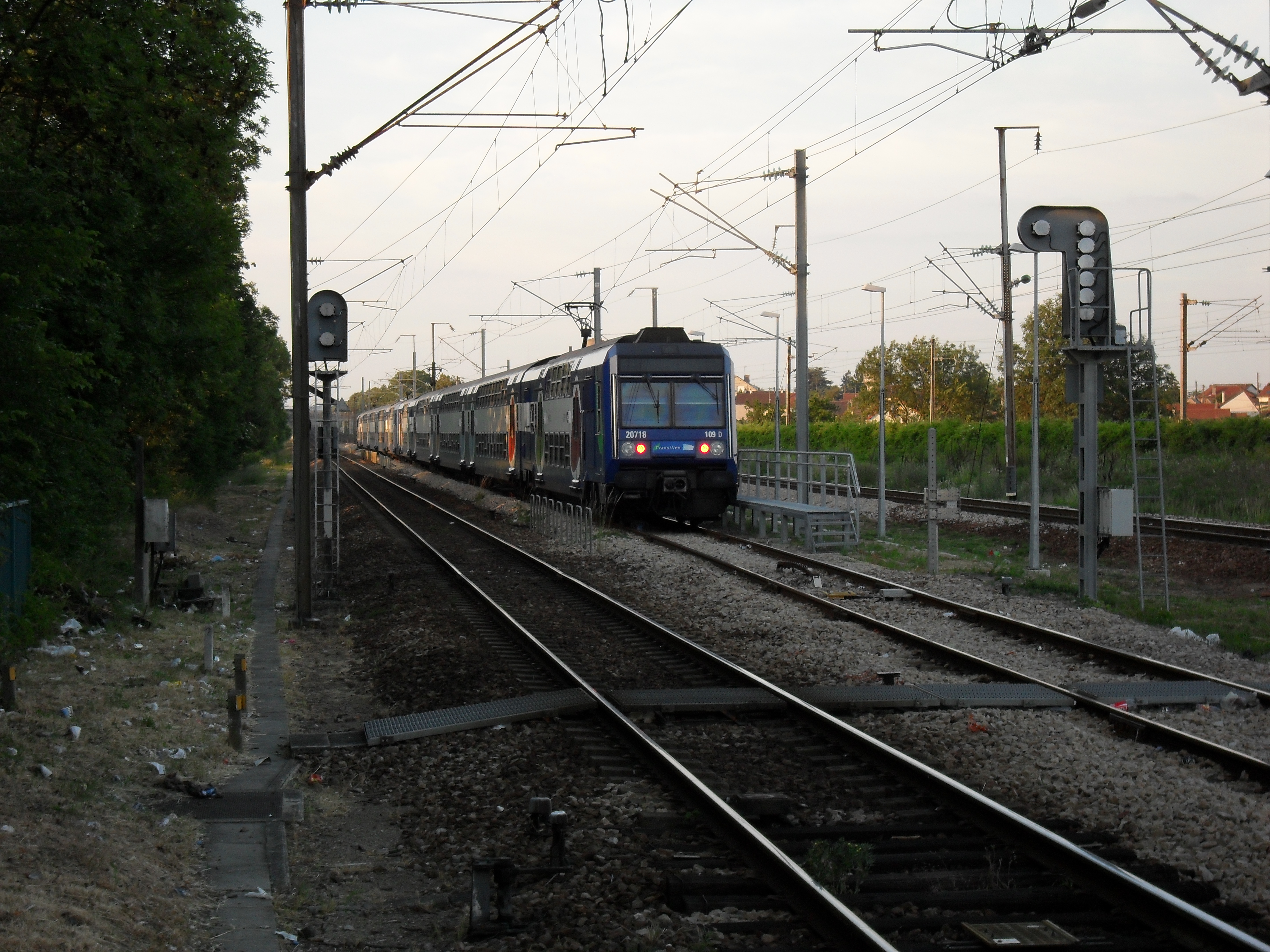
À la suite des importants problèmes de circulation occasionnés, le vendredi 20 mai 2011 soir, au nord de Goussainville, le COT a décidé d'utiliser le récent tiroir de retournement d'arrière-gare de la gare.

La gestion opérationnelle de l'ensemble des 450 circulations quotidiennes (dont 150 en heure de pointe) (en semaine) de la ligne D est assurée par les trente-quatre agents du centre opérationnel Transilien (COT) des lignes D et R, se relayant jour et nuit. Le COT est situé au sein de l'ex-Centre régional des opérations (CRO) de Paris Sud-Est à proximité de la Gare de Lyon.
Le COT des lignes D et R a pour objectif d'assurer l'exécution du plan de transport des lignes RER D et Transilien R, en prenant si nécessaire les mesures visant à optimiser la gestion des moyens tant en matériel (trains) qu'en personnel (agents de conduite, etc.), que ce soit en situation normale comme en situation perturbée. Le plan de transport traduit les souhaits exprimés par le STIF, l'autorité organisatrice des transports en Île-de-France en termes d'horaires, de dessertes des trains et détermine entre autres la composition des trains (train court ou long).
Le COT gère également les perturbations qu'elles soient d'origine interne à la SNCF (train en panne, train avarié, etc.) ou d'origine externe (tirages abusifs de signaux d'alarme, vandalisme, agression, obstruction de la fermeture des portes, intempéries, accident de personne, etc.), quitte à adapter le plan de transport afin de permettre un retour à la normale du trafic, le plus rapidement possible et dans les meilleures conditions, en supprimant le minimum de trains et en tentant de réduire les retards. De ce fait, il est également chargé de communiquer à la clientèle, les informations concernant l'état du trafic et, si nécessaire, ses conséquences sur le plan de transport (trains retardés, supprimés, mise en place de bus de remplacement), afin de pouvoir lui offrir la meilleure qualité de service possible.
En effet, dans le cas où la situation est perturbée, les gestionnaires du plan de transport et de l'information ou GTI prennent des décisions afin d'éviter au maximum des conséquences en cascade sur la régularité. Dans le cas contraire, un retard aurait tendance à s'amplifier et perturber plus fortement encore l'ensemble de la ligne. À cette fin, les agents sont assistés par un logiciel dénommé ECLER (Exploitation Commerciale d'une Ligne En temps Réel) qui affiche le suivi en temps réel des seuls trains de la ligne D, leur position précise et leur écart horaire. Il permet d'élaborer plus rapidement un nouveau plan de transport d'urgence en fonction des contraintes d'exploitation résultant de l'incident (voies bloquées, roulement des rames et des conducteurs…).
En fonction des décisions, les gestionnaires de l'information voyageurs ou GIV (un pour le nord, un pour le sud de la ligne) agissent sur les informations des écrans Infogare installés sur les quais des gares de la ligne. Les gares concernées reçoivent alors un message « Oceido » afin de les alerter sur les modifications : le point d'information voyageurs Île-de-France (PIVIF) modifie alors le télé-affichage et diffuse des annonces sonores en gare. La ligne D compte sept PIVIF à Goussainville, Paris-Nord, Paris-Gare-de-Lyon, Villeneuve-Saint-Georges, Combs-la-Ville - Quincy, Melun et Corbeil-Essonnes.

#### Circulation des trains

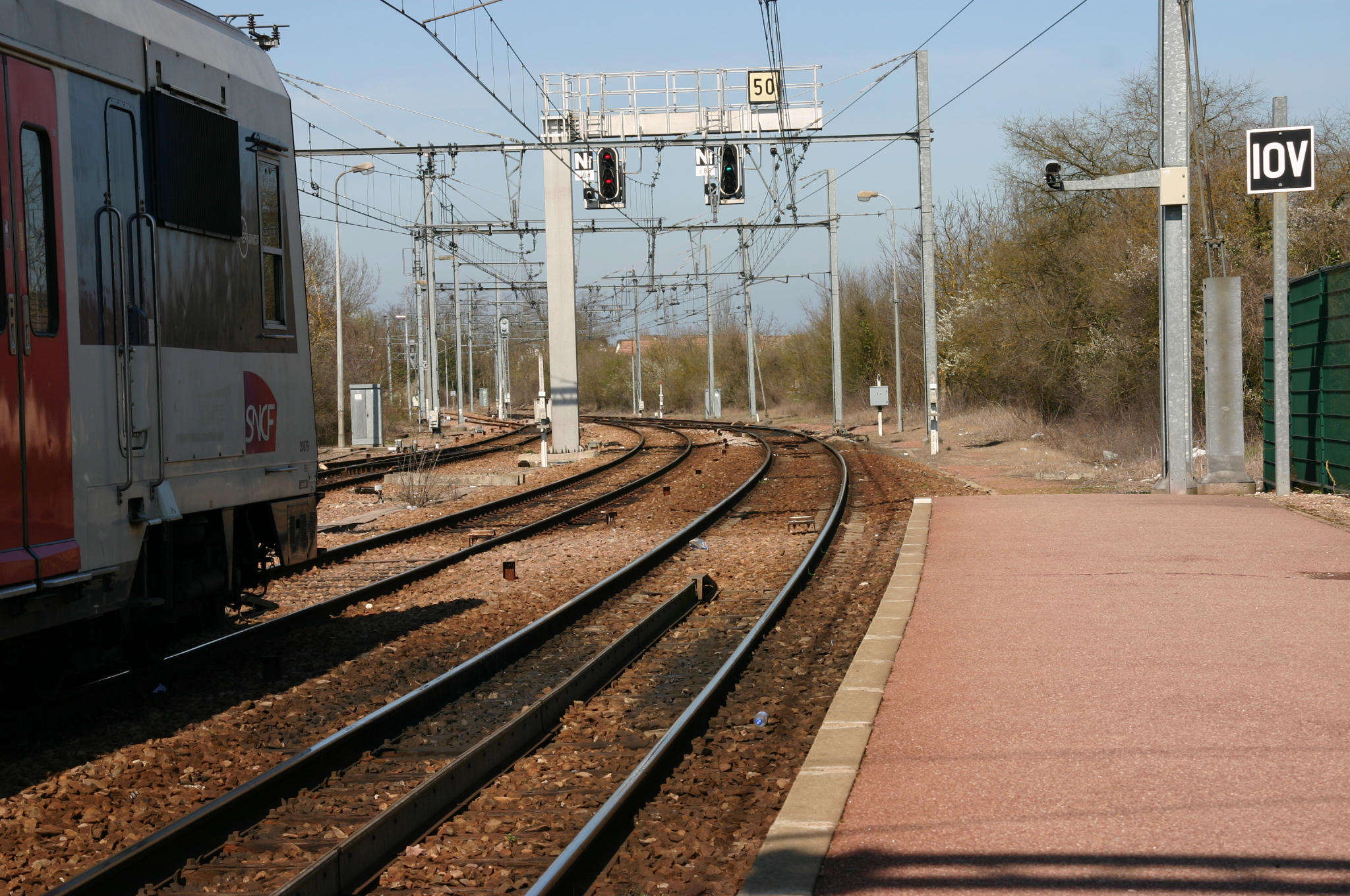
La signalisation ferroviaire, en gare de Malesherbes, en avril 2007.

La circulation des trains proprement dite est gérée pour les parties SNCF par les régulateurs du centre opérationnel de gestion des circulations (COGC) de Paris-Nord de Creil à Paris-Nord et par les régulateurs du COGC de Paris-Sud-Est, pour les gares situées au sud. Le poste de commandement centralisé (PCC) de Denfert-Rochereau gère la portion située en zone RATP, incluant le tunnel Paris-Nord – Châtelet et les voies utilisées par la ligne D en gare de Châtelet - Les Halles.
Les COGC de Paris-Nord et de Paris-Sud-Est contrôlent au total dix-huit postes d'aiguillage, répartis en cinq zones de régulation. Les COGC dépendent de la branche SNCF Infra, et sont chargés de l'exploitation de l'ensemble des circulations ferroviaires qu'elles soient SNCF (TER, Transilien, Fret, etc.) ou d'autres entreprises ferroviaires, tout en garantissant un accès équitable à toutes ces activités et entreprises, pour le compte du gestionnaire du réseau ferré national (RFF puis SNCF Réseau).
Le COT du RER D et de la ligne R du Transilien est ainsi un des « clients » du COGC de Paris-Sud-Est, au même titre que le sont les centres de gestion du TER Bourgogne et de la LGV Sud-Est ; ce lien est de même nature que celui du COGC de Paris-Nord à l'égard du COT de la ligne H et du centre de gestion du TER Picardie, et du PCC de Denfert-Rochereau à l'égard des centres de gestion du RER B.

### Points noirs de la ligne

#### Tarification complexe
Le fait d'avoir des tronçons soumis à la tarification SNCF peut conduire des voyageurs munis uniquement d'un titre RATP à se trouver dans une situation irrégulière involontairement.

#### Irrégularité et ponctualité

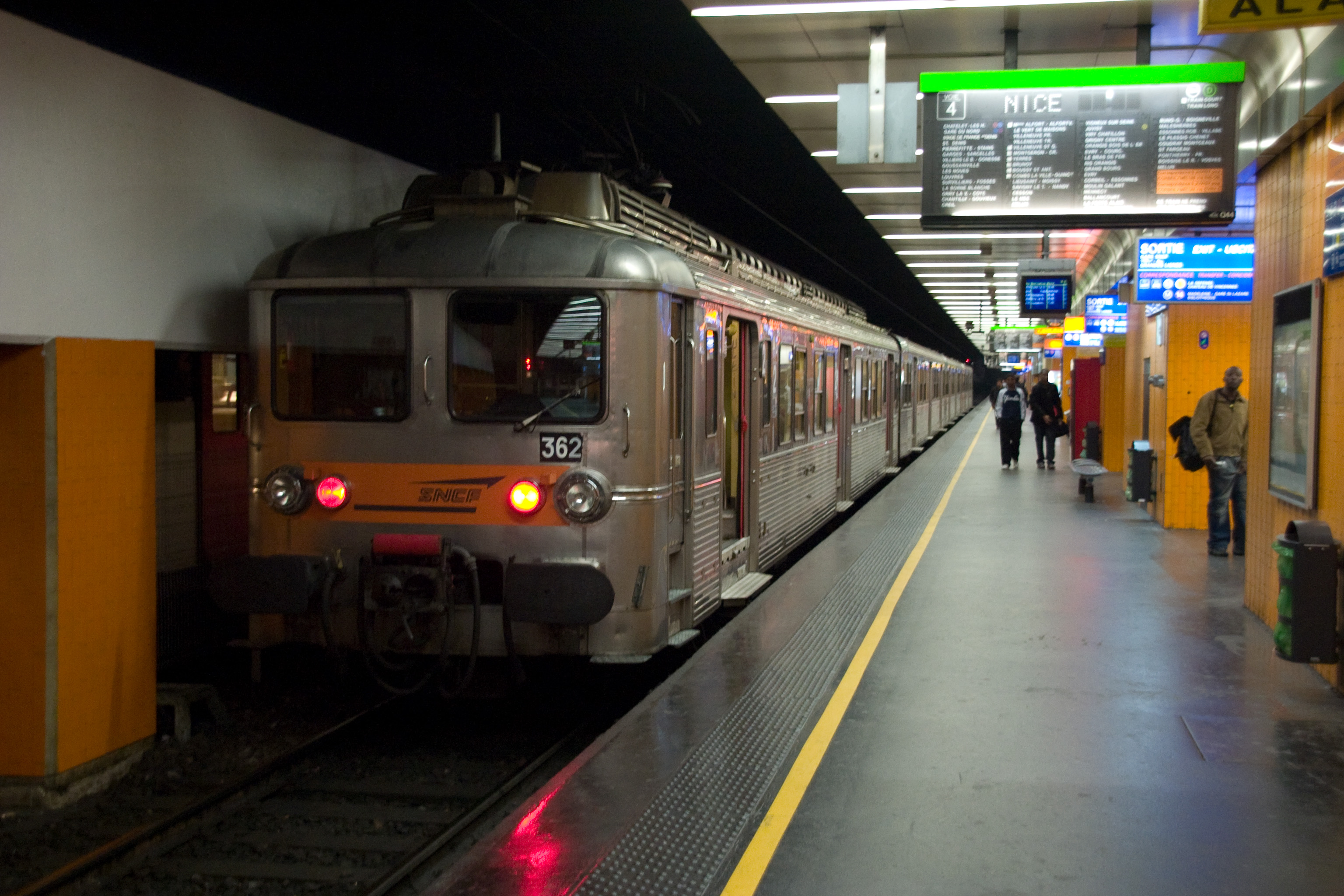
Une rame Z 5300 en gare souterraine de Paris-Gare-de-Lyon, en juin 2008.

La ligne D est la ligne de RER dont le taux d'irrégularité est le plus élevé. Le tunnel commun avec le RER B entre Gare du Nord et Châtelet - Les Halles, l'infrastructure déficiente, mais également les incivilités croissantes (fermetures des portes empêchées, signaux d'alarme abusivement tirés, vitres cassées, personnes sur les voies, etc.) observées dans les secteurs difficiles de banlieue traversés, expliquent pour une large part le taux élevé d'irrégularité de la ligne D du RER, en particulier depuis l'interconnexion avec la gare de Lyon en 1995.
Néanmoins, d'autres sources d'irrégularité ont déjà été corrigées comme la carence en énergie électrique dans les caténaires sur la ligne Corbeil-Essonnes / Malesherbes, au terme de l'été 2006,, le changement de conducteur du RER B à Gare du Nord (limite des zones RATP/SNCF), depuis novembre 2009, et le matériel roulant avec le remplacement des rames de type Z 5300 par des trains de type Regio 2N, sur les liaisons au sud de la gare de Juvisy depuis fin 2018.
Chiffres de l'irrégularité (proportions de trains ayant plus de cinq minutes de retard, trains supprimés compris), :
| Année | Taux (%) |
| ----- | -------- |
| 1989  | 7,6      |
| 1990  | 7,2      |
| 1991  | 7,7      |
| 1992  | 6,7      |
| 1993  | 6,0      |
| 1994  | 9,9      |
| 1995  | 14,1     |
| 1996  | 12,3     |
| 1997  | 9,3      |
| 1998  | 14,4     |

| Année | Taux (%) |
| ----- | -------- |
| 1999  | 10,5     |
| 2000  | 8,8      |
| 2001  | 11,7     |
| 2002  | 11,4     |
| 2003  | 16,5     |
| 2004  | 16,5     |
| 2005  | 13,7     |
| 2006  | 15,0     |
| 2007  | 17,8     |
| 2008  | 18,1     |

| Année | Taux (%) |
| ----- | -------- |
| 2009  | 15,6     |
| 2010  | 19,5     |
| 2011  | 19,4     |

À partir de 2011, un nouveau calcul, celui de la ponctualité (proportion de voyageurs ayant moins de cinq minutes de retard), remplace celui de l'irrégularité :
| Année        | Taux (%) |
| ------------ | -------- |
| janvier 2013 | 77,6 %   |
| janvier 2015 | 86,6 %   |
| janvier 2016 | 81,4 %   |
| janvier 2017 | 85,2 %   |
| janvier 2018 | 84,9 %   |
| janvier 2019 | 84,0 %   |
| janvier 2021 | 85,8 %   |
| janvier 2022 | 90,7 %   |
| janvier 2023 | 87,2 %   |

Après une détérioration progressive, la ligne gagne 3,4 points de ponctualité en 2014. Cependant la progression de la fréquentation à infrastructures constantes conduit à une nouvelle érosion de la régularité, en particulier sur les branches de Malesherbes, Vallée et Littoral où la ponctualité est de seulement 64 % en 2016. Entre août 2016 et juillet 2017, la régularité n'est que de 85 %.
Le week-end, la fréquentation de la ligne a augmenté de 25 % depuis 2003, alors qu'en semaine, une augmentation de 20 % a été constatée. L'amélioration de l'exploitation et de la régularité constitue donc l'un des enjeux majeurs pour la ligne D dans les années à venir. Plusieurs causes ont déjà été pointées quant à l'irrégularité du RER D :

##### Tunnel commun avec le RER B

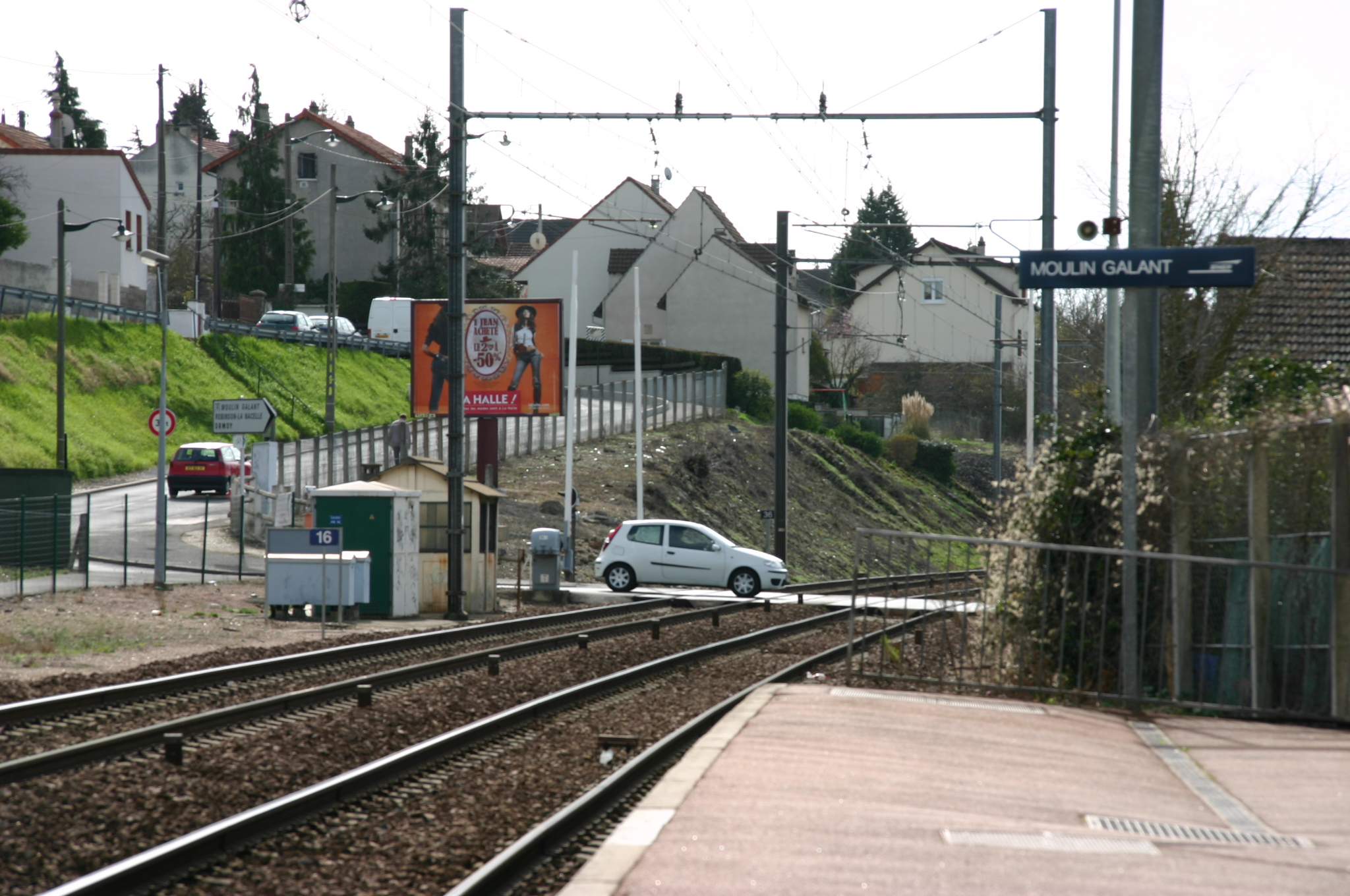
Véhicule engagé sur un passage à niveau situé à proximité immédiate de la gare de Moulin-Galant, en mars 2007.

Le tunnel de Gare du Nord à Châtelet - Les Halles commun avec le RER B rend difficile l'exploitation de cette ligne. En effet, dans ce tunnel où circulent les rames des deux lignes B et D, la fréquence est particulièrement élevée aux heures de pointe : vingt trains à l'heure et par sens pour la ligne B, et douze pour la ligne D, soit trente-deux trains par heure et par sens, ce qui en faisait le tunnel ferroviaire de ce type le plus fréquenté d'Europe. Cette situation ne manque pas de poser de sérieux problèmes, en particulier en cas de situation dégradée sur l'une ou l'autre ligne.

##### Postes d'aiguillage
De plus, la gestion de la ligne est assurée par dix-neuf postes d'aiguillage dont les années de mise en service s'échelonnent de 1962 à 1994, à l'exception du poste 1 de Paris-Gare-de-Lyon datant de 1932 et du poste d'aiguillage informatisé (PAI) de Melun, mis en service en 2005. Le nombre élevé de postes d'aiguillage entraîne des difficultés de coordination liées aux zones d'action restreintes et au manque d'optimisation du débit de certaines zones où subsistent de nombreux conflits de circulation.

##### Passages à niveau
En 2011, trente-trois passages à niveau subsistent encore sur les sections de lignes Melun / Corbeil-Essonnes, Malesherbes / Corbeil-Essonnes et Corbeil-Essonnes / Juvisy par la vallée de la Seine. La branche Vallée comporte deux passages à niveau, la branche Littoral en comporte dix et la branche Malesherbes en comporte vingt-et-un. La localisation exacte de ces passages à niveau a été recensée dans le tableau suivant :
| N° de PN                                                 | Commune               | Km     | Voie   | Situation                                   | Trains /jour | Véhicules /jour |
| Branche Vallée (Juvisy - Ris-Orangis - Corbeil-Essonnes) |                       |        |        |                                             |              |                 |
| PN 10                                                    | Ris-Orangis           | 27,595 | VC     | Gare de Grand-Bourg Rue de l'Ecorne-Boeuf   | 139          | 818             |
| PN 13                                                    | Évry-Courcouronnes    | 30,224 | VC     | Avenue de Beauvoir                          | 139          | 1115            |
| Branche Littoral (Corbeil-Essonnes - Melun)              |                       |        |        |                                             |              |                 |
| PN 1                                                     | Corbeil-Essonnes      | 33,514 | VC     | Gare d'Essonnes-Robinson Rue de Robinson    | 77           | 441             |
| PN 2                                                     | Corbeil-Essonnes      | 34,077 | VC     | Bd Jules Vallès                             | 77           | 314             |
| PN 4                                                     | Le Coudray-Montceaux  | 39,602 | VC     | Rue de l'Eglise                             | 77           | 130             |
| PN 6                                                     | Le Coudray-Montceaux  | 41,028 | VC     | Allée de la Guiche                          | 77           | 25              |
| PN 9                                                     | St Fargeau-Ponthierry | 43,495 | VC     | Gare de Saint-Fargeau Avenue de la Gare     | 77           | 81              |
| PN 11                                                    | St Fargeau-Ponthierry | 47,325 | VC     | Rue de la Saussaie                          | 77           | 4000            |
| PN 14                                                    | Boissise le Roi       | 49,851 | VC     | Rue du Château                              | 77           | 100             |
| PN 15                                                    | Boissise le Roi       | 52,272 | VC     | Gare de Vosves Rue de la Gare               | 77           | 40              |
| PN 16                                                    | Dammarie les Lys      | 53,807 | VC     | Rue des Etangs                              | 77           | 92              |
| PN 18                                                    | Dammarie les Lys      | 55,104 | VC     | Rue du Port                                 | 77           | 854             |
| Branche Malesherbes (Corbeil-Essonnes - Malesherbes)     |                       |        |        |                                             |              |                 |
| PN 16                                                    | Corbeil-Essonnes      | 35,962 | VC     | Gare de Moulin-Galant Rue Paul Bert         | 61           | 2668            |
| PN 17                                                    | Ormoy                 | 38,809 | VC     | Rue Pasteur                                 | 61           | 528             |
| PN 18                                                    | Mennecy               | 39,146 | VC     | Rue Jean Jaurès                             | 61           | 442             |
| PN 20                                                    | Mennecy               | 41,132 | VC     | Avenue Darblay                              | 61           | 390             |
| PN 23                                                    | Fontenay le Vicomte   | 44,331 | VC     | Chemin des Marais                           | 61           | 16              |
| PN 24                                                    | Ballancourt           | 46,001 | RD 17  | Rue des Fours à Chaux                       | 61           | 5300            |
| PN 25                                                    | Ballancourt           | 46,618 | VC     | Gare de Ballancourt Avenue Général Leclerc  | 61           | 2717            |
| PN 26                                                    | Ballancourt           | 47,854 | RD 74  | Route d'Itteville                           | 61           | 1208            |
| PN 27                                                    | Ballancourt           | 48,718 | VC     | Chemin Saint-Blaise                         | 61           | 17              |
| PN 28                                                    | Baulne                | 49,944 | VC     | Rue des Saussaies                           | 61           | 147             |
| PN 31                                                    | Guigneville           | 54,872 | VC     | Rue de la Mothe                             | 38           | 120             |
| PN 32                                                    | Guigneville           | 56,942 | VC     | Rue de l'Abreuvoir                          | 38           | 10              |
| PN 33                                                    | Boutigny              | 59,010 | RD 153 | Gare de Boutigny Rue du Château de Belesbat | 38           | 1300            |
| PN 34                                                    | Boutigny              | 59,828 | VC     | Rue des Prés de Jarcy                       | 38           | 6               |
| PN 35                                                    | Boutigny              | 61,137 | VC     | Rue des Prés des Audigers                   | 38           | 121             |
| PN 36                                                    | Maisse                | 62,380 | VC     | La Camboderie                               | 38           | 222             |
| PN 38                                                    | Maisse                | 64,387 | RD 837 | Gare de Maisse Avenue du Général de Gaulle  | 38           | 7490            |
| PN 39                                                    | Buno-Bonnevaux        | 65,961 | VC     | Route de Maisse                             | 38           | 175             |
| PN 40                                                    | Buno-Bonnevaux        | 66,963 | RD 1   | Gare de Buno-Gironville Rue de Gironville   | 38           | 1370            |
| PN 41                                                    | Gironville            | 68,190 | VC     | Rue de l'Essonne                            | 38           | 272             |
| PN 43                                                    | Prunay                | 70,019 | VC     | Rue de Courcelles                           | 38           | 92              |

Note : les passages à niveau de Evry et de Ballancourt sont en gras car qualifiés comme "préoccupants" par l'association d'usagers du RER D SaDur.
Ces passages à niveau sont potentiellement un frein à la régularité, car ils peuvent être impliqués dans des incidents entraînant retards et/ou suppressions. Néanmoins ceux-ci se situent tous sur les branches découplées du tronçon central depuis décembre 2018, limitant leur impact sur le reste de la ligne. Pour limiter les accidents et impacts sur le RER D, certains passages à niveau ont été transformés en passages supérieurs ou inférieurs, comme le passage à niveau en gare de Ris-Orangis qui est devenu un passage inférieur en 2003.

##### Impact du trafic des autres lignes
Peu avant la gare de Lyon, les circulations du RER D doivent croiser celles des TGV, Intercités et ligne R. Dans son rapport de février 2018, le Conseil d'orientation des infrastructures avait estimé prioritaire la réalisation du « terrier de Bercy » entre 2023 et 2027. Ces travaux d'un coût estimé à 225 millions d'euros permettraient de créer un tunnel sous les autres voies du faisceau de façon que le RER dispose de voies de circulations dédiées limitant les risques de retard constatés sur ce secteur. Son inscription dans le projet de loi sur les mobilités en 2019 n'est cependant pas garanti.

#### Sécurité des voyageurs
Le 9 juillet 2004, avec ce qu'on nomme plus tard « l'affaire du RER D », une jeune femme de 23 ans, Marie-Léonie Leblanc, prétend avoir subi une agression antisémite particulièrement choquante par six voyous qui, la croyant juive, lui auraient griffé le visage et dessiné au feutre des croix gammées sur le ventre, sans qu'aucun des passagers de la voiture ne soit intervenu. Ce fait divers provoque un vif émoi dans le pays et un grand emballement médiatique et politique, entraînant des déclarations immédiates du ministre de l'Intérieur Dominique de Villepin et du président de la République Jacques Chirac. Cependant, les affirmations se révélant par la suite mensongères après enquête qui révèle que la jeune femme a tout inventé (jusqu'à se dessiner elle-même une croix gammée sur le ventre), la personne souffrant manifestement de mythomanie, l'affaire provoque une polémique sur le traitement de l'information par les médias,. La ligne D du RER étant l'une des plus difficiles du réseau en matière d'insécurité et les faits présumés ayant eu lieu au cœur d'une des banlieues les plus connues pour son taux élevé de délinquance, les affirmations ont été immédiatement considérées comme exactes par une grande partie du monde politique et des médias,. Cette affaire a inspiré le scénario du film La Fille du RER d'André Téchiné en 2009 ainsi que la chanson RER D provenant de l'album Arabian Panther de Médine sortit le 24 novembre 2008.
Le dimanche 25 novembre 2007, une étudiante de 23 ans, Anne-Lorraine Schmitt, est découverte agonisante par le personnel d'entretien dans une rame du RER en gare de Creil. Cet événement tragique a conduit la SNCF à repenser la sécurité de ses installations et à développer la vidéosurveillance dans les trains et les gares.
Après 2012, la SNCF développe des marches exploratoires de femmes pour identifier les aménagements pouvant générer une insécurité pour les usagers des transports.
En 2015, un groupe d'une vingtaine d'individus a dépouillé des passagers voyageant dans une rame de la ligne, en leurs rackettant leurs effets personnels. Cette affaire, très relayée dans les médias nationaux, a relancé la polémique et les débats sur la sécurité dans les transports et la présence policière,,.

### Tarification et financement
La tarification de la ligne est identique à celle en vigueur sur les réseaux RER et Transilien. Un ticket « métro-train-RER », qui remplace les ticket t+ et le billet origine-destination au 1er janvier 2025, permet un trajet simple quelle que soit la distance, avec une ou plusieurs correspondances possibles avec les autres lignes de métro, de Transilien ou de RER pendant une durée maximale de 2 h entre la première et dernière validation. En revanche, un ticket « métro-train-RER » ne permet pas d'emprunter les bus et les tramways, à l'exception des lignes « Tram Express » à titre temporaire.
Cependant, les tarifs fixés par Île-de-France Mobilités se limitent à l'Île-de-France et ne s'appliquent pas aux relations avec les gares situées dans les régions voisines, les voyageurs devant ainsi s'acquitter d'un titre de transport TER pour accéder aux gares « hors zones » situées dans les régions Centre-Val de Loire, Hauts-de-France et Normandie.
Le financement du fonctionnement de la ligne (entretien, matériel et charges de personnel) est assuré par l'exploitant, RATP ou SNCF selon les lignes. Cependant, les tarifs des billets et abonnements dont le montant est limité par décision politique ne couvrent pas les frais réels de transport. Le manque à gagner est compensé par l'autorité organisatrice, Île-de-France Mobilités, présidée depuis 2005 par le président du conseil régional d'Île-de-France et composé d'élus locaux. Elle définit les conditions générales d'exploitation ainsi que la durée et la fréquence des services. L'équilibre financier du fonctionnement est assuré par une dotation globale annuelle aux transporteurs de la région grâce au versement mobilité payé par les entreprises et aux contributions des collectivités locales.

## Projets

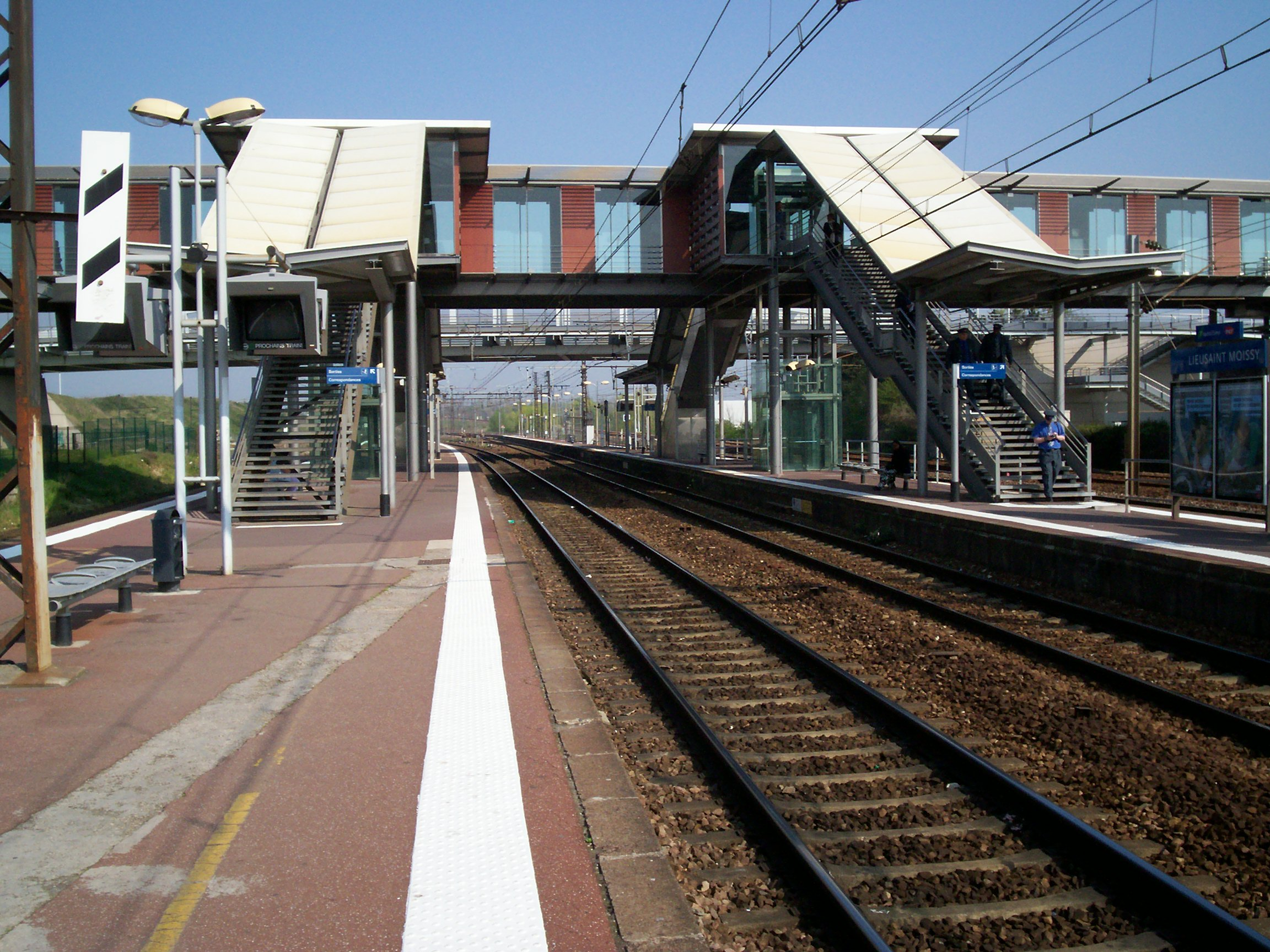
La gare de Lieusaint - Moissy, en avril 2007.

Lors de son conseil d'administration du 22 novembre 2006, le STIF a approuvé le schéma directeur de la ligne pour rétablir à court, moyen, et long terme, la régularité de cette ligne de manière pérenne. Mis en œuvre dès lors, les travaux ont permis une première phase de mises en service d'infrastructures nouvelles ou modernisées (nouvelles positions de garage, modernisation d'un poste d'aiguillage…) à l'horizon 2008/2009, constituant le court terme. Il reste, de ce fait, à réaliser les travaux pour assurer l'amélioration de l'offre à l'horizon 2014 (15 décembre 2013) (moyen terme) et 2020 (long terme),.
La ligne D doit offrir de nouvelles correspondances avec les futures lignes de transport en commun telles :
- la ligne T Zen 4 (Grigny – Évry-Courcouronnes RER – Corbeil-Essonnes RER)[180] dès sa mise en service prévue à l'horizon 2025 aux gares de Grigny-Centre, d'Orangis - Bois de l'Épine, d'Évry-Courcouronnes, du Bras de Fer et de Corbeil-Essonnes[181] ;
- la ligne T7 (Villejuif - Louis Aragon – Athis-Mons) qui permettra, au niveau de Juvisy, de relier les trains des branches de Malesherbes via Évry-Courcouronnes et Ris-Orangis aux pôles d'emploi de Rungis et d'Orly, ainsi qu'à l'aéroport et, probablement, à la future gare TGV d'Orly. Cette ligne de tramway a été mise en service en novembre 2013[182], mais le prolongement jusqu'à la gare de Juvisy, qui conditionne la connexion avec le RER D, est reporté sine die ;
- la ligne 15 du métro (ex-ligne rouge du Grand Paris Express) (Noisy - Champs RER – Villejuif - Louis Aragon – Champigny Centre) en gare du Vert de Maisons à l'horizon 2026[réf. souhaitée] ;
- la ligne 16 du Grand Paris Express devrait être en correspondance à la station Saint-Denis Pleyel en 2027 ;
- la ligne 17 du Grand Paris Express devrait être aussi en correspondance à la station Saint-Denis Pleyel en 2027.
- la ligne H du Transilien devrait être en correspondance à la station Sainte-Denis Pleyel entre 2026 et 2030.

### 2019 - 2030
La période 2015 - 2020 prévoit plusieurs investissements pour faire face à une hausse du trafic de 3 % par an qui pourrait porter le nombre de voyageurs de 615 000 en 2015 à 900 000 en 2030 si cette tendance se poursuivait.
Dans la période 2015 - 2030, il est projeté de mettre en œuvre un nouveau système d'exploitation entre Stade de France - Saint-Denis et Villeneuve-Saint-Georges, de créer un point de retournement supplémentaire à Châtelet - Les Halles ou à Stade de France - Saint-Denis, de mettre à quatre voies la section Juvisy - bifurcation de Grigny, de créer un nouveau terminus entre Lieusaint et Le Mée ainsi que de créer de nouvelles positions de garage à Survilliers - Fosses et Livry-sur-Seine/Chartrettes, au sud de Melun.
En janvier 2017, Île-de-France Mobilités annonce le renouvellement du matériel roulant du RER D à partir de 2019 avec le Regio 2N, pour la partie Étoile de Corbeil, et le RER NG à partir de 2023.

### Rétablissement des directs Paris – Malesherbes, terrier de Bercy et ligne S
Un rétablissement des trains Paris – Malesherbes est envisagé en lien avec le projet de terrier de Bercy. Ce terrier consiste en la modification des voies d'accès de la gare de Lyon et de la gare de Bercy pour permettre de faire circuler plus de trains. Envisagé depuis plusieurs années, l'avant-projet est lancé depuis 2017. Le projet final a un coût estimé à 230 millions d'euros environ.
Selon une étude financée par six communes réalisée par une agence spécialisée dont les résultats sont publiés en 2022, le rétablissement des directs Paris – Malesherbes serait possible sans modification majeure de l'infrastructure pour un coût de quelques dizaines de millions d'euros.
Après deux ans de discussions avec les collectivités locales et avec SNCF Réseau, la création de six allers-retours directs Paris – Malesherbes pour 2025, dite ligne S, est validée par Île-de-France Mobilités en juin 2023.
La ligne est inaugurée le 15 décembre 2024 et reste intégrée au RER D. La ligne débute avec huit trains par jour, dont quatre trains vers le nord et quatre trains vers le sud (quatre missions PIVA, trois missions BIVO et une mission RIVO).
Les 8 missions quotidiennes ont les horaires suivants :
- Départ de Malesherbes à 5 h 18 > Arrivée à Paris-Gare-de-Lyon à 6 h 37 (mission PIVA) ;
- Départ de Malesherbes à 5 h 31 > Arrivée à Paris-Gare-de-Lyon à 6 h 51 (mission PIVA) ;
- Départ de Malesherbes à 14 h 18 > Arrivée à Paris-Gare-de-Lyon à 15 h 37 (mission PIVA) ;
- Départ de Paris-Gare-de-Lyon à 15 h 49 > Arrivée à Malesherbes à 17 h 6 (mission BIVO) ;
- Départ de Corbeil-Essonnes à 19 h 46 > Arrivée à Paris Gare de Lyon à 20 h 21 (mission PIVA) ;
- Départ de Paris-Gare-de-Lyon à 20 h 39 > Arrivée à Malesherbes à 21 h 56 (mission BIVO) ;
- Départ de Paris-Gare-de-Lyon à 22 h 4 > Arrivée à Corbeil-Essonnes à 22 h 39 (mission RIVO) ;
- Départ de Paris-Gare-de-Lyon à 22 h 30 > Arrivée à Malesherbes à 23 h 51 (mission BIVO).

La construction du terrier de Bercy est censée permettre l'augmentation de la fréquence à l'horizon 2032.

### Doublement du tunnel Châtelet/Gare du Nord
Le Schéma directeur de la région Île-de-France (SDRIF) propose également la construction d'un tunnel dédié entre Châtelet - Les Halles et Gare du Nord, afin de mettre fin à ce point noir. Ce projet vise ainsi à créer deux voies supplémentaires afin de dédier deux voies au RER B et deux voies au RER D. Projeté depuis longtemps, la réalisation du projet est jugée nécessaire par l'État et la Région, le 26 janvier 2011, dans le cadre des grandes orientations des transports en commun en Île-de-France jusqu'en 2025. De ce fait, il a été décidé de réaliser en urgence des études sur le tunnel supplémentaire, expliquant ainsi le fait que lors de son conseil d'administration du 7 décembre 2011, le Syndicat des transports d'Île-de-France (STIF) ait décidé de les lancer, après avoir approuvé leur financement (études exploratoires et de faisabilité) pour un montant de 1,3 million d'euros. Ces études seront réalisées par Réseau ferré de France (RFF) et entièrement financées par le STIF.
Destiné à faciliter la vie des 1,2 million de voyageurs quotidiens des RER B et RER D empruntant chaque jour les trains passant par ce tunnel, le projet de doublement du tunnel Châtelet – Gare du Nord est nécessaire afin de faire face aux irrégularités des lignes B et D du RER, conséquences directes des incidents se produisant sur l'une des deux lignes, ainsi qu'à l'impossibilité de davantage augmenter le nombre de passages de trains sur chacune des lignes. Actuellement, le tunnel, goulet d'étranglement des lignes B et D, accueille 32 trains par heure dans les deux sens (20 RER B et 12 RER D) et à moyen et long terme, les évolutions de desserte sont prévues à infrastructure constante grâce à l'optimisation de l'exploitation et de la signalisation, mais pour offrir des performances encore plus importantes pour les usagers, le doublement du tunnel est nécessaire.
En complément du Schéma directeur de la ligne, cette étude, d'une durée d'un an, permettra de recenser et d'analyser les réflexions déjà engagées, et de préciser les différentes possibilités de tracé, leur faisabilité technique et leur coût. Pour ce faire, dans un premier temps, elle identifiera, parmi l'ensemble des possibilités, les solutions techniques les plus vraisemblables, qu'elle étudiera ensuite notamment en précisant les conditions d'intermodalité à Gare du Nord et à Châtelet - Les Halles, les impacts sur l'exploitation et les gains prévisibles sur la régularité et la robustesse. Cette étude permettra enfin d'affiner le coût de l'opération, le planning, l'impact des travaux.

### NExTEO
Afin de fluidifier le trafic sur le tronc commun parisien, et plus particulièrement sur le tronc commun avec le RER B, il est envisagé de déployer la nouvelle signalisation NExTEO, avec notamment son pilotage automatique ATO. L'objectif est d'améliorer la régularité et arriver à faire circuler 32 trains par heure entre Gare du Nord et Châtelet, objectif qui n'est actuellement atteint que 5 % du temps. Ce projet, commun avec le RER B, est estimé à 800 millions d'euros de 2019. Le déploiement est prévu pour 2026 sur la ligne D, lorsque tout son matériel roulant sera renouvelé par des RER NG. Cependant, en 2019, le lancement du projet risque d'être reporté, faute de financement de la part de l'État. En raison d'une pénurie d'ingénieurs à SNCF Réseau et de l'accélération des travaux du CDG Express, l'appel d'offres de NExTEO version RER B et RER D est gelé,. Le conseil d'administration d'IDFM de juillet 2020 a auditionné les présidents de la RATP, de SNCF Mobilités et de SNCF Réseau qui se disent prêts à lancer ce marché à la fin de l'année 2020 si l'État participe au financement de l'automatisation des RER B et RER D.
En août 2022, SNCF Réseau a fait savoir qu'il renonce à NExTEO et qu'il n'y aura donc pas d'augmentation du nombre de rames pouvant circuler dans le tunnel Châtelet/Gare du Nord. Le projet est relancé en octobre 2023 par la région Île-de-France qui adopte un protocole de financement de 1,2 milliard d'euros. Le nouveau calendrier vise une mise en place au 30 avril 2031 sur le tronçon central entre Gare du Nord et Châtelet - Les Halles puis progressivement jusqu'en 2033 pour le reste du périmètre,.

### Gare de Charenton
Dans le cadre du projet Bercy-Charenton, une gare est évoquée sur la commune de Charenton-le-Pont, entre Paris-Gare-de-Lyon et la gare de Maisons-Alfort - Alfortville. Elle serait située au milieu du faisceau ferroviaire, au niveau de la passerelle Valmy. Le projet de desserte de ce quartier par le RER D viendrait s'inscrire dans une profonde reconversion du secteur de Charenton et de Bercy, afin de résorber les nombreuses coupures urbaines du quartier : faisceau de la Gare de Lyon, échangeur de Bercy, boulevard périphérique, autoroute A4, etc.

### Barreau de Gonesse: un projet abandonné
En juin 2018, le vice-président du conseil régional Stéphane Beaudet officialise l'abandon de ce projet d'une branche supplémentaire au nord. Seul aura été réalisé un transport par bus en site propre, dit TCSP Barreau de Gonesse, inauguré le 14 novembre 2016 sur un parcours proche de celui du projet ferré.

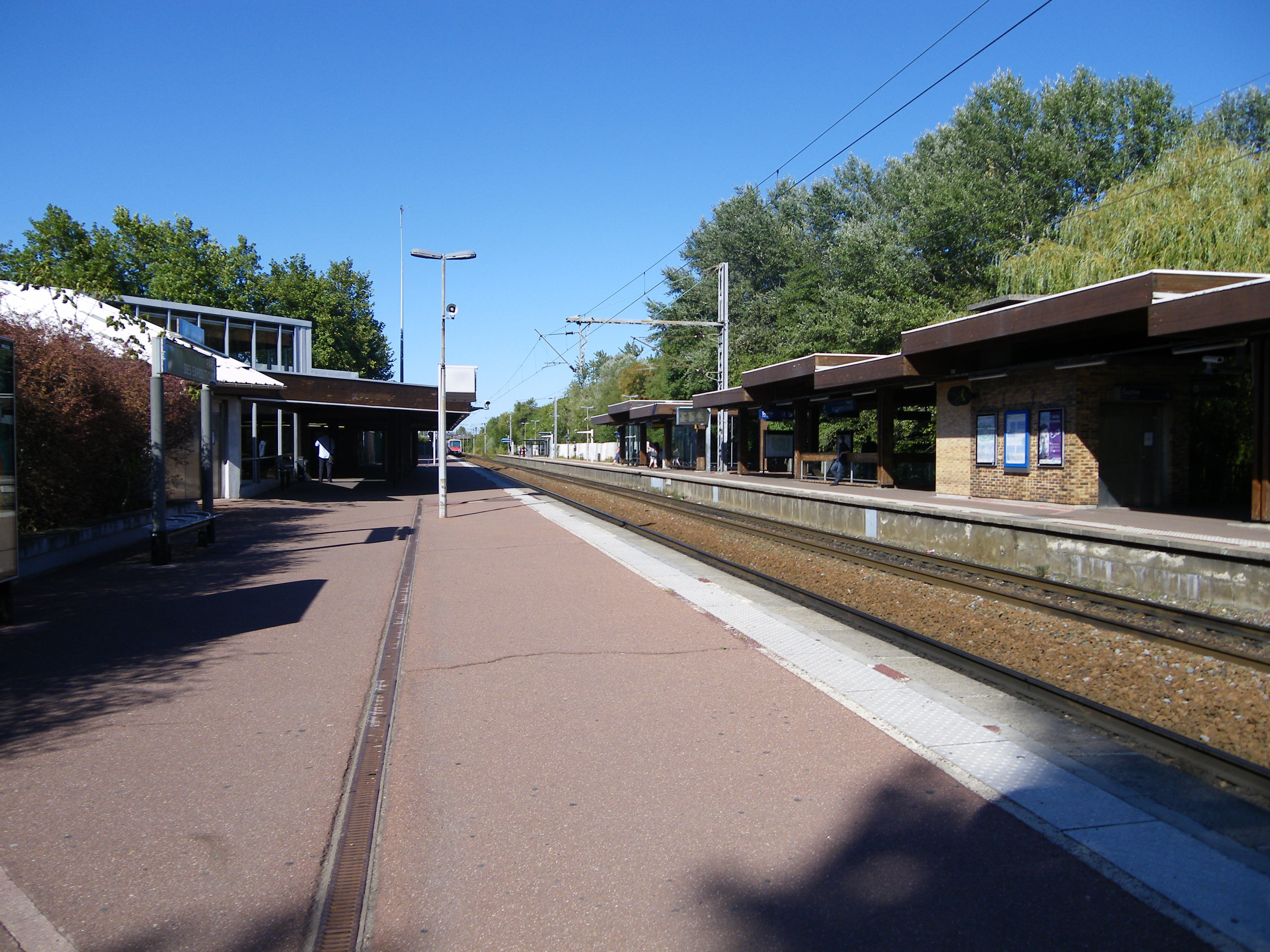
La gare du Parc des Expositions, avant le début des travaux RER B Nord +, en août 2009.

Le Schéma directeur de la région Île-de-France (SDRIF) proposait en 2008 l'ouverture d'une nouvelle branche au nord, utilisant une infrastructure à créer, dite barreau de Gonesse, entre la gare de Villiers-le-Bel - Gonesse - Arnouville et la gare du Parc des Expositions (RER B). Cette infrastructure permettrait la desserte de l'aéroport de Paris-Charles-de-Gaulle, soit par une correspondance avec le RER B, soit directement (en cas de partage de l'infrastructure utilisée par le RER B), tout en desservant le triangle de Gonesse, pôle de développement économique, qui pourrait accueillir le projet de centre commercial EuropaCity.
Le barreau fait l'objet en 2008 du soutien du président de la République ainsi que du président du conseil régional, qui évoque un début du chantier dès 2012. Une partie de ce financement pourrait provenir du « Plan banlieue » approuvé par le Comité interministériel des villes du 20 juin 2008, puisque l'État s'est dit prêt à y financer, à hauteur de 220 millions d'euros, « au moins quatre projets spécifiques dont le Tramway T4 vers Clichy-Montfermeil, le T11, le T12 et la liaison RER D/RER B (barreau de Gonesse) ».
Toutefois, le barreau de Gonesse a semblé n'être plus une priorité pour le STIF, qui ne prévoyait plus qu'une simple liaison en bus sur site propre, ce qui a provoqué la consternation des élus locaux de la communauté d'agglomération Val de France, qui ont voté le 18 décembre 2008 une motion demandant que « les études de faisabilité commencent dans les meilleurs délais » et « que le calendrier de réalisation de cette nouvelle infrastructure soit clairement et définitivement arrêté »,. La liaison bus reliant les gares de Villiers-le-Bel - Gonesse - Arnouville et de Villepinte serait mise en service en 2013, et le barreau ferroviaire de onze kilomètres serait ouvert vers 2017-2018 selon le président du conseil général du Val-d'Oise, Didier Arnal. Finalement, en se mettant d'accord, le 26 janvier 2011, sur les grandes orientations des transports en commun en Île-de-France jusqu'en 2025 et, dans le détail, l'État et la région actent notamment la nécessité de réaliser ce projet, inscrit pour 200 millions d'euros à l'horizon 2017 (à réaliser dans la suite du bus en site propre, inscrit pour 50 millions d'euros à l'horizon 2013).

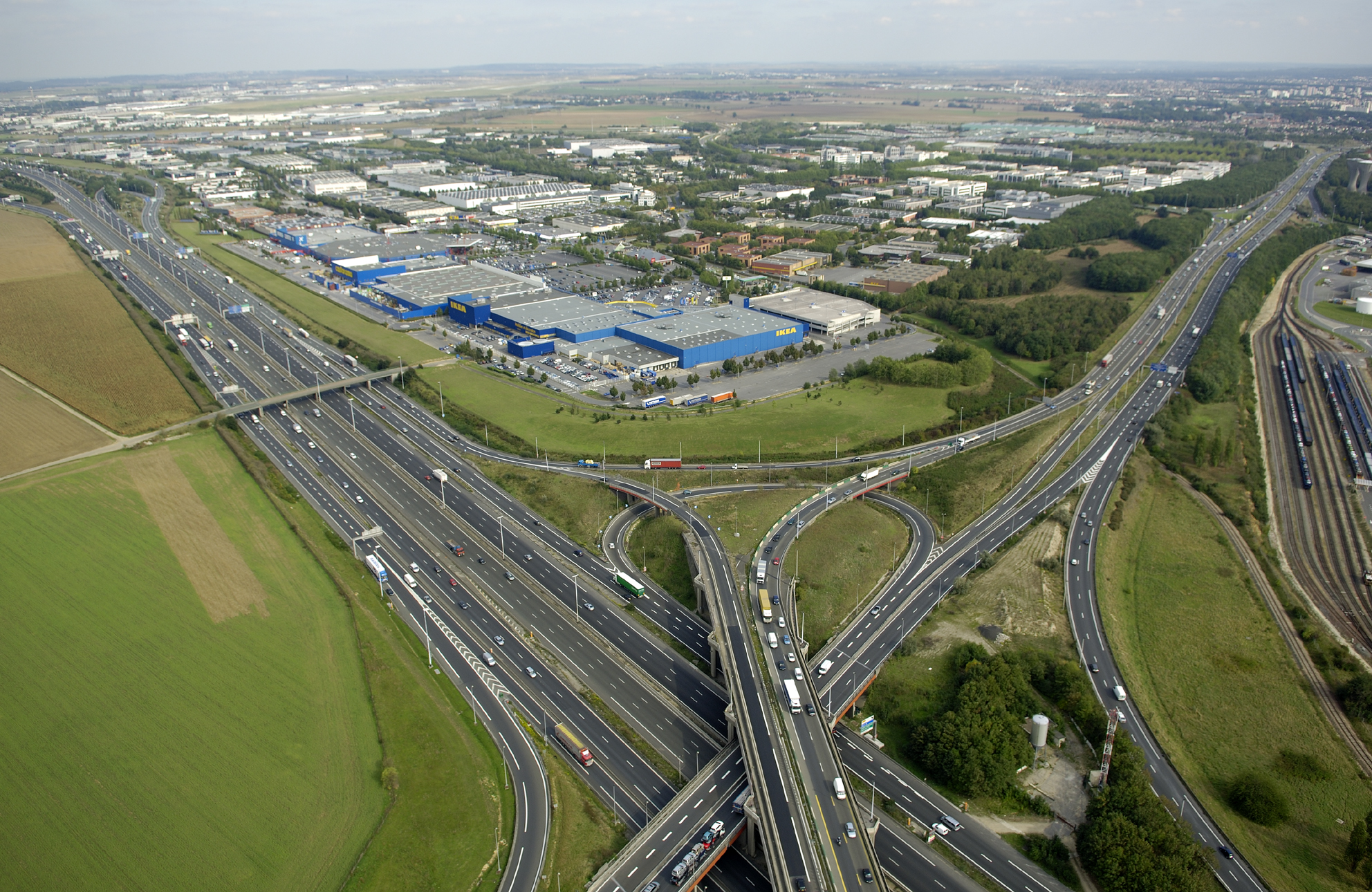
Ici, le barreau de Gonesse passera entre la zone industrielle de Paris-Nord II (et Ikea) et l'A104 (route de droite).

Le projet du barreau de Gonesse consistait en la création, d'ici à 2020, d'une nouvelle branche du RER D entre Villiers-le-Bel - Gonesse - Arnouville et Parc des Expositions qui desservira deux gares nouvelles basées à Gonesse et à Parc des Expositions, afin de permettre la correspondance avec le RER B.
La nouvelle branche sera longue de 11,4 kilomètres dont 9,8 nouvelles (création du Barreau) et sera parcourue en dix minutes, par les trains actuellement terminus Villiers-le-Bel prolongés. Elle sera conçue pour une vitesse maximale de 120 km/h, avec ponctuellement en raison notamment des contraintes d'insertion, des limitations à 90, 80 voire 60 km/h. Elle serait desservie à raison de quatre trains par heure (1 train par quart d'heure) et par sens, tout au long de la journée.
La future gare de Gonesse sera située dans la zone urbanisée du projet d'aménagement du Triangle de Gonesse, sur un tracé en alignement, permettant une bonne desserte du Triangle. Elle disposera de deux quais latéraux longs de 265 mètres et la rectitude du tracé à son niveau permettra d'assurer une accessibilité quai/train facilitée pour tous les usages. Des mesures conservatoires seront prises pour assurer la connexion avec le Grand Paris Express.
La future gare terminale du Parc des Expositions sera accolée à l'est de la gare actuelle du RER B. Elle sera organisée autour d'un quai central long de 265 mètres. Elle sera accessible par le biais d'accès créés ex nihilo qui déboucheront sur le souterrain existant. Cette disposition permettra d'optimiser les correspondances avec le RER B, qui bénéficiera alors en heure de pointe de 10 trains par heure. Dans le prolongement du quai, un tiroir de retournement sera réalisé pour gagner en robustesse et en régularité. Il sera long de 259 mètres, afin de permettre le retournement d'une unité multiple de Z 20500. Sa réalisation sera compatible avec le projet RER B Nord + (création d'une troisième voie en gare) et le projet de garage du CDG Express.
L'exploitation de la nouvelle branche nécessitera l'utilisation de deux rames supplémentaires, pour un coût d'acquisition estimé de 30 millions d'euros. Le coût estimatif du projet, au niveau des études préliminaires et aux conditions économiques de janvier 2006, se monte de 243 millions d'euros HT ou à 258 millions d'euros HT, selon que le tracé passe au-dessus de l'A1 (pont-rail) ou en dessous (tunnel). Ces coûts intègrent les postes de terrassements, d'assainissement, ouvrages d'art, voiries et réseaux divers, équipements ferroviaires, gares, acquisitions foncières et mesures d'insertion environnementales.
Les prochaines étapes dans la réalisation du projet étaient, à la date du 19 décembre 2012, les suivantes :
- approbation du schéma de principe : 2013 ;
- enquête publique : 2013 ;
- approbation de l'avant-projet et convention de financement : 2014 ;
- début des travaux : 2017 ;
- mise en service : 2020.

|  |   |  | Gare                                   | Zones | Communes desservies | Correspondances                      |
|  | - |  | -------------------------------------- | ----- | ------------------- | ------------------------------------ |
|  | • |  | Villiers-le-Bel - Gonesse - Arnouville | 4     | Arnouville          |                                      |
|  | • |  | Triangle de Gonesse                    | 4     | Gonesse             | envisagé : (horizon 2027)            |
|  | • |  | Parc des Expositions                   | 4     | Villepinte          | existant : envisagé : (horizon 2030) |

## Impact socio-économique

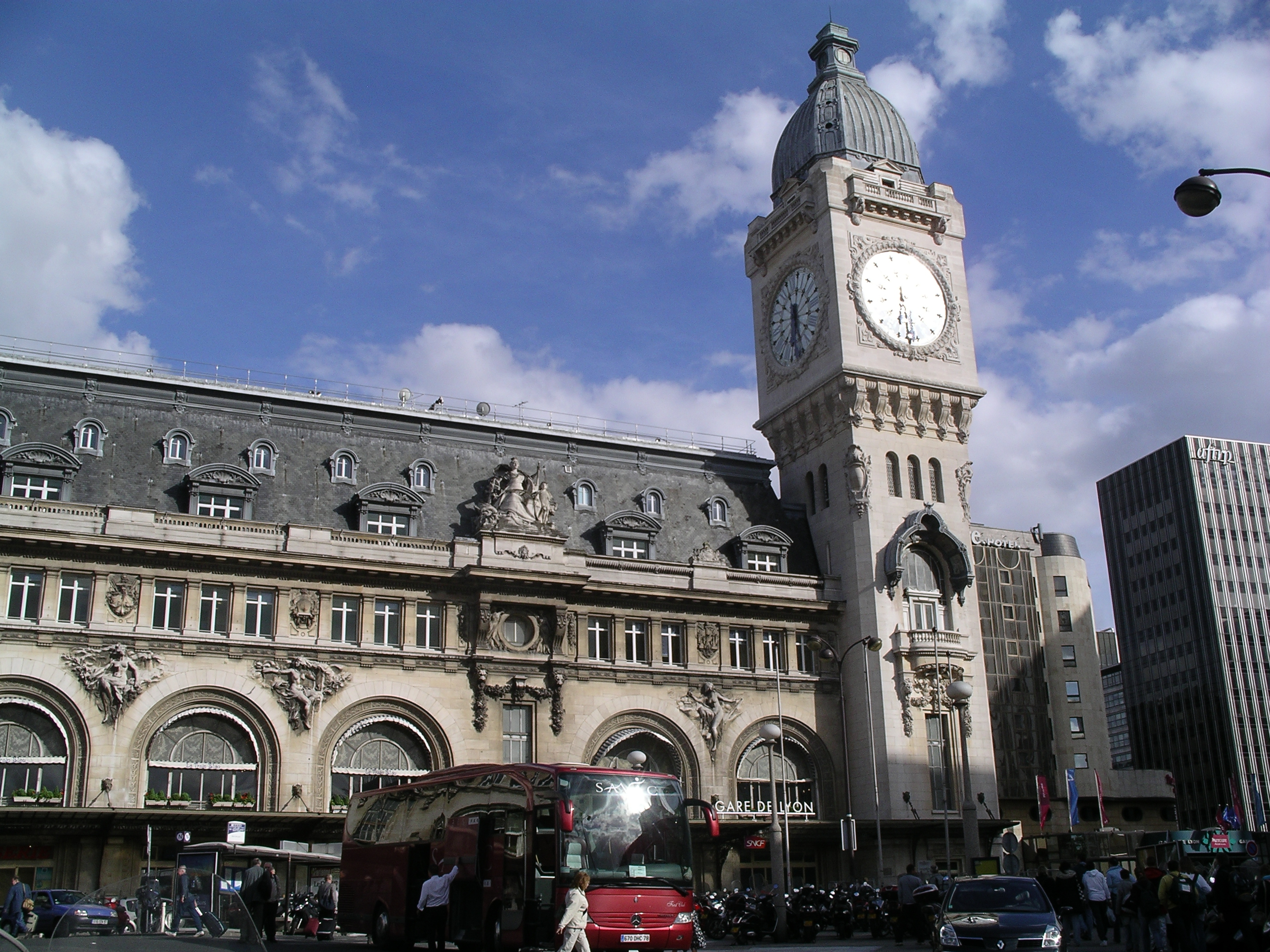
La Gare de Lyon, en mai 2006.

La création de la ligne D interconnectée en 1995, malgré ses premiers déboires, a permis un meilleur accès au cœur de Paris et à la Gare du Nord pour les habitants de la banlieue sud-est, et un accès facilité à la Gare de Lyon en particulier pour les personnes de la banlieue nord. Son bilan est par conséquent plutôt positif. A contrario la société elle-même est influencée fortement par le fonctionnement du RER, en particulier de sa ligne D qui relie des zones particulièrement pauvres du nord-est à celles du sud-est de l'agglomération. Les « incivilités » et dégradations diverses sont fréquentes ainsi que les agressions de voyageurs ou d'agents, entraînant de nombreux retards, un profond sentiment d'insécurité à certaines heures et parfois des débrayages des agents de la ligne en réaction à une agression physique. Tout cela contribue à voir souvent évoqué le terme de « RER poubelle ».
L'utilisation d'un tunnel commun avec la ligne B entre Châtelet - Les Halles et Gare du Nord provoque d'épineux problèmes d'exploitation aux heures de pointe qui amoindrissent l'intérêt de la ligne, par les retards entraînés et la forte irrégularité, la plus élevée du réseau francilien. Cette irrégularité chronique amène la SNCF à réduire le nombre de trains en circulation — pourtant déjà souvent saturés — afin de fluidifier le trafic, ce qui n'a qu'un impact négatif sur la desserte et l'attractivité de la ligne, déjà faibles, selon les associations d'usagers. De plus, cette réduction de l'interconnexion marque également un recul unique en trente ans sur le concept originel du RER ; la réduction du nombre de trains, malgré une hausse constante du trafic, étant la seule réponse apportée par l'exploitant et l'autorité organisatrice faute de volonté de mise en œuvre rapide des investissements nécessaires. En effet, seule la construction d'un tunnel destiné à la ligne entre Châtelet - Les Halles et Gare du Nord, évitée aux débuts de la ligne par économie et expliquant pour une large part son irrégularité chronique, pourrait apporter une réelle amélioration aux conditions d'exploitation.

## Dans la culture

### Dans la musique
Cette ligne desservant de nombreuses banlieues populaires, elle est souvent mentionnée par des rappeurs français dans leurs chansons pour y raconter des anecdotes. On peut citer par exemple le rappeur Niska, dans la chanson Murder 2.0 : « Hé bataradé, Koro violent comme RER D », dans la chanson Country : « On va t'mettre à genoux si t'as merdé, Évry-Courcouronnes, gros, RER D » ou « Guerre de gang, everyday, je tire l'alarme : RER D », dans la chanson Passa Passa. Le rappeur Zola, dans la chanson Electro : « Avant, je ratais le RER D, aujourd'hui, poto, j'fais des tours en allemande », le rappeur Lino dans la chanson VLB : « Soirée coupe-gorge, descente RER D, coupe-gorge », le rappeur Oboy dans la chanson Cramé : « RER D, ça remonte pour visser sur Paname 0.8 sur la peser », le rappeur Moha MMZ dans la chanson CZ 75 : « On mérite un gamos, on a trop pris l'402, l'RER D », ou bien le rappeur Disiz, dans la chanson Alors tu veux rapper ? : « t'as raté le dernier train? R.E.R D Pierrefite Stains », dans la chanson Gagne Pain : « RER D y'a qu'des renois depuis l'époque des walkmans. Les zaïrois font leur oseille pour des chaussures à Haussmann. Esquive les 'leurs à Villeneuve. Le train se fraude c'est normal. A réservé toute sa monnaie pour sa paire de Weston. » ou bien le rappeur Ninho qui a réalisé une chanson intitulée RER D.

## Lieux desservis

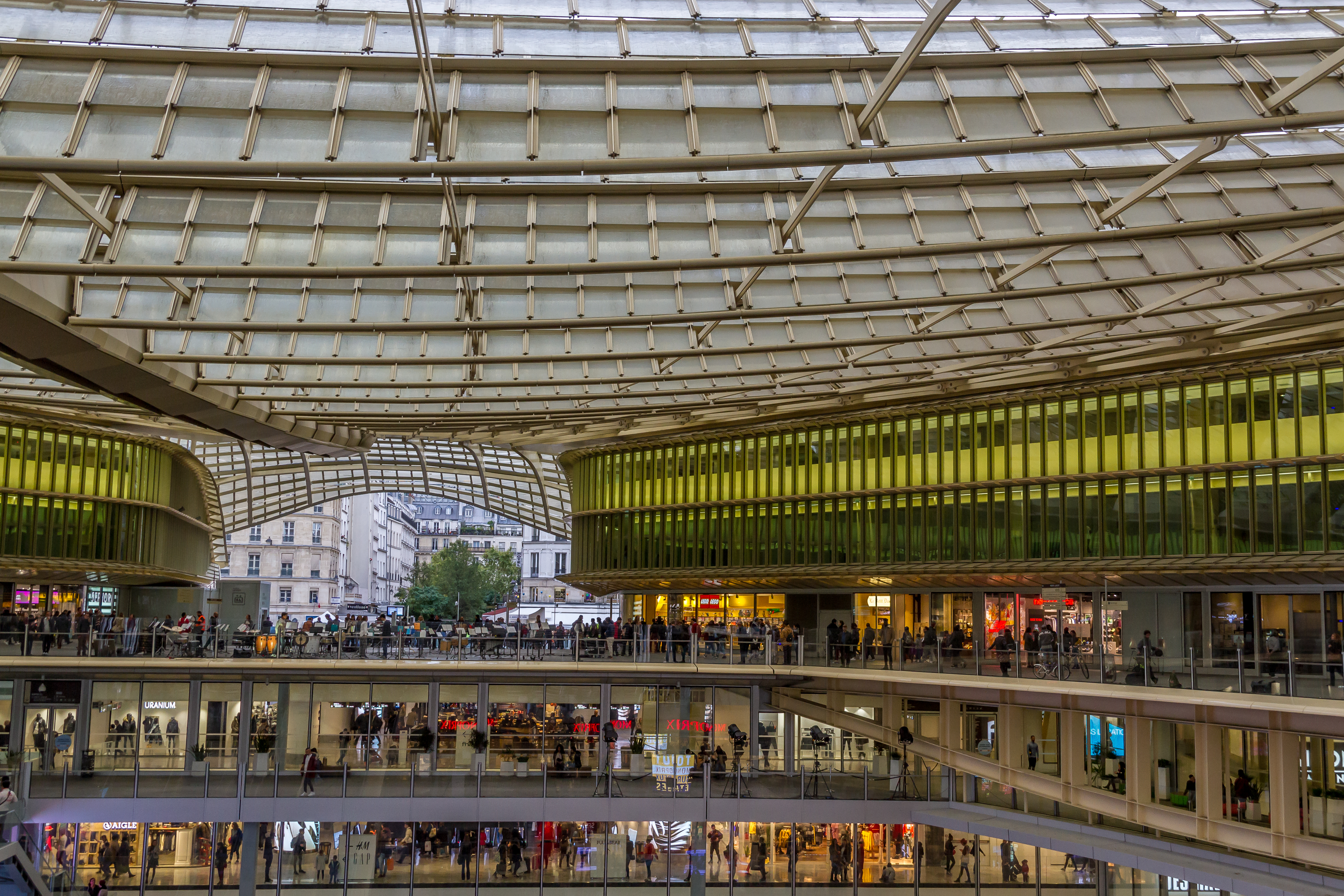
Le RER D dessert le forum des Halles.

Le RER D dessert, du nord au sud, les lieux suivants :
- les bords de l'Oise (Creil) ;
- la forêt de Chantilly (La Borne Blanche, Orry-la-Ville - Coye et Chantilly - Gouvieux) ;
- le parc naturel régional Oise-Pays de France (Survilliers - Fosses, La Borne Blanche, Chantilly - Gouvieux) ;
- les bords de la Seine (Saint-Denis, Châtelet - Les Halles, Paris-Gare-de-Lyon, Villeneuve-Saint-Georges, Juvisy, Viry-Châtillon, Ris-Orangis, Grand Bourg, Évry-Val-de-Seine, Corbeil-Essonnes, Le Plessis-Chenet, Le Coudray-Montceaux, Saint-Fargeau, Ponthierry - Pringy, Boissise-le-Roi et Vosves) ;
- les bords du canal Saint-Denis et le musée d’Art et d’Histoire de Saint-Denis (Saint-Denis) ;
- le stade de France et la Plaine Saint-Denis (Stade de France - Saint-Denis) ;
- la tour Saint-Jacques, l'église Saint-Eustache, la rue de Rivoli, le centre Georges-Pompidou, le théâtre du Châtelet et le forum des Halles (Châtelet - Les Halles) ;
- le ministère de l'Économie, des Finances et de l'Industrie et le palais omnisports de Paris-Bercy (Gare de Lyon) ;
- le parc interdépartemental des sports de Paris-Val-de-Marne (Créteil-Pompadour) ;
- l'île de loisirs du Port-aux-Cerises (Juvisy et Vigneux-sur-Seine) ;
- la préfecture d'Essonne, l'université d'Évry, le centre commercial Le Spot Évry (Évry-Courcouronnes) ;
- la préfecture de Seine-et-Marne (Melun) .